# Conquista della Gallia
Con l'espressione conquista della Gallia si indica la campagna di sottomissione dei popoli delle regioni che oggi formano l'attuale Francia (ad esclusione della parte meridionale, ovvero della Gallia Narbonense, già sotto il dominio romano dal 121 a.C.), il Belgio, il Lussemburgo e parte di Svizzera, Paesi Bassi e Germania, portata a termine da Gaio Giulio Cesare dal 58 al 51/50 a.C. e da lui narrata nel De bello Gallico, che resta la principale fonte per questi eventi. Sebbene Cesare tenda a presentare la sua invasione come un'azione di difesa preventiva di Roma e dei suoi alleati gallici, molti studiosi ritengono che la sua sia stata una guerra imperialista a tutti gli effetti, da lui premeditata e ricercata, per mezzo della quale si proponeva di accrescere il suo potere e il suo prestigio.

## Contesto storico

### Cesare e l'Illirico

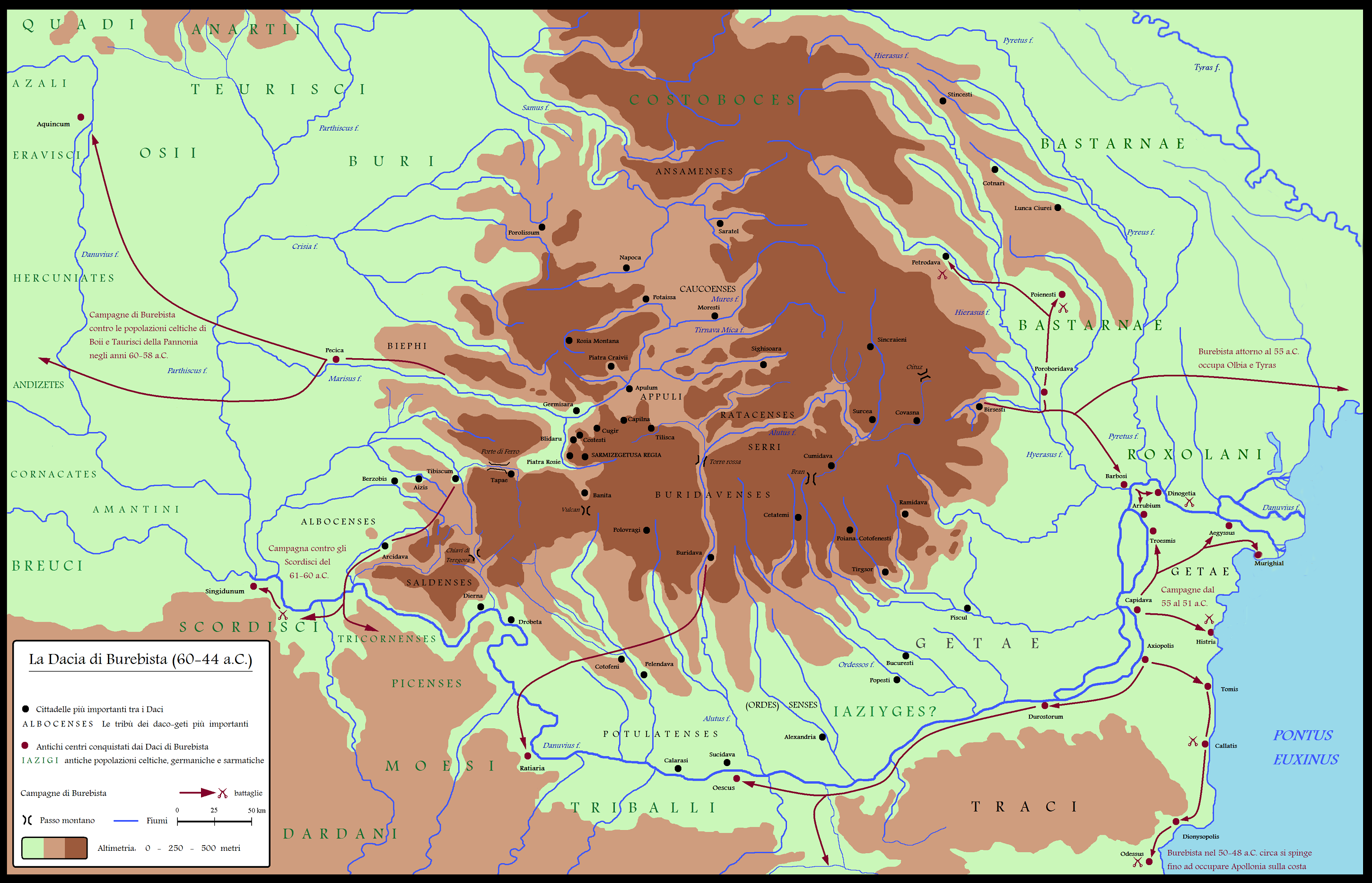
La Dacia di Burebista (60-44 a.C.)

Durante il suo consolato (59 a.C.), Cesare, con l'appoggio degli altri triumviri (Pompeo e Crasso), ottenne con la Lex Vatinia del 1º marzo il proconsolato delle province della Gallia Cisalpina e dell'Illirico per cinque anni e il comando di un esercito composto da tre legioni. Poco dopo un senatoconsulto aggiunse anche quella della Gallia Narbonense, il cui proconsole era morto all'improvviso, e il comando della X legione.
Il fatto che a Cesare sia stata assegnata inizialmente la provincia dell'Illirico come parte del suo imperium, e che all'inizio del 58 a.C. ben tre legioni fossero state dislocate ad Aquileia, potrebbe indicare che egli intendesse cercare proprio in quest'area gloria e ricchezze con cui accrescere il suo potere e la sua influenza militare e politica. Cesare aveva infatti bisogno di importanti vittorie militari così da costruirsi un suo potere personale con il quale controbilanciare quello che Pompeo si era costruito con le vittorie ottenute in Oriente.
A tal fine progettava probabilmente una campagna oltre le Alpi Carniche fin sul Danubio, sfruttando la crescente minaccia delle tribù della Dacia (corrispondente grosso modo all'odierna Romania), che si erano riunite sotto la guida di Burebista, il quale aveva guidato il suo popolo alla conquista dei territori dislocati ad ovest del fiume Tibisco, oltrepassando il Danubio e sottomettendo l'intera area su cui si estende l'attuale pianura ungherese, ma soprattutto avvicinandosi pericolosamente all'Illirico romano e all'Italia.
La sua avanzata si arrestò improvvisamente, forse per il timore di un possibile intervento diretto di Roma nell'area balcano-carpatica. Così, invece di continuare nella sua marcia verso occidente, Burebista era tornato nelle sue basi in Transilvania, rivolgendo poi le proprie mire ad Oriente: attaccò i Bastarni e infine assediò e distrusse l'antica colonia greca di Olbia (nei pressi dell'attuale Odessa).

### Cesare e la Gallia

Busto di Cesare esposto ai Musei Vaticani.

Cessata la minaccia dei Daci, Cesare rivolse il suo interesse alla Gallia e ai suoi popoli, divisi in molteplici fazioni, alcune delle quali erano favorevoli allo stesso popolo romano, e la cui sottomissione presentava, almeno apparentemente, minori difficoltà militari rispetto alla Dacia e ai Daci (sia per l'insidiosità del territorio che per la ritrovata unità del suo popolo). A Cesare serviva solo il pretesto per mettere piede in Gallia.
Quando Cesare entrò con le sue truppe in questa regione, trovò una terra abitata non solo dai Celti, che occupavano la maggior parte del territorio, e dai Belgi (un popolo misto di Celti e Germani che, a partire dal 200 a.C. circa, aveva occupato la zona nord-orientale della Gallia), ma anche da popolazioni probabilmente non indoeuropee come i Liguri e i Reti nella zona sud-orientale e gli Iberi in quella sud-occidentale, giunti dalla vicina Penisola iberica.
Ecco come Cesare, nel celebre incipit del De bello Gallico, descrive la Gallia:
(Cesare, De bello gallico, I, 1.)

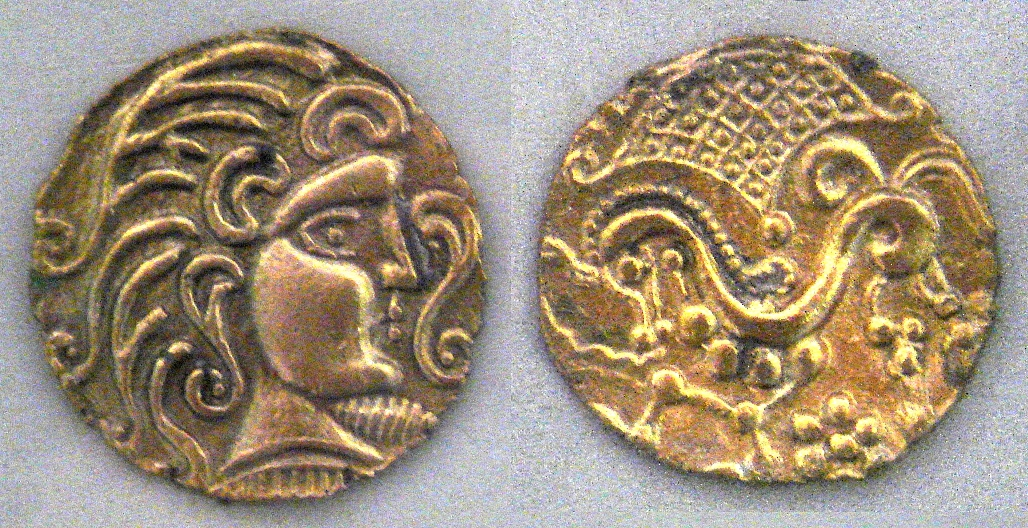
Moneta d'oro del popolo celta dei Parisi, I secolo a.C., (Cabinet des médailles, Parigi).

In Gallia si praticava un'agricoltura intensiva e i suoi popoli avevano già da tempo compiuto importanti passi nel campo della metallurgia, senza contare che, dal 300 a.C. circa, il commercio dello stagno proveniente dalla Britannia era per lo più in mano ai Veneti della Bretagna e di altre tribù, attraverso le quali il metallo giungeva fino a Marsiglia e a Narbona. Tuttavia, sebbene dal III secolo a.C. si fossero diffuse le monete greche, loro imitazioni e anche il denario romano e nonostante fossero state già costruite vie terrestri per gli uomini e le merci, i Galli non conoscevano la scrittura, o meglio questa era prerogativa della casta sacerdotale dei druidi, che utilizzavano l'alfabeto greco. Per il resto, tutto era tramandato oralmente dai bardi.
La monarchia, come sistema di potere, resisteva ancora tra i Belgi, mentre era scomparsa da decenni nella Gallia centrale, dove vigeva una struttura aristocratica basata su un sistema clientelare. I druidi formavano una casta religiosa molto potente e influente, mentre gli aristocratici formavano la classe guerriera, quella dei magistrati e quella di governo. I druidi erano riusciti a creare una specie di confederazione tra le circa 50 tribù esistenti, al cui interno quelle più forti stavano però progressivamente assorbendo le altre. La Gallia, tuttavia, non aveva raggiunto né unità né vera stabilità politica: le tribù erano spesso in guerra tra di loro (senza contare le continue dispute esistenti all'interno della classe guerriera di ogni tribù), creando e disfacendo continuamente alleanze e avvalendosi dell'aiuto di mercenari germanici per combattere i nemici. Tutto ciò permise proprio ai Germani, popoli da tempo in movimento (come testimoniano, per esempio, le migrazioni di Cimbri e Teutoni), di spingersi fino ai fiumi Meno, Reno e Danubio a partire dal 100 a.C. Proprio questa situazione aveva permesso al capo svevo Ariovisto, attorno al 61/60 a.C., di impadronirsi dei territori della moderna Alta Alsazia.

## Precauzioni prima della partenza
Prima di partire nel 58 a.C., egli volle rendere sicura la sua posizione a Roma, facendo allontanare dalla città Marco Tullio Cicerone e Marco Porcio Catone (detto Catone il Giovane), capi del partito senatorio e suoi temibili avversari. Cicerone poteva impedire la sua ascesa al potere essendo stato console nel 63 a.C. e conoscendo quindi i retroscena della congiura di Catilina che, se divulgati, avrebbero danneggiato la figura di Cesare poiché questo molto probabilmente vi aveva partecipato. Lo stesso avrebbe potuto fare Catone, in quanto sostenitore e grandissimo difensore di quella fazione politica che Cesare aveva intenzione di eliminare, ovvero gli ottimati.
Cicerone fu esiliato grazie all'azione del tribuno della plebe Publio Clodio Pulcro, mentre a Catone fu affidata una missione diplomatica a Cipro, abbastanza lontano da assicurare una certa tranquillità a Cesare.

## Cause della guerra

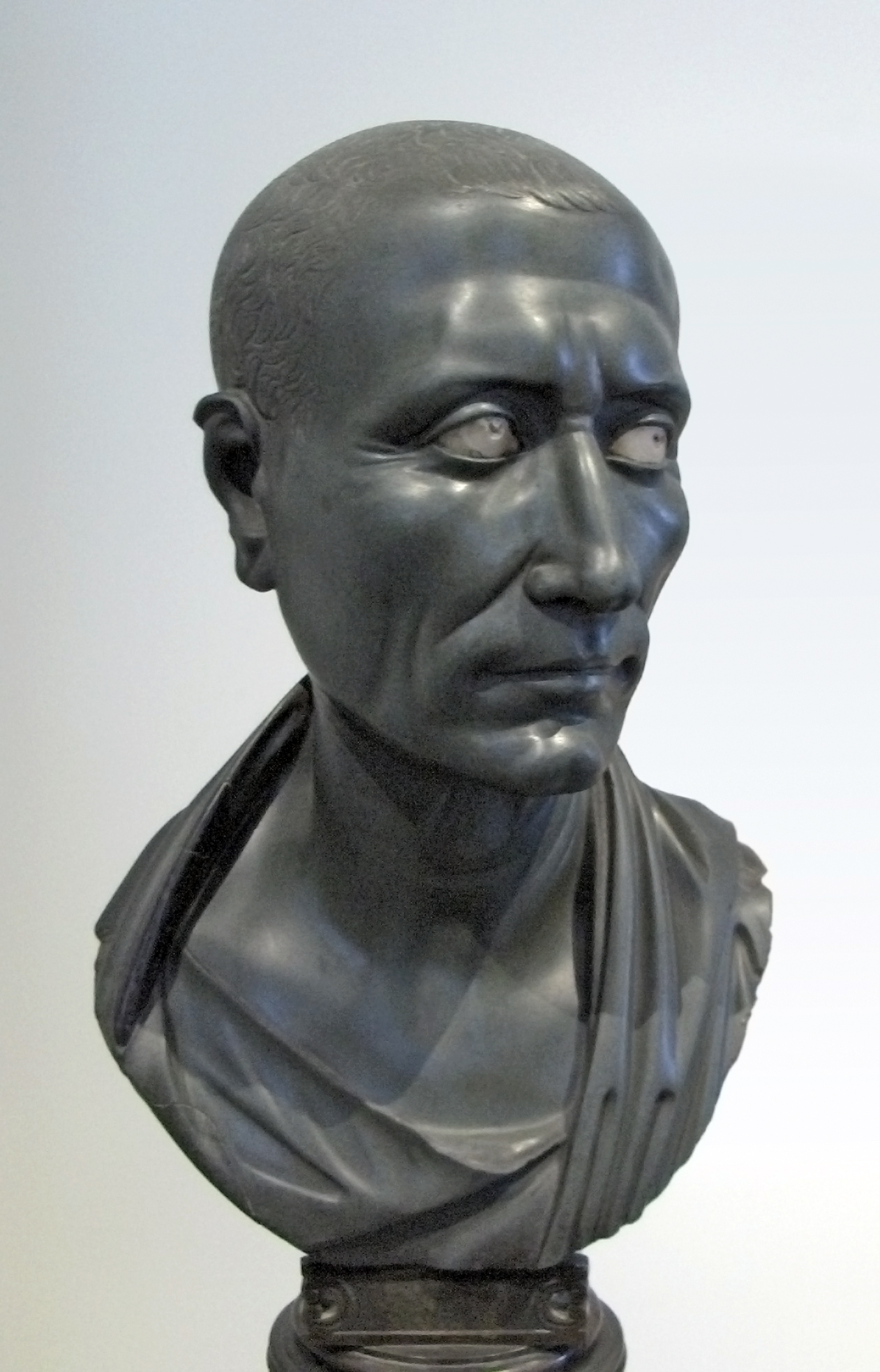
Busto di Gaio Giulio Cesare.

A fornire a Cesare il pretesto per entrare in armi in Gallia fu la migrazione degli Elvezi, stanziati tra il Lago di Costanza, il Rodano, il Giura, il Reno e le Alpi Retiche. Nel 58 Cesare si trovava ancora a Roma quando venne a sapere che gli Elvezi si stavano preparando a migrare verso le regioni occidentali della Gallia, con l'intento di attraversare il territorio della Gallia Narbonense. Il passaggio di un intero popolo all'interno della provincia romana avrebbe senza dubbio procurato enormi danni e avrebbe potuto spingere gli Allobrogi, che vivevano in quell'area, a ribellarsi contro il dominio romano. Inoltre, i territori abbandonati dagli Elvezi avrebbero potuto essere occupati da popoli germanici, che sarebbero così divenuti pericolosi e bellicosi vicini dei possedimenti romani.

Cesare narra: 
(Cesare, De bello gallico, I, 2.)

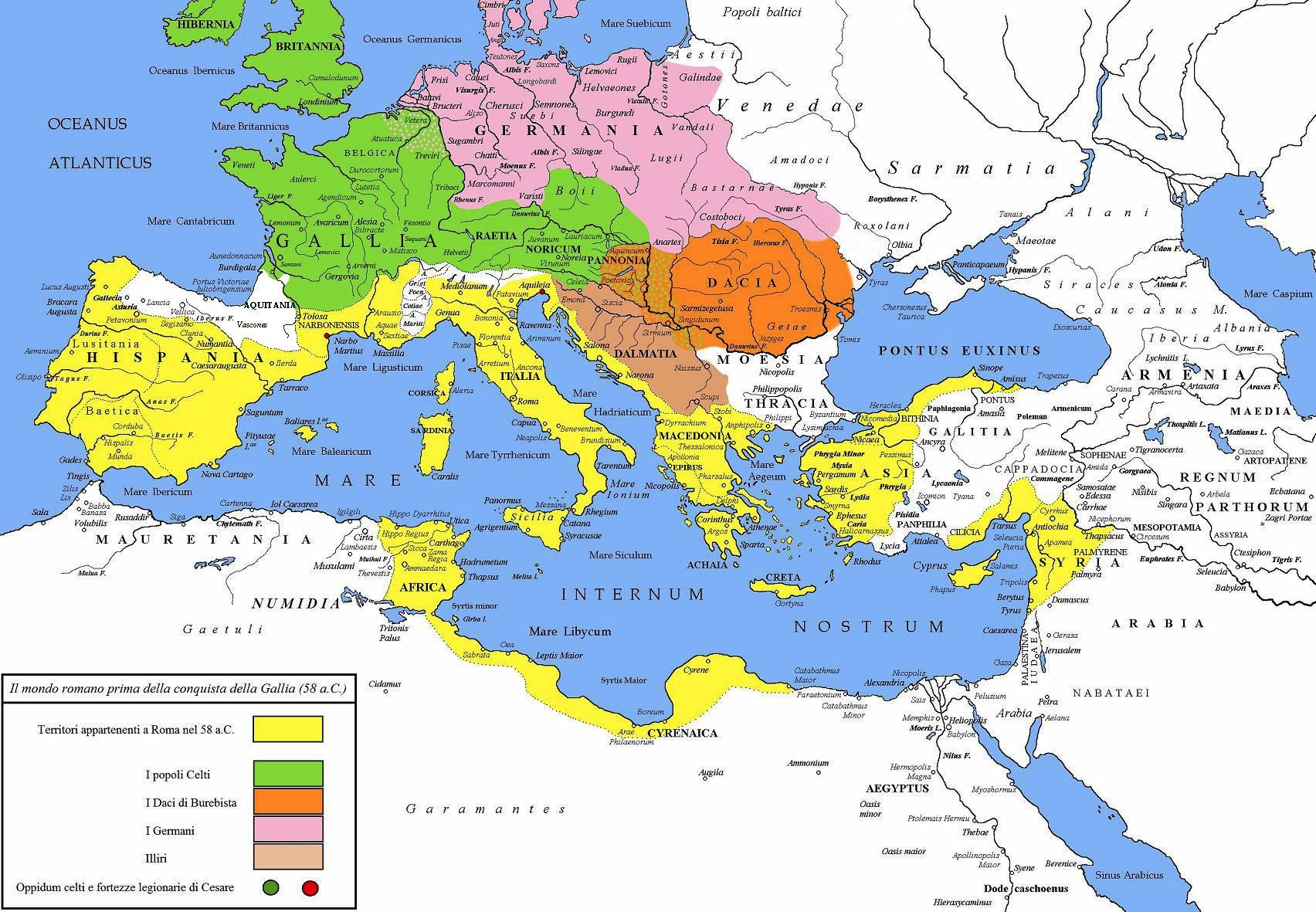
Il mondo romano nel 58 a.C. prima della conquista della Gallia.

Orgetorige aveva bisogno di trovare alleati in Gallia per attuare il suo piano di conquista. Per prima cosa si rivolse al sequano Castico, figlio di Catamantalede, che per tanti anni era stato capo dei Sequani oltre ad aver ricevuto il titolo di "Amico del popolo romano" dal Senato romano, affinché assumesse egli stesso il potere, affiancandolo così nel suo progetto di conquista dell'intera Gallia. Subito dopo si rivolse a Dumnorige, fratello di Diviziaco, che a quel tempo era capo del popolo degli Edui, e gli diede in moglie la propria figlia in cambio dell'alleanza tra i due popoli.

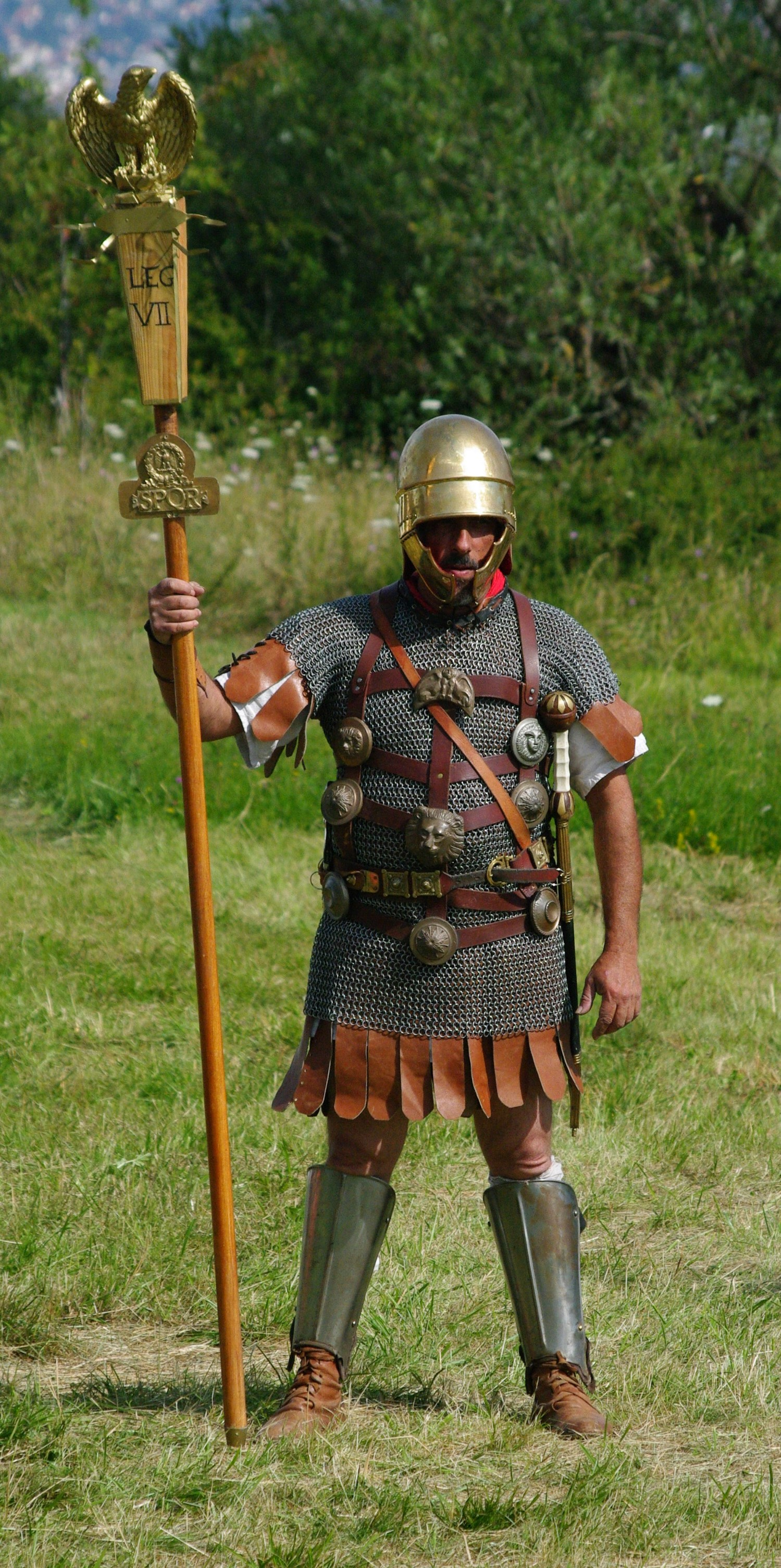
Un rievocatore di un aquilifero romano della VII Legione del periodo delle guerre galliche. Fotografia scattata il 22 luglio 2012 sull'altopiano di Gergovia.

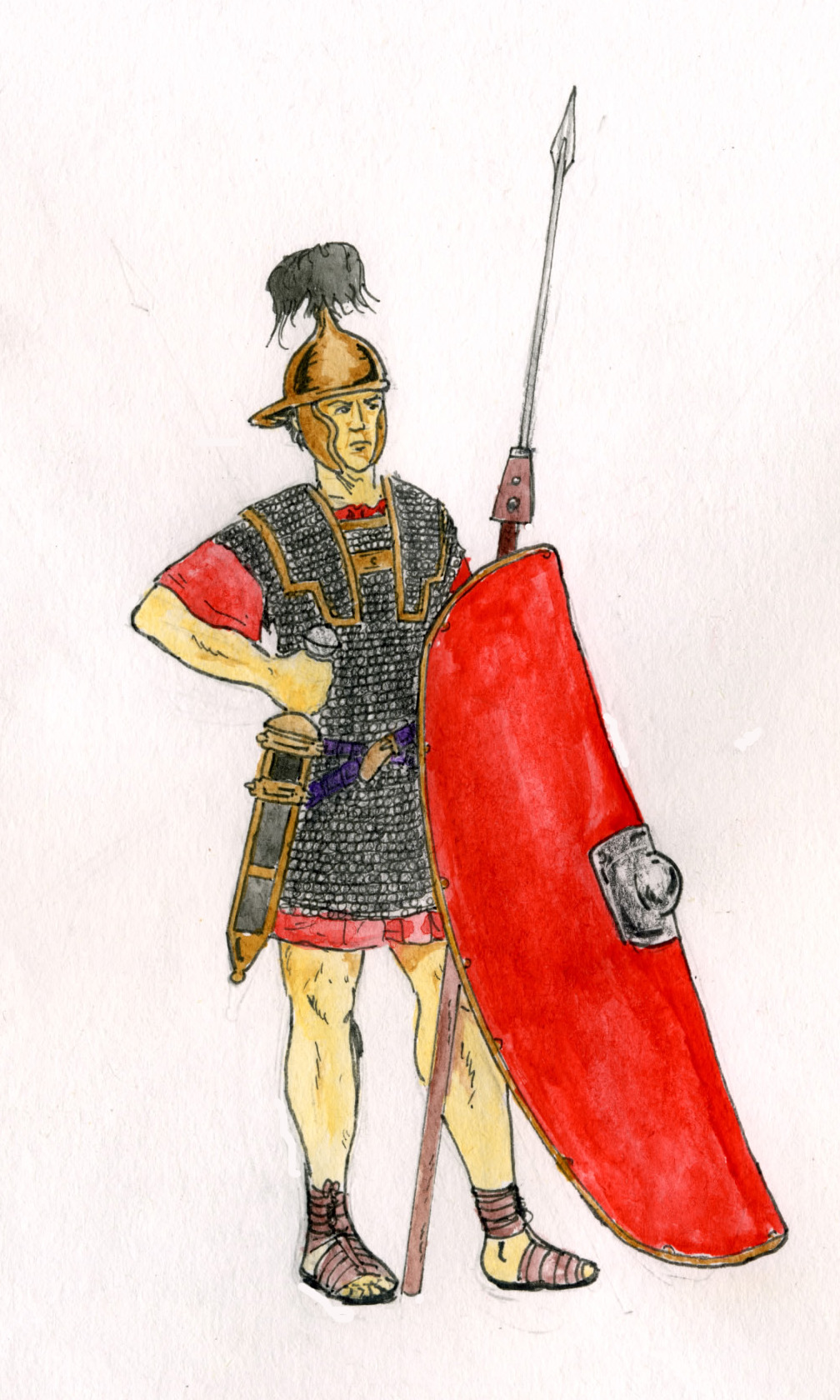
Legionario romano del I secolo a.C.

I tre, convinti di poter conquistare l'intera Gallia grazie alle forze congiunte dei loro tre potentissimi popoli, si scambiarono tra loro un giuramento di fedeltà. Il loro progetto svanì nel nulla, poiché le trame di Orgetorige furono scoperte e, prima ancora che cominciasse il processo pubblico, sembra che egli stesso abbia preferito darsi la morte, piuttosto di dover sopportare la pena capitale "del fuoco". Anche dopo la sua morte, però, gli Elvezi non desistettero dal proposito di migrare.

## Le campagne

### Anno 58: Elvezi e Germani

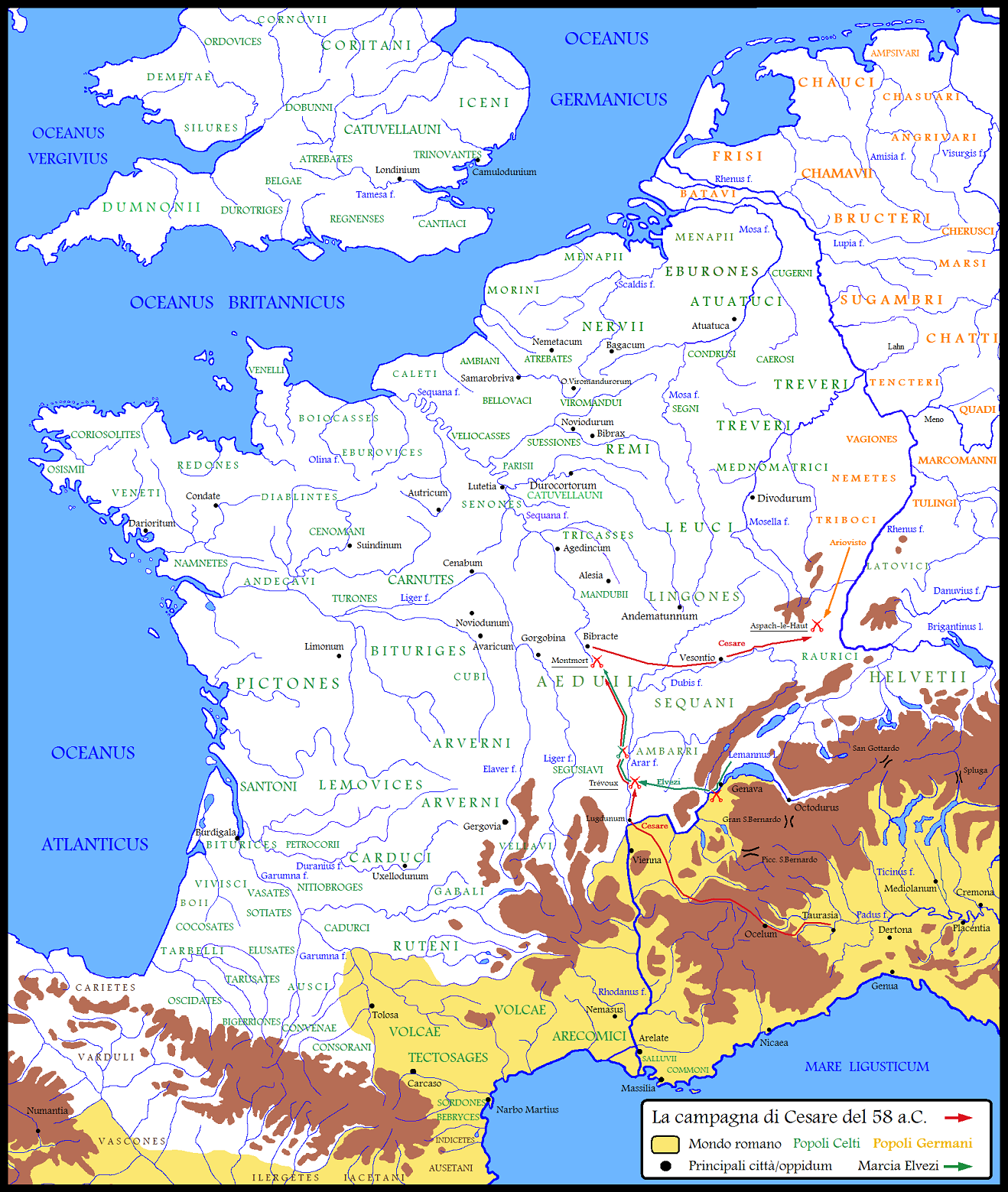
La campagna di Cesare del 58 a.C.

#### Campagna contro gli Elvezi
Date alle fiamme le città, i villaggi e il frumento che non potevano portare con loro, gli Elvezi si misero in marcia, dopo aver convinto i vicini popoli dei Raurici, dei Tulingi e dei Latovici a unirsi a loro e dopo aver accolto anche i Boi, migrati dalla lontana Pannonia.
Si trattava di scegliere quale via percorrere: la prima li avrebbe condotti nel paese dei Sequani, seguendo una via angusta e difficile tra i monti del Giura e il Rodano, mentre la seconda, apparentemente più agevole, avrebbe però richiesto il passaggio nel territorio della Gallia Narbonense. Gli Elvezi scelsero la seconda via, pur ignorando quale sarebbe stata la reazione dei Romani alla loro richiesta di trasferire l'intero popolo sul suolo romano. Una volta raggiunto il Rodano indissero un'assemblea lungo la sua riva destra per decidere il da farsi. Era il 28 marzo.
Cesare, informato delle loro intenzioni, si affrettò a raggiungere da Roma la Gallia Narbonense, percorrendo fino a 140-150 chilometri al giorno e arrivando a Ginevra il 2 aprile. Come prima misura il proconsole romano diede l'ordine di distruggere il ponte sul Rodano presso Ginevra così da rendere più difficoltoso l'attraversamento del fiume. Nella Narbonense arruolò truppe ausiliarie e reclute, oltre a disporre che le tre legioni di stanza ad Aquileia lo raggiungessero ed a predisporre la formazione di due nuove legioni (la XI e la XII) nella Gallia Cisalpina. Cesare aveva bisogno di guadagnare tempo: disponeva infatti della sola X legione, quindi di una forza troppo esigua per respingere un popolo in marcia che stava per abbattersi sulla provincia con oltre 368000 individui, di cui 92000 uomini in armi.
Gli ambasciatori degli Elvezi si presentarono a Cesare chiedendogli il permesso di attraversare pacificamente la provincia. Il proconsole lasciò intendere che avrebbe preso in considerazione la richiesta, rimandando però la sua risposta fino al 13 aprile. In realtà il proconsole non aveva alcuna intenzione di concedere loro il permesso. Temeva che questa tribù avrebbe portato distruzione e saccheggi ovunque al suo passaggio.
Cesare utilizzò il tempo che aveva preso per far costruire dalla X legione un muro alto 16 piedi (5 metri circa) e lungo 19 miglia (pari a 28 chilometri), con una fossa antistante, che costeggiava il lato sinistro del Rodano, dal lago Lemano al Giura. Dispose anche numerosi presidi e fortini a intervalli regolari per poter sbarrare il passo agli Elvezi qualora avessero tentato di passare contro la sua volontà. Terminati questi preparativi, il 13 aprile Cesare negò agli Elvezi l'autorizzazione al transito.

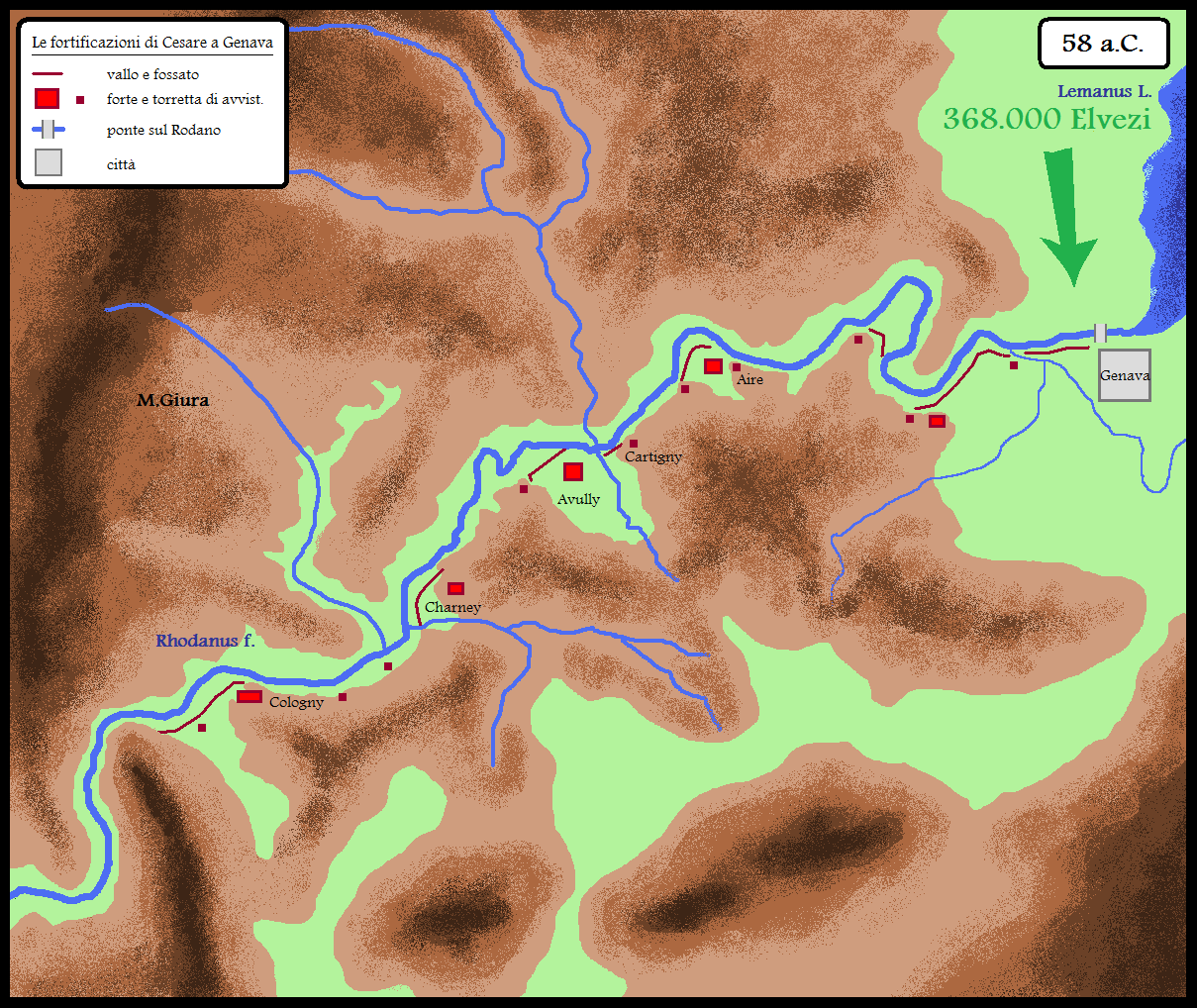
La battaglia presso Ginevra di Gaio Giulio Cesare nel 58 a.C.

Gli Elvezi dopo aver cercato invano di penetrare nella provincia, tentando di sfondare la linea difensiva creata dai Romani, si risolsero a trattare con i Sequani per ottenere il permesso di attraversare le loro terre ed alla fine lo ottennero.
Cesare avrebbe potuto, a questo punto, disinteressarsi alla questione dato che gli Elvezi non avrebbero più attraversato i territori romani, ma il timore di rimandare il problema, o forse l'ormai maturata decisione di portare la guerra in Gallia e di sottometterla, lo convinsero che doveva intervenire senza attendere un nuovo pretesto.
Nel De bello Gallico, Cesare addusse diverse motivazioni per giustificare la sua azione:
- la prima era che gli Elvezi volevano stanziarsi nel territorio dei Santoni, non molto distante dal territorio dei Tolosati, la cui città si trova nella provincia, con grave pericolo per l'intera provincia (Narbonense ed anche della vicina Tarraconense).[20]
- La seconda è che nel 107 a.C. gli Elvezi, avevano non solo sconfitto un esercito romano, ma anche ucciso, oltre al console, anche il generale Lucio Pisone, avo del suocero di Cesare.[21]
- La terza, e più convincente, fu offerta dalle devastazioni che gli Elvezi fecero nel territorio degli Edui, popolo «amico ed alleato del popolo romano»,[22] che per questo motivo chiesero l'intervento armato di Cesare.[23]

Cesare lasciò a guardia del vallo appena costruito lungo il Rodano alcune coorti, sotto il comando di un suo luogotenente, Tito Labieno; con il resto dell'esercito pari a circa 5 legioni abbondanti mosse all'inseguimento degli Elvezi.
Gli Elvezi avevano già attraversato il paese dei Sequani, come concordato, ma si erano lasciati andare a saccheggi nel vicino paese degli Edui, tanto che questi ultimi furono costretti a chiedere l'intervento romano. Cesare, ormai convinto da questi fatti, decise di intervenire. Lo scontro avvenne nei pressi del fiume Arar, mentre gli Elvezi erano intenti ad attraversarlo. Cesare, infatti, assalì questo popolo mentre, carico dei suoi bagagli, stava ancora traghettando sulla sponda destra del fiume Arar. Ne uccise una moltitudine mentre gli altri scappavano, nascondendosi nei vicini boschi. Al termine di questo primo combattimento, costruì un ponte sul fiume fece passare dall'altra parte le legioni all'inseguimento degli Elvezi.
Gli Elvezi, turbati dalla sconfitta e dalla rapidità con cui Cesare aveva provveduto alla costruzione del ponte (un solo giorno, contro i venti giorni impiegati dagli Elvezi), mandarono una delegazione per trattare con il generale romano, a capo della quale vi era Divicone, famoso tra la sua gente per aver condotto alla vittoria gli Elvezi nel 107 a.C. contro Longino. Divicone, senza alcuna soggezione nei confronti di Cesare, rivelò che gli Elvezi erano disposti ad accettare l'assegnazione di terre che il generale romano avesse loro riservato, in cambio della pace. Cesare, da parte sua, chiese a garanzia alcuni ostaggi e volle che fossero soddisfatte le richieste di Edui e Allobrogi, danneggiati dalle incursioni elvetiche. Divicone fu costretto a rifiutare tali richieste, che reputava ingiuste, forse sospettando trattarsi di un pretesto per continuare la guerra. Non fu raggiunto alcun accordo e la marcia degli Elvezi continuò verso nord per altri 14 giorni.

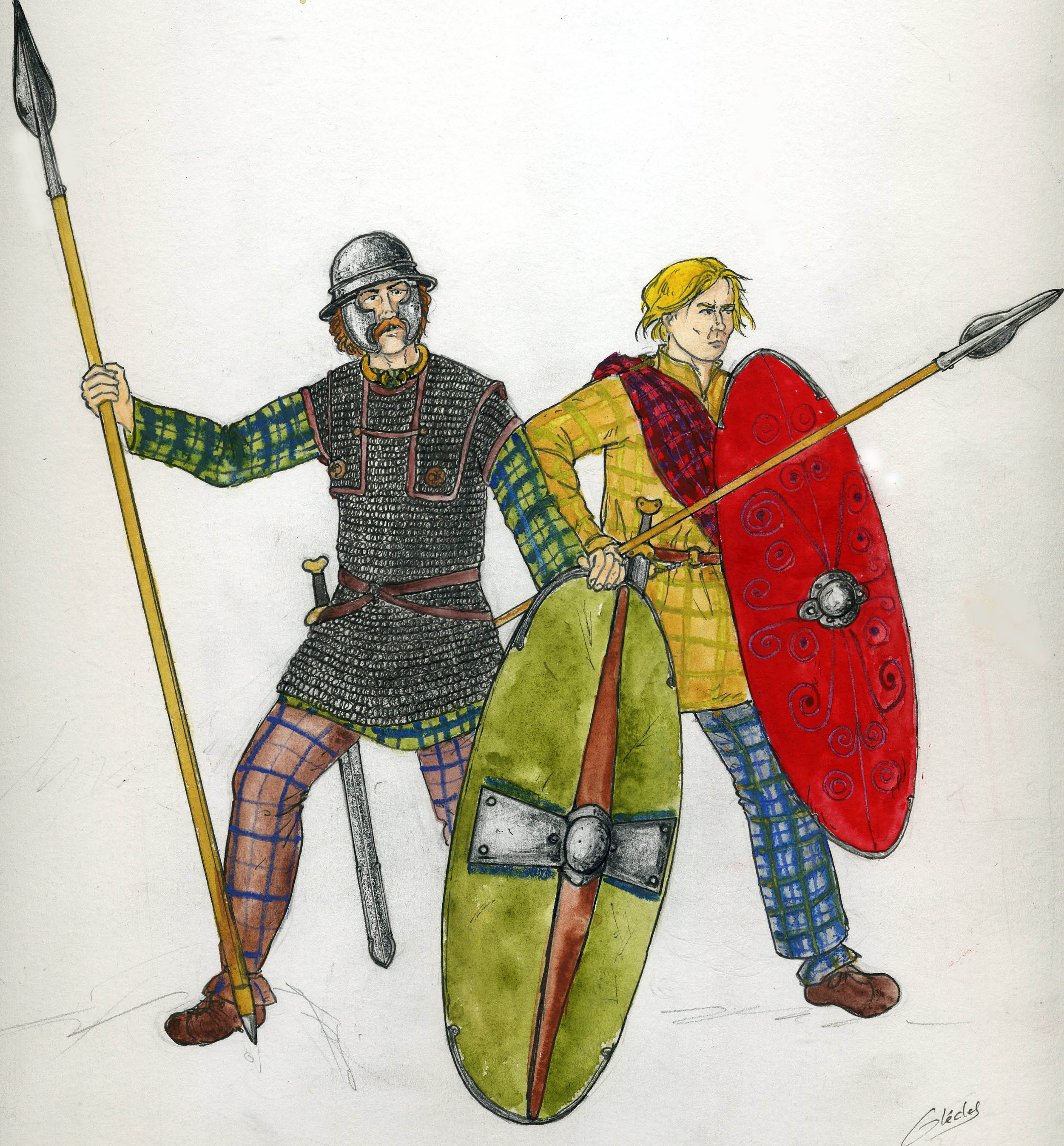
Guerrieri celti del I secolo a.C.

Cesare provò a stuzzicare il nemico in marcia, poco dopo, inviando contro di loro 4000 cavalieri (in minoranza romani, in maggioranza della tribù degli Edui, comandati da Dumnorige), che furono però battuti da una forza numericamente di molto inferiore (si parla di soli 500 cavalieri della retroguardia degli Elvezi), a causa della scarsa volontà di combattere dei cavalieri galli. I sospetti ricaddero sul fratello del capo degli Edui, Dumnorige, del quale si "scoprì" l'aver mantenuto rapporti di amicizia con il popolo degli Elvezi. Fu graziato da Cesare soltanto in virtù dell'amicizia che nutriva nei confronti di suo fratello Diviziaco, oltre che per il timore che, qualora l'avesse giustiziato, Diviziaco avrebbe potuto schierarsi contro i Romani. Cesare decise così di porre Dumnorige sotto stretta sorveglianza, guadagnandosi nuova riconoscenza da parte del principe degli Edui Diviziaco.
Dopo 14 giorni di inseguimento fino alla capitale degli Edui, Cesare decise di affrontare il nemico nei pressi di Bibracte (sul Monte Beuvray), dove Cesare riuscì a battere definitivamente gli Elvezi ed i loro alleati (Battaglia di Bibracte). Secondo il racconto cesariano, tra i vinti sopravvissero solo 130000 persone, su un totale iniziale di 368000.

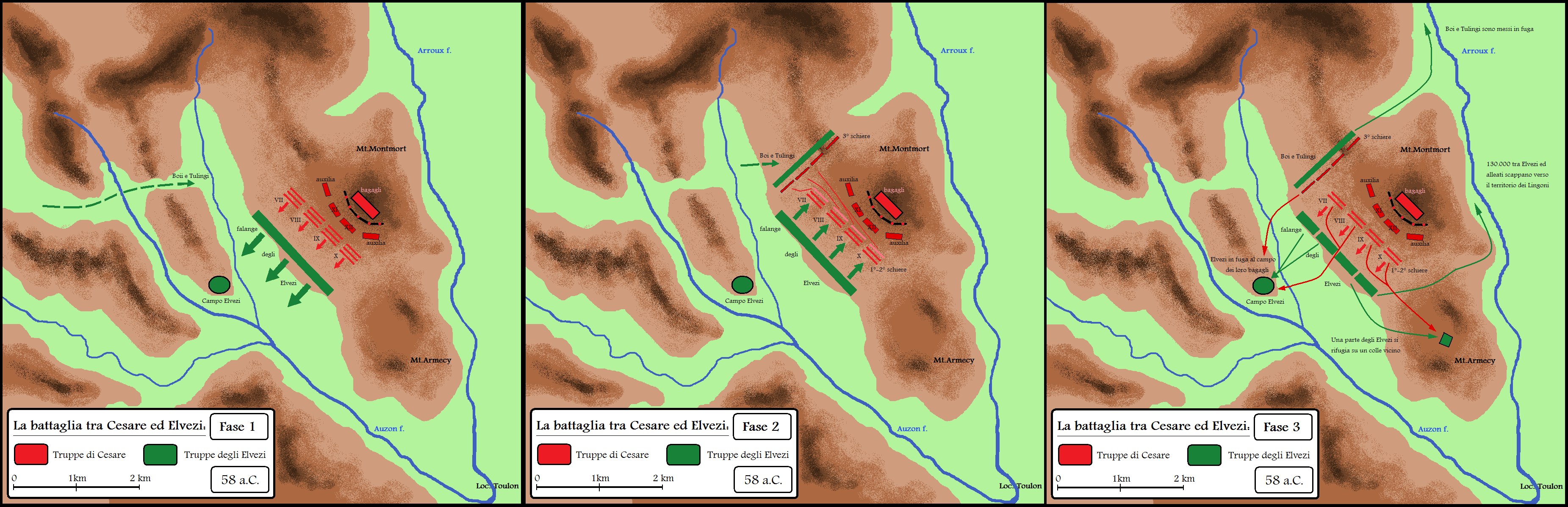
Le tre fasi della battaglia di Bibracte, vinta da Gaio Giulio Cesare sugli Elvezi.

Dopo la resa, il generale romano ordinò agli Elvezi di tornare nelle proprie terre, così da evitare che queste fossero occupate dai vicini Germani che si trovavano al di là di Reno e Danubio. Ai Galli Boi (15000 circa) fu invece concesso di stanziarsi nelle terre degli Edui, nei pressi della città di Gorgobina.

#### Campagna contro i Germani di Ariovisto
Terminata la guerra con gli Elvezi, quasi tutti i popoli della Gallia mandarono ambasciatori a Cesare per congratularsi della vittoria e chiesero di poter indire, per un giorno stabilito, un'assemblea di tutta la Gallia con il consenso dello stesso Cesare.
L'approvazione dell'assemblea fu solo un pretesto per il generale romano. Egli, infatti, desiderava incontrarsi con le popolazioni della Gallia, in modo da ottenerne il permesso per intervenire legalmente in loro difesa contro gli invasori germanici di Ariovisto.
Sembra che Ariovisto avesse varcato il Reno attorno al 72 a.C., insieme alle popolazioni sveve provenienti dalle vallate dei fiumi Neckar e Meno. Nel corso degli anni le popolazioni germaniche che avevano passato il Reno erano cresciute in numero fino a raggiungere rapidamente le 120000 unità.
Gli Edui ed i loro alleati avevano combattuto contro i Germani più volte, ma sconfitti duramente avevano perduto tutti i loro nobili, il senato ed i cavalieri. Era capitato di peggio ai Sequani vincitori, poiché Ariovisto, re dei Germani, si era stabilito nel loro Paese occupandone la terza parte delle terre [...] ed ora ordinava ai Sequani di lasciarne un altro terzo, poiché pochi mesi prima erano giunti da lui 24000 Germani Arudi, per i quali dovevano essere procurate terre e dimore, con il rischio che in pochi anni tutti i Galli sarebbero stati cacciati dalla Gallia ed i Germani sarebbero passati al di qua del Reno.
I Sequani, in seguito a tali eventi ed alla crescente arroganza del re germanico Ariovisto, avevano deciso di unire le forze ai vicini Edui e, dimenticando i passati rancori, di combattere insieme il comune nemico. Il 15 marzo 60 a.C., fu infatti combattuta una sanguinosa ed epica battaglia presso Admagetobriga tra Celti e Germani: ad avere la peggio furono le forze galliche.
In seguito a questi fatti, gli Edui avevano inviato ambasciatori a Roma per chiedere aiuto. Il Senato decise di intervenire e convinse Ariovisto a sospendere le sue conquiste in Gallia; in cambio gli offrì, su proposta dello stesso Cesare (che era console nel 59 a.C.), il titolo di rex atque amicus populi Romani ("re ed amico del popolo romano"). Ariovisto, però, continuò a molestare i vicini Galli con crescente crudeltà e superbia, tanto da indurli a chiedere un aiuto militare allo stesso Cesare, il quale era l'unico che poteva impedire ad Ariovisto di far attraversare il Reno da una massa ancor maggiore di Germani, e soprattutto poteva difendere tutta la Gallia dalla prepotenza del re germanico.

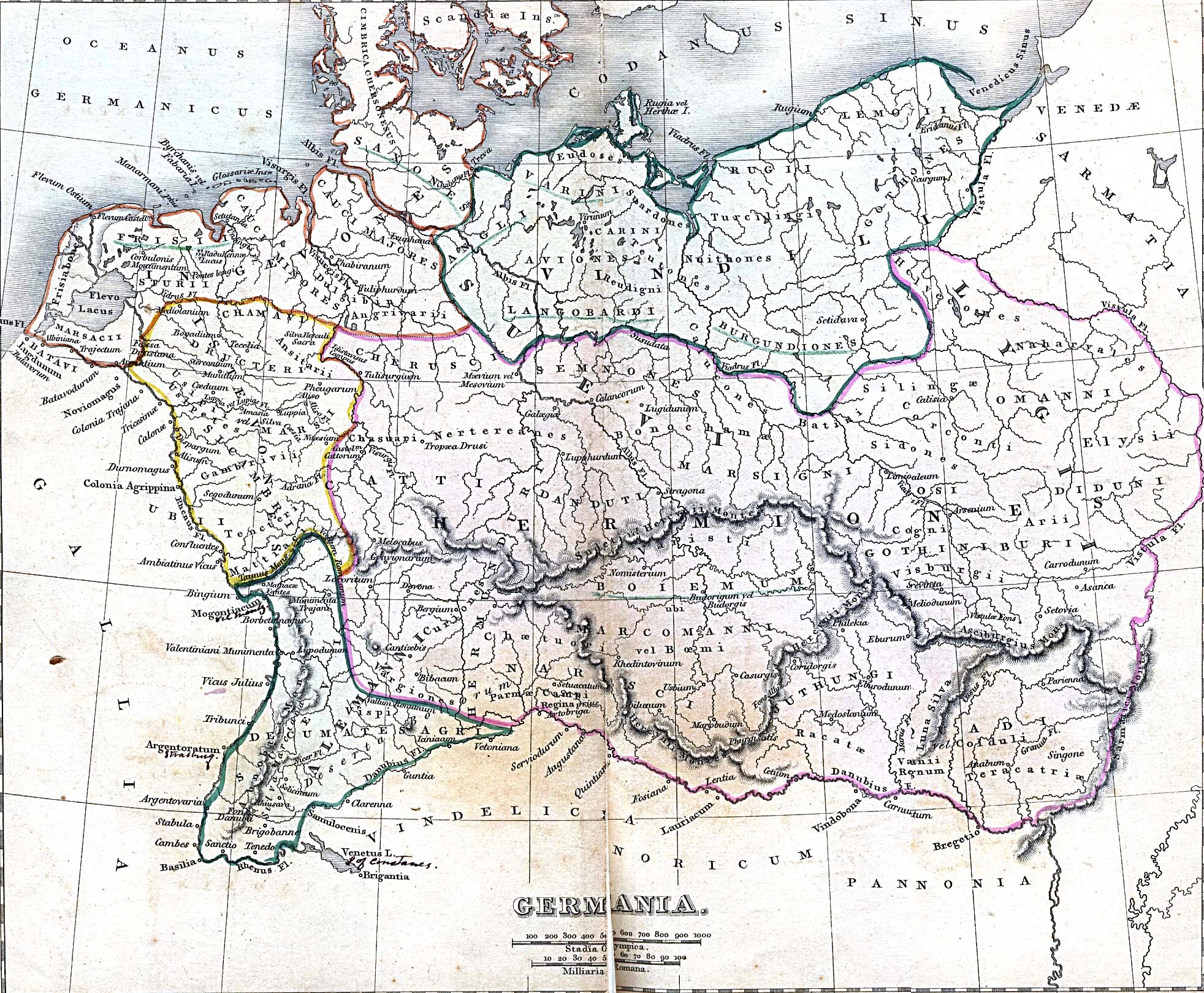
I Germani della Germania Magna in età antica.

Cesare decise che avrebbe dovuto affrontare il problema germanico. Egli riteneva, infatti, che sarebbe stato pericoloso, in futuro, continuare a permettere ai Germani di passare il Reno ed entrare in Gallia in gran numero. Temeva che, una volta occupata tutta la Gallia, i Germani avrebbero potuto invadere la provincia Narbonese e poi l'Italia stessa, come in passato era avvenuto con l'invasione di Cimbri e Teutoni. Erano motivi sufficienti per inviare ambasciatori ad Ariovisto e chiedergli un colloquio a metà strada, ma il capo germanico rispose che era Cesare a doversi recare da lui, nel caso in cui avesse avuto bisogno di chiedergli qualcosa. Ariovisto rivendicava il suo diritto a rimanere in Gallia, poiché aveva vinto la guerra contro i Galli. Cesare, stizzito dalla risposta di Ariovisto, diede ad Ariovisto un ultimatum, rispondendogli che sarebbe stato considerato in perpetuo amico del popolo romano, solo se si fosse attenuto alle seguenti richieste:
- non trasferire più, in Gallia, oltre il Reno, altri popoli germanici;
- restituire gli ostaggi sottratti agli Edui, dando il permesso di fare ciò anche ai Sequani;
- non provocare a nuova guerra gli Edui ed i loro alleati.

In caso contrario non avrebbe trascurato i torti fatti agli Edui. La risposta di Ariovisto non si fece attendere: senza alcun timore, sfidò Cesare a battersi con lui quando lo desiderava, ricordandogli il valore delle sue truppe, mai sconfitte fino a quel momento.
Cesare venne a sapere che Ariovisto si era mosso dai suoi territori e puntava su Vesonzio (l'odierna Besançon), la città più importante dei Sequani. Ritenendo di non poter concedere un simile vantaggio al nemico, accelerò il passo dei suoi legionari e percorse nel minor tempo possibile il tragitto, riuscendo così a sottrarre questo importante oppidum gallico al condottiero germanico. Una volta occupata la città e prelevato l'occorrente per il suo esercito, vi collocò una guarnigione a sua difesa.

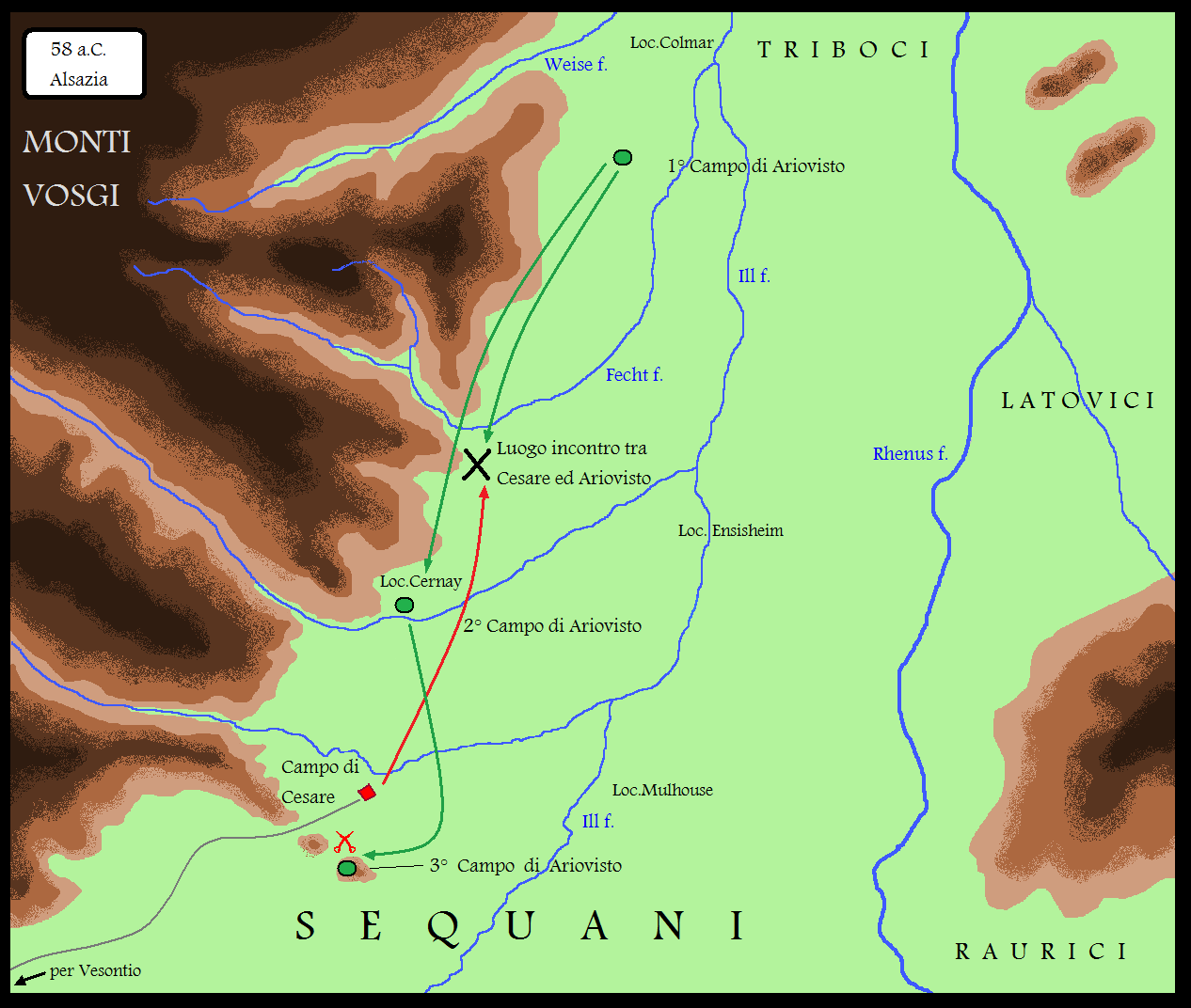
La campagna militare di Gaio Giulio Cesare in Alsazia contro Ariovisto nel 58 a.C.

Cesare poté riprendere la sua avanzata ai primi di agosto e, dopo sei giorni di marcia continua, fu informato dagli esploratori che l'esercito di Ariovisto si trovava a circa 24 miglia da loro (poco più di 35 km). Alla notizia dell'arrivo di Cesare, Ariovisto decise di inviare suoi ambasciatori per comunicare al generale romano la sua disponibilità ad un colloquio, da tenersi dopo cinque giorni. Cesare non rifiutò la proposta, pensando che Ariovisto potesse tornare sulle sue decisioni. Il colloquio che ne seguì non fu però proficuo. Sembra infatti che, mentre il colloquio si stava ancora svolgendo, alcuni cavalieri germani si accostarono alla collina e si lanciarono contro i Romani, gettandogli contro pietre e altri proiettili; Cesare troncò il colloquio e si ritirò. Il fallimento dell'incontro causò lo scontro decisivo, che avvenne in una piana ai piedi dei monti Vosgi, oggi compresa tra le città di Mulhouse e Cernay.
Ariovisto per prima cosa spostò il suo campo base, avvicinandosi a quello di Cesare e portandosi a circa 6000 passi (circa 9 km), dai 35–36 km a cui si trovava prima dell'incontro. Il giorno successivo, compiendo una marcia presumibilmente attraverso le foreste della zona, si accampò a soli 2000 passi (circa 3 km) al di là di quello di Cesare, con l'obiettivo di tagliare al generale romano ogni possibile via di rifornimento delle vettovaglie che gli venivano portate dagli alleati Edui e Sequani. Da quel giorno, e per cinque giorni, vi furono continue scaramucce tra i due eserciti; in particolare, Ariovisto preferiva inviare contro il nemico la sola cavalleria, forte di 6000 cavalieri e 6000 fanti, assai veloci nella corsa:

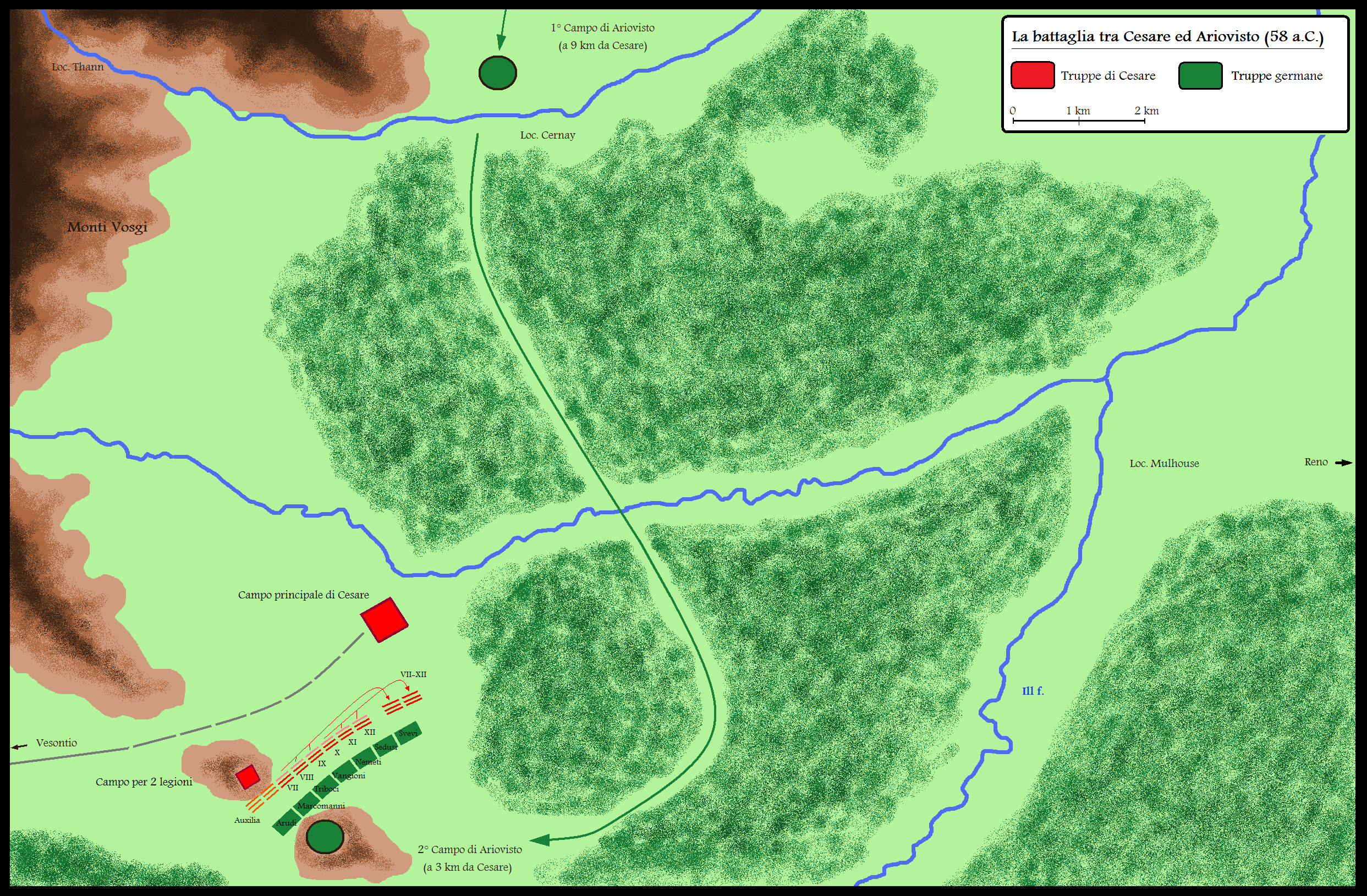
La battaglia tra Cesare ed Ariovisto presso Mulhouse del 58 a.C.

Dopo alcuni giorni di stallo tra i due eserciti, Ariovisto decise di prendere l'iniziativa, assaltando da mezzogiorno a sera il campo piccolo senza miglior fortuna del giorno precedente. Ma le sorti della guerra si decisero il giorno successivo, quando Cesare, schierate le sue truppe in modo che le ausiliarie fossero disposte di fronte al campo piccolo e poi, via via, le sei legioni su tre schiere, avanzò verso il campo di Ariovisto e lo costrinse a disporre le sue truppe fuori dal campo. Ariovisto ordinò l'esercito per tribù: prima quella degli Arudi, poi i Marcomanni, i Triboci, i Vangioni, i Nemeti, i Sedusi ed infine gli Svevi. Ogni tribù, poi, fu circondata da carri e carrozze, affinché non ci fosse la possibilità di fuga per nessuno: sopra i carri c'erano le donne, che imploravano i loro uomini di non abbandonarle alla schiavitù dei Romani.
I Germani al termine di uno scontro assai cruento, furono sconfitti e massacrati dalla cavalleria romana mentre cercavano di attraversare il fiume, e lo stesso Ariovisto scampò a stento alla morte, riuscendo a guadare il Reno insieme a pochi fedeli.
Da questo momento Ariovisto scomparve dalla scena storica. Cesare, respingendo gli Svevi al di là del Reno, trasformò questo fiume in quella che sarebbe stata la barriera naturale dell'Impero per i successivi quattro-cinque secoli. Aveva, quindi, non solo fermato i flussi migratori dei Germani, ma salvato la Gallia Celtica dal pericolo germanico, attribuendo così a Roma, che aveva vinto la guerra, il diritto di governare su tutti i popoli presenti sul suo territorio.
Giunto ormai l'autunno, Cesare decise di acquartierare le legioni per l'inverno nel territorio dei Sequani: si trattava, di fatto, di un'annessione. Egli poteva ora tornare in Gallia Cisalpina ad occuparsi degli affari di proconsole.

### Anno 57: sottomissione della Gallia Belgica e delle tribù della costa atlantica

#### Campagna contro i Belgi

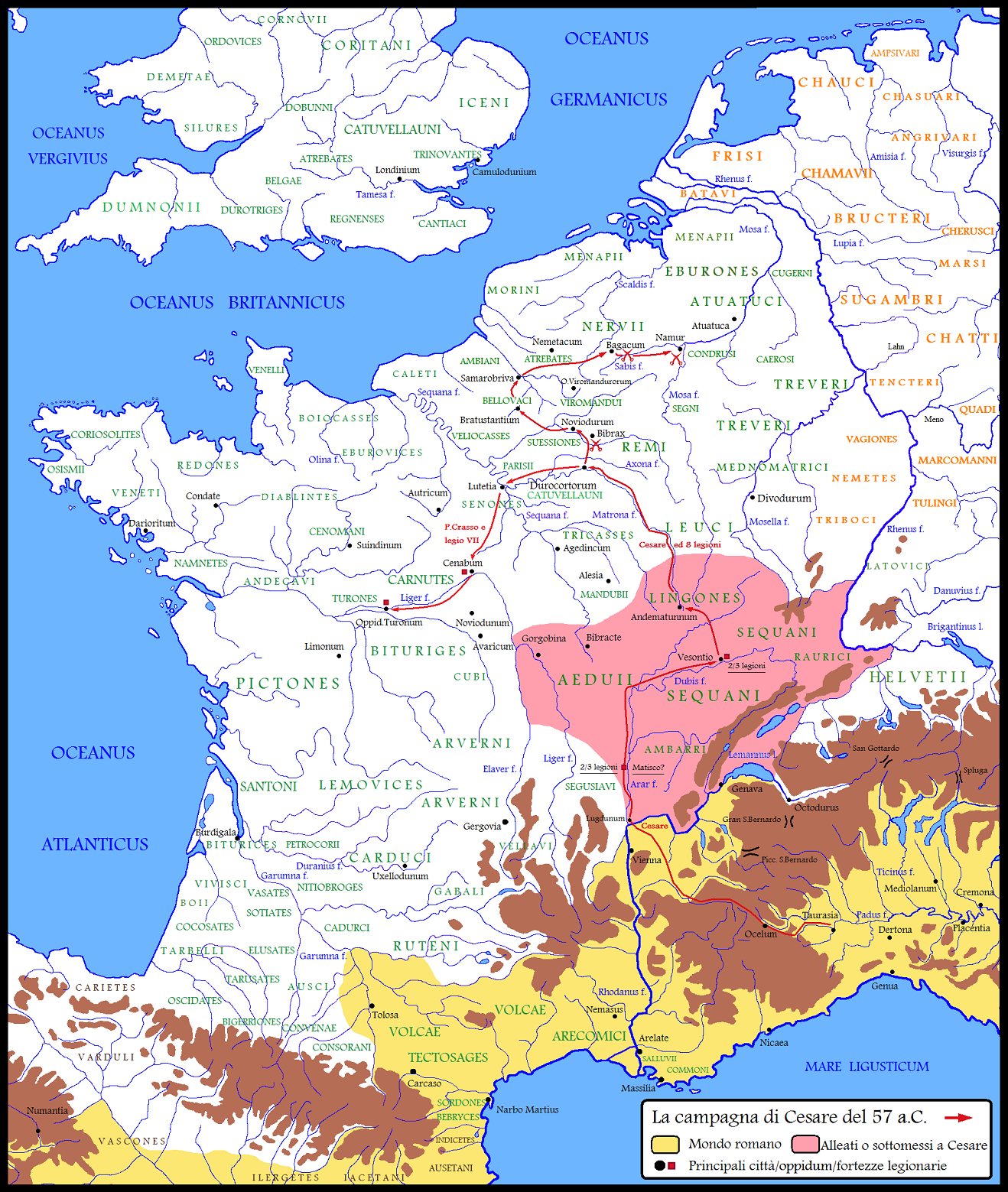
La campagna di Cesare del 57 a.C.

Cessata la minaccia germanica di Ariovisto, le antiche inimicizie tra le tribù galliche tornarono a galla ed allo stesso tempo cresceva l'insofferenza verso l'occupazione romana. In questa situazione, molti popoli cercarono alleanze anche con i vicini Germani della riva sinistra del Reno, per trovare il necessario aiuto contro il comune ed imminente pericolo delle legioni cesariane, che - molti sospettavano - si sarebbero dirette a breve contro i loro territori.
Cesare narra che, mentre si trovava in Gallia Cisalpina, fu informato di una congiura dei Belgi ai danni di Roma; un'ipotesi, questa, che sembra confermata anche da un carteggio di Tito Labieno, luogotenente del generale. I Belgi si scambiavano ostaggi perché temevano che, una volta sottomessa tutta la Gallia Celtica, l'esercito romano sarebbe stato poi condotto nel loro Paese. A sobillare il loro proposito erano intervenute anche alcune popolazioni galliche, che mal sopportavano che le truppe romane svernassero nelle loro terre e vi si abituassero.
Giunto in Gallia (probabilmente a Vesontio, la capitale dei Sequani) con due nuove legioni (la XIII e XIV), Cesare venne a sapere che tutte le tribù della Gallia Belgica (a cui si erano unite alcune tribù germaniche), con la sola esclusione dei Remi, si sarebbero riunite in un unico luogo con l'intero esercito, sotto la guida di un certo Galba, re dei Suessioni. Cesare fornisce un elenco dettagliato dei popoli che presero parte all'alleanza, per un totale di 306000 armati: essi appartenevano al popolo dei Bellovaci (con 60000 armati), Suessioni (50000 armati), Nervi (50000), Atrebati (15000), Ambiani (10000), Morini (25000), Menapi (7000), Caleti (10000), Veliocassi (10000), Viromandui (10000), Atuatuci (19000), oltre a 40000 Germani.
Cesare, dopo 15 giorni di marcia ininterrotta e dopo avere rifocillato l'esercito nelle terre degli alleati Remi, si accampò a nord del fiume Axona (moderno Aisne, affluente dell'Oise). Pose un presidio a difesa del ponte che lo attraversava e lo affidò al luogotenente Quinto Titurio Sabino con sei coorti. Mentre attendeva che i Belgi giungessero in prossimità del fiume, fece fortificare il campo.
I Belgi, ancora intenti ad assaltare il vicino oppidum di Bibrax (importante centro dei Remi), non si curarono della vicinanza delle legioni romane, tanto che Cesare fu costretto ad inviare truppe in aiuto della vicina città (tra cui cavalieri numidi, arcieri cretesi e frombolieri delle Baleari) per provocarli a battaglia. Finalmente, fallito il tentativo di conquistare l'oppidum, i Belgi marciarono verso Cesare, ponendo il loro campo a meno di due miglia da quello romano. L'accampamento si estendeva in larghezza per circa otto miglia, tanto era grande. Dopo aver saggiato con alcune scaramucce le capacità del nemico, Cesare decise di provocare l'esercito dei Belgi in campo aperto:
(Cesare, De bello gallico, II 8.5-10.)

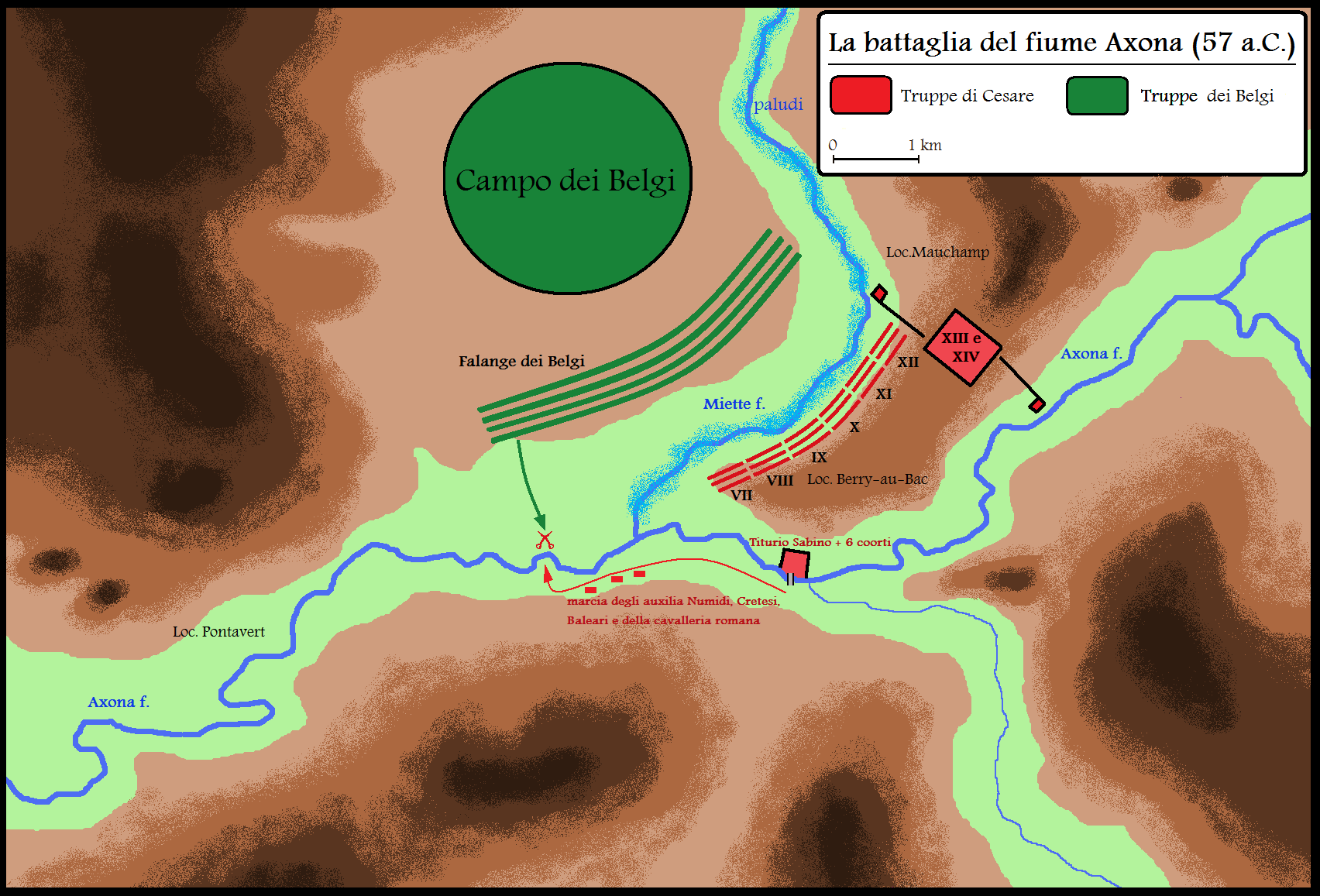
La battaglia presso il fiume Axona tra Gaio Giulio Cesare ed i Belgi nel 57 a.C.

I Belgi presero quindi la strada verso le loro terre prima della mezzanotte, e Cesare, dopo aver atteso fino all'alba poiché voleva capire le reali intenzioni del nemico e temeva insidie in un territorio sconosciuto ed ostile, decise di inseguirlo con tutta la cavalleria (affidata a Quinto Pedio, e Lucio Aurunculeio Cotta) e tre legioni (affidate a Tito Labieno). I Romani, una volta raggiunta la retroguardia dell'enorme massa di armati che si snodava disordinatamente lungo il fiume Aisne in direzione ovest, ne approfittarono per farne grande strage fino al tramonto.
Il giorno seguente, Cesare, prima che i nemici si riprendessero dal terrore suscitato dalla recente strage, condusse l'esercito nelle terre dei Suessioni, giungendo dinanzi al loro principale oppidum, Noviodunum (presso le odierne Soissons e Pommiers). La città fu cinta d'assedio, ma il loro re Galba, spaventato dalla grandezza delle opere d'assedio che il generale romano era riuscito ad approntare in così poco tempo, offrì la resa del suo popolo. La capitolazione, favorita anche dall'intercessione dei vicini Remi, fu suggellata dalla consegna di ostaggi (tra cui due figli dello stesso re Galba) e di tutte le armi che tenevano nella loro capitale.
Cesare poté proseguire la sua marcia dirigendosi ora nel Paese dei Bellovaci, fino alla capitale Bratuspanzio (forse Beauvais). In loro favore parlò Diviziaco, principe degli Edui, il quale intercedette presso il proconsole descrivendoli come leali amici degli Edui che si erano ribellati solo perché fuorviati dai loro capi. Cesare accolse le suppliche di Diviziaco, suo fedele alleato, ed accettò la resa dei Bellovaci; poiché però si trattava di una tra le tribù di maggiore autorità tra i Belgi, richiese ben 600 ostaggi. La stessa cosa successe poco dopo anche ai vicini Ambiani, che senza indugio si consegnarono a Cesare con ogni loro cosa.
Dopo tre giorni di viaggio in direzione est, il proconsole romano venne a sapere che una grande massa armata di Atrebati, Nervi e Viromandui (a cui a breve si sarebbero unite anche le truppe degli Atuatuci) si era concentrata presso il fiume Sabis. Nervi, Atrebati e Viromandui attaccarono di sorpresa l'esercito in marcia, e furono a fatica respinti da Cesare, che in questa circostanza si trovò in seria difficoltà. La miglior disciplina e la genialità del loro generale permisero ai Romani di reagire e far fronte comune all'attacco combinato dei nemici, che al termine della giornata furono sconfitti e massacrati (battaglia del fiume Sabis).

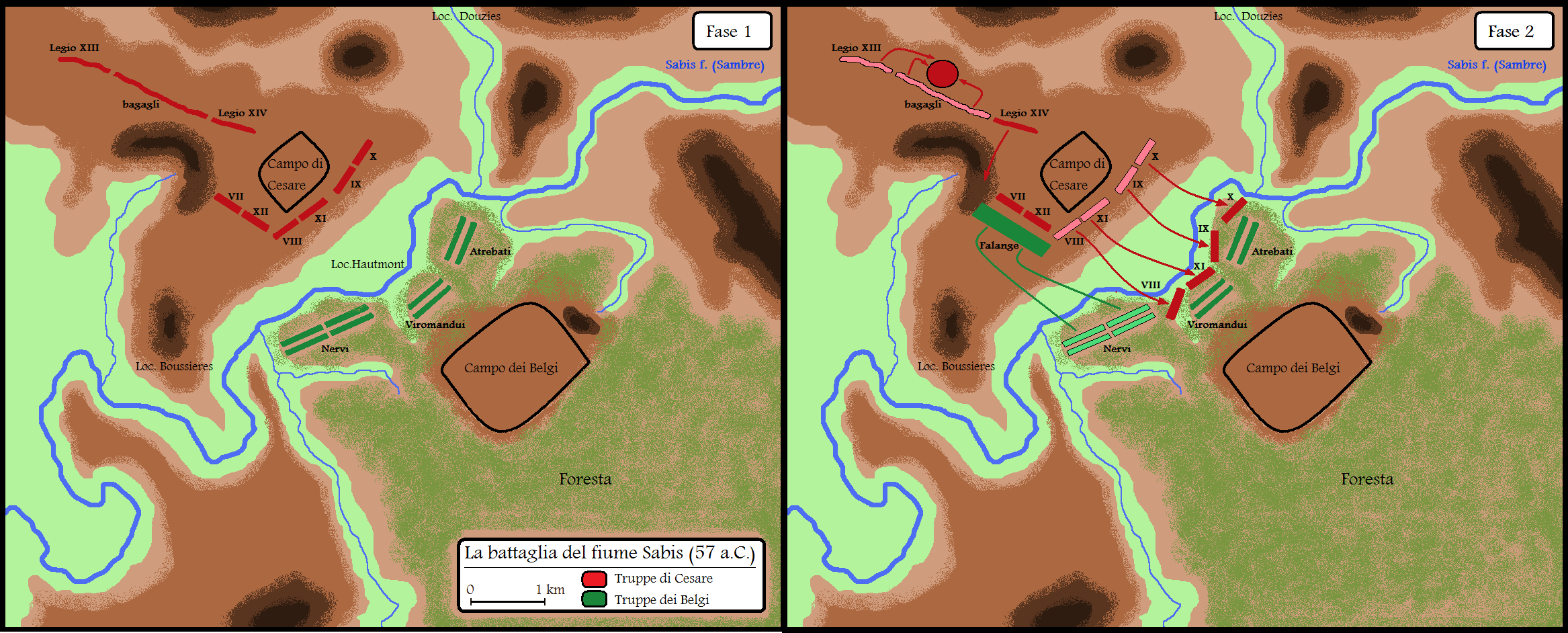
Le fasi della battaglia del fiume Sabis.

Al termine della battaglia, Cesare decise di marciare contro gli Atuatuci, che si erano riuniti tutti in un'unica roccaforte la cui notevole fortificazione era aiutata dalla natura stessa dei luoghi. Le legioni di Cesare in un primo tempo non impressionarono gli Atuatuci che, come tutti i galli, disprezzavano i soldati romani a causa della modesta statura e dell'apparente debolezza fisica in confronto con la vigoria dei loro corpi. Ben presto le cognizioni tecniche dei legionari romani e la loro capacità di costruire e muovere grandi macchine d'assedio per dare l'assalto alla roccaforte scossero il morale degli Atuatuci convinti che i loro nemici godessero dell'aiuto divino.
Cesare descrive l'assedio della città (probabilmente Namur):
(Cesare, De bello gallico, II, 29-33.)

#### Conquista della costa atlantica
Al termine di queste operazioni, tutta la Gallia Belgica, comprese le terre di Nervi, Atuatuci, Viromandui, Atrebati ed Eburoni, era stata posta sotto il controllo romano. Nel frattempo, la legio VII, guidata da Publio Crasso, figlio del triumviro Marco Licinio Crasso, era stata inviata ad occidente per sottomettere le tribù delle regioni costiere dell'Oceano Atlantico, tra le odierne Normandia e Garonna. Un altro legato, Galba, fu inviato con la legio XII e parte della cavalleria nelle terre dei Nantuati, dei Veragri e dei Seduni, che si trovano tra i territori degli Allobrogi, il lago Lemano, il fiume Rodano e le Alpi. Cesare, una volta poste tutte le legioni nei quartieri d'inverno (tra i Carnuti, gli Andi, i Turoni ed i popoli dove aveva appena condotto la guerra), fece ritorno in Italia.
Partito Cesare, il legato Galba, che aveva come compito quello di aprire la via delle Alpi tra la Gallia Comata e la Gallia Cisalpina, trovandosi a dover combattere contro un nemico nettamente superiore in numero, fu costretto ad abbandonare il vicus celtico di Octodurus, dove aveva posto i suoi accampamenti invernali, e a ritirarsi nel Paese amico degli Allobrogi.

### Anno 56: i popoli del mare e dell'Aquitania si ribellano

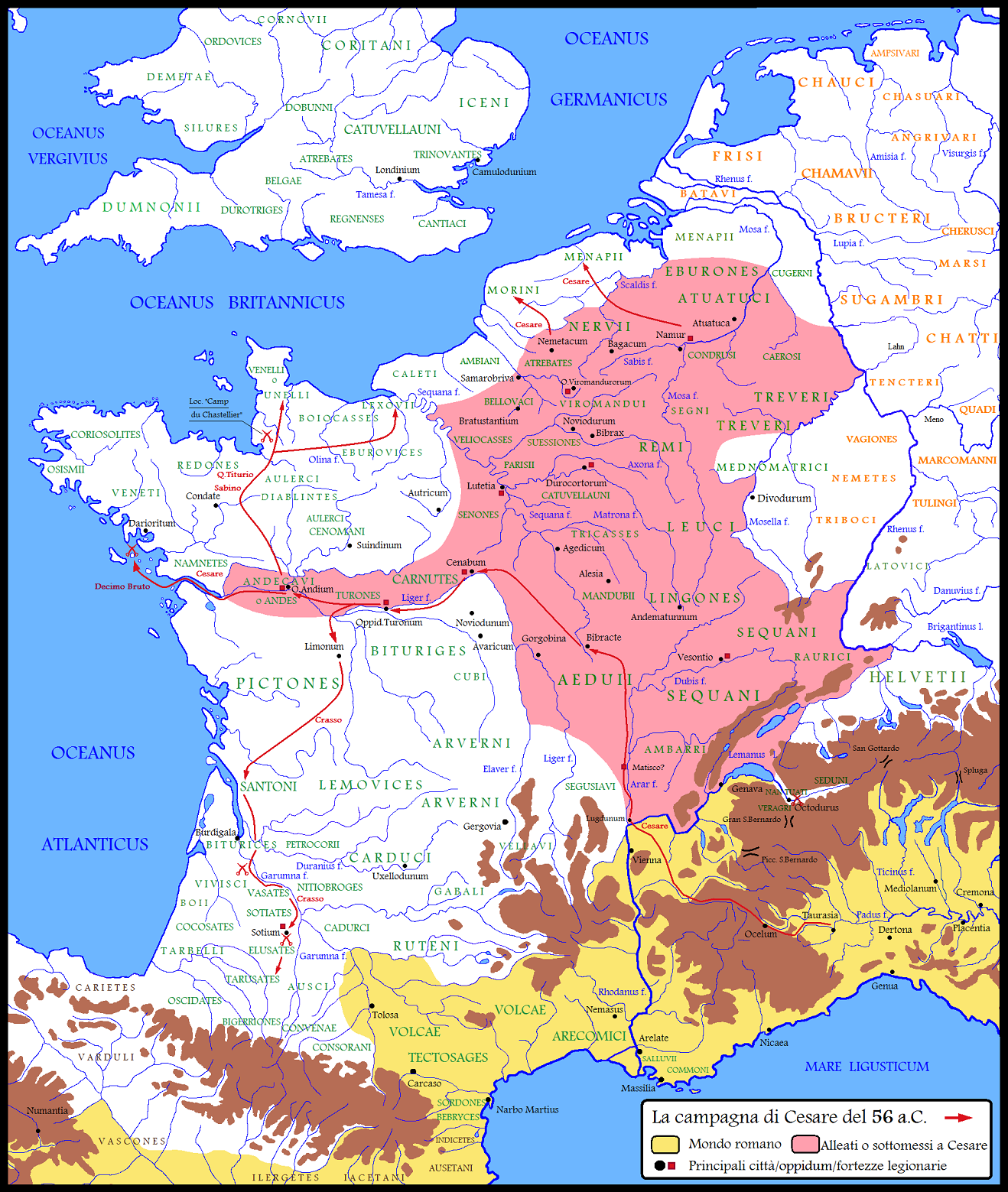
La campagna di Cesare del 56 a.C.

Ben presto i popoli della costa tornarono sul piede di guerra: 
(Cesare, De bello gallico, III 7-8.1.)
I Veneti decisero di trattenere i due ambasciatori inviati da Crasso, Silio e Velanio, pensando di poter così riavere gli ostaggi che avevano consegnato a Crasso. Il loro esempio fu seguito dai popoli confinanti, che trattennero Trebio e Terrasidio e poco dopo decisero di legarsi con reciproci giuramenti di alleanza e fedeltà contro il comune nemico romano. Alla fine tutti i territori costieri della Gallia occidentale si sollevarono. I Galli perciò inviarono a Crasso un ultimatum, pretendendo la restituzione degli ostaggi se voleva rivedere vivi i suoi ufficiali.
Cesare, informato di quanto era accaduto, prevedendo un possibile ed imminente scontro navale con questo popolo di abili marinai, ordinò ai suoi uomini di costruire sulla Loira una flotta di navi da guerra, adatte anche ad affrontare il mare, e arruolò rematori e timonieri nella provincia. Frattanto i Veneti e i loro alleati, saputo dell'arrivo di Cesare e resisi conto di quanto fosse grave l'aver scatenato l'ira del generale romano, decisero di prepararsi alla guerra, soprattutto provvedendo agli armamenti delle navi. Confidavano molto nella conoscenza dei luoghi, a loro tanto familiari.
(Cesare, De bello gallico, III, 9.)
Cesare, che era tornato in Gallia non prima della fine di aprile, si preoccupò di dispiegare il suo esercito d'occupazione prima che crescesse il numero delle nazioni partecipanti alla congiura contro Roma:
- inviò Labieno ad est, nella Gallia Belgica, tra i Treveri e i Remi con buona parte della cavalleria per bloccare l'arrivo di possibili rinforzi germanici;
- incaricò Publio Licinio Crasso di sottomettere i popoli dell'Aquitania, con 12 coorti ed un gran numero di cavalieri (tra la Garonna ed i Pirenei);
- nel territorio degli Unelli, dei Coriosoliti e dei Lessovi (ovvero la costa atlantica dell'attuale Normandia) inviò il legato Quinto Titurio Sabino con tre legioni e l'incarico di tenere lontane le truppe di quelle popolazioni;
- al comando della flotta, costituita con navi fatte prelevare dalle popolazioni dei Pictoni e dei Santoni, pose Decimo Bruto, ordinandogli di partire il prima possibile per la Bretagna;
- quanto a sé stesso, marciò contro i Veneti con le truppe di terra rimastegli: 3-4 legioni.[72]

Le città dei Veneti erano poste sull'estremità di piccole penisole di terra e promontori, in posizione tale da essere inaccessibili sia per via di terra, quando le maree sollevavano il livello delle acque, sia per mare, poiché quando la marea scendeva le navi nemiche si incagliavano nei bassifondi.

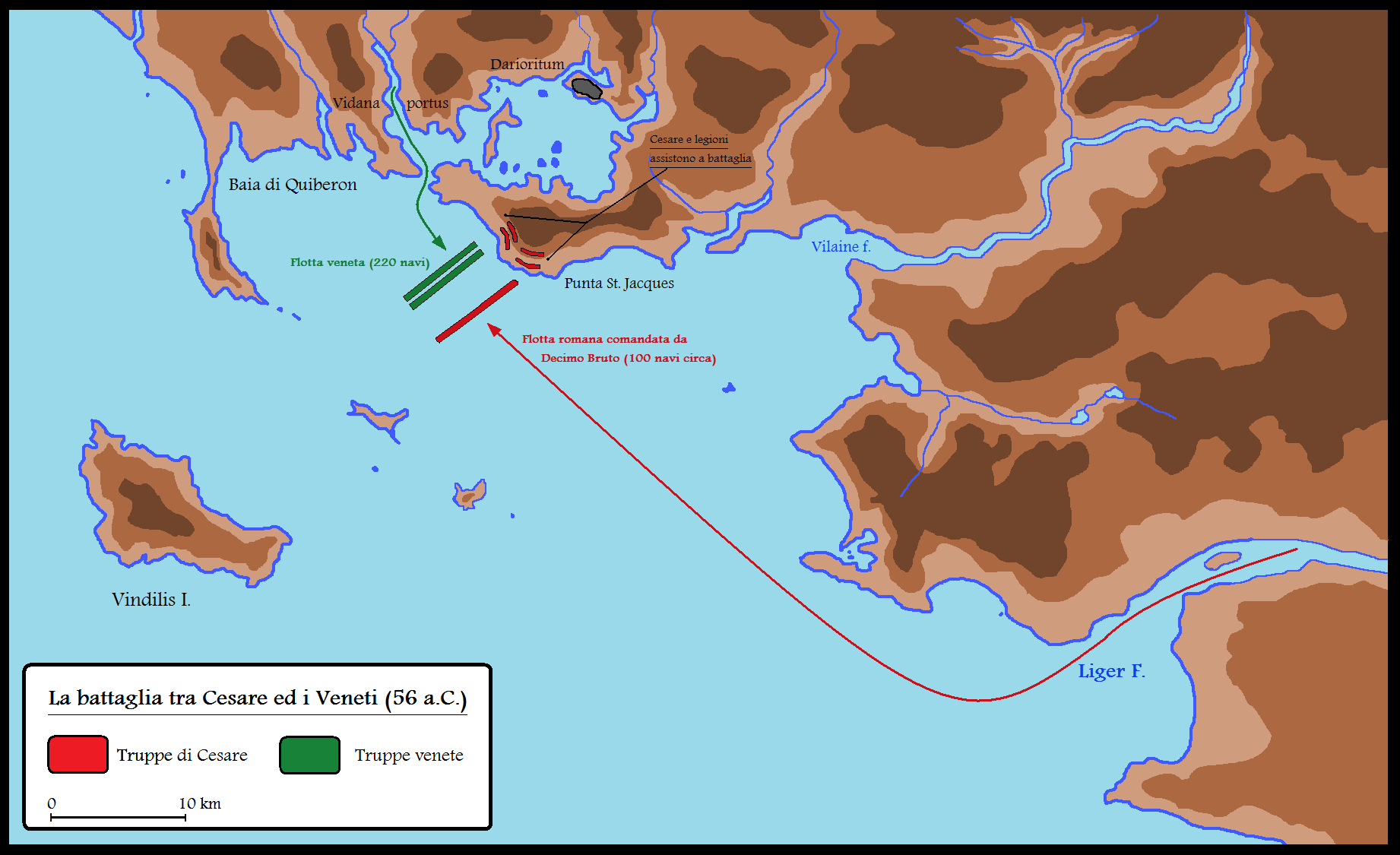
La battaglia tra Cesare ed i Veneti del 56 a.C. presso la Baia di Quiberon

Per questi motivi Cesare trovò grandi difficoltà nell'assediarle. Oltre a ciò Cesare racconta che:
(Cesare, De bello gallico, III, 13.)
Cesare, dopo aver espugnato diverse città, si rese conto che non poteva né impedire ai nemici di fuggire, né nuocer loro maggiormente. Decise pertanto di attendere l'arrivo della flotta comandata da Decimo Bruto. Una volta giunta, i Romani ingaggiarono battaglia coi Veneti e, avvalendosi di falci affilate inserite e fissate a pertiche, riuscirono a tagliare le sartie che legano le antenne agli alberi delle navi, togliendo così alle navi galliche la possibilità di manovrare le vele e determinandone il loro arresto, in balia della flotta romana. Il combattimento che ne conseguiva dipendeva dal valore dei soldati di entrambe le flotte, ed in questo campo Romani erano di molto superiori. A questa superiorità tattica dell'esercito romano si aggiunse improvvisamente una così grande bonaccia e calma, che le navi galliche non poterono più muoversi dalle loro posizioni.

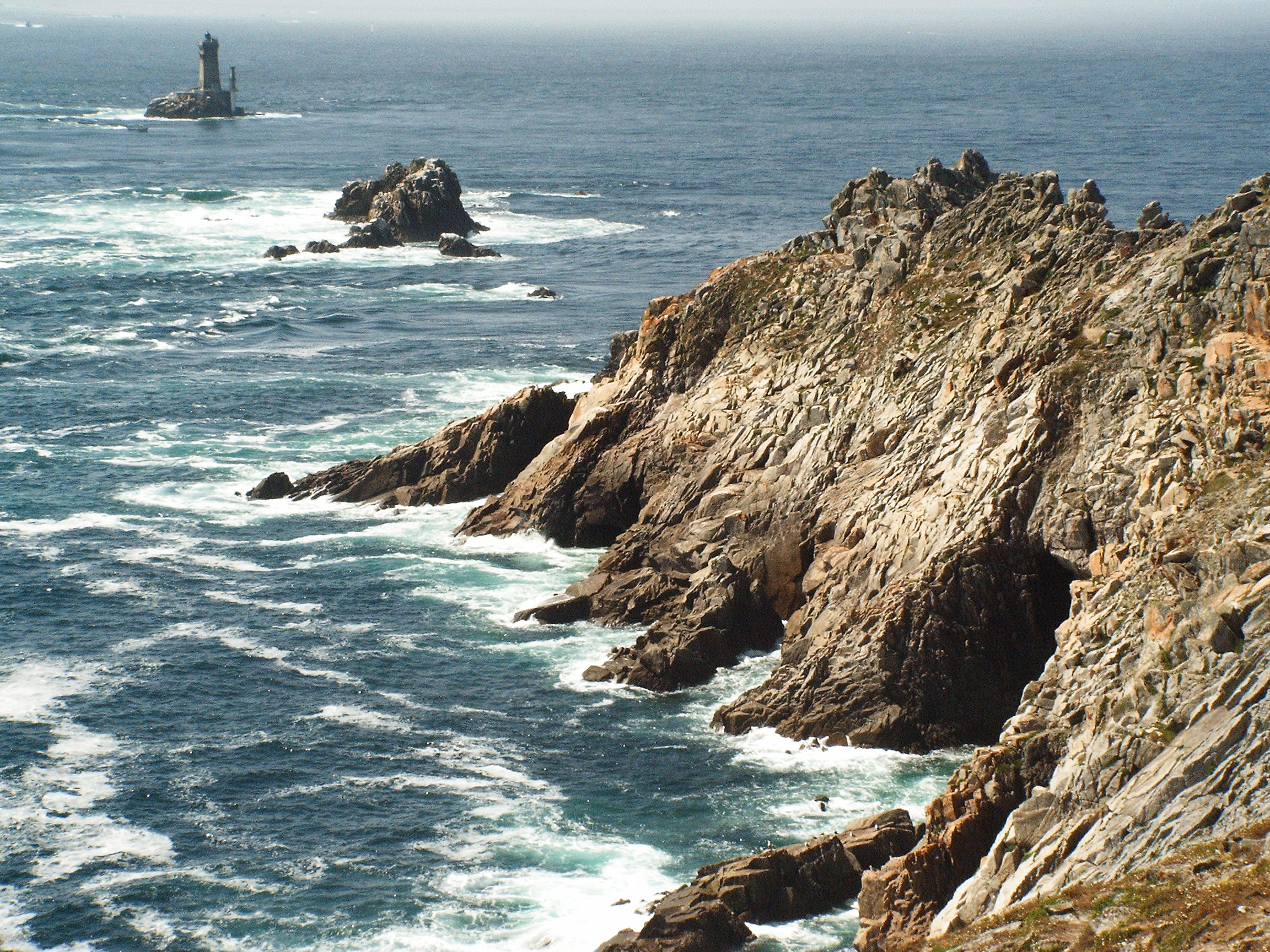
Point de Raz, Bretagna.

Questa circostanza risultò fondamentale nel decidere le sorti della battaglia, e l'esito finale fu favorevole ai Romani, che piegarono così la resistenza dei Veneti e li costrinsero alla resa. Cesare decise di punirli duramente, con esecuzioni di massa e la riduzione in schiavitù dei superstiti, poiché non aveva dimenticato che non avevano rispettato il sacro diritto degli ambasciatori romani, avendoli poco prima sequestrati e ridotti in prigionia.
Intanto Quinto Titurio Sabino sedò una rivolta delle tribù stanziate nella regione corrispondente all'attuale Normandia capeggiata da Viridovice, mentre Crasso sottomise le tribù dell'Aquitania fino ai Pirenei, a cominciare dai Soziati di Adiatuano, dei Vocati e dei Tarusati, battuti in due successive battaglie. Oltre a queste, altre tribù si arresero per il solo timore di essere attaccate: i Tarbelli, i Bigerrioni, i Ptiani, gli Elusati, i Gati, gli Ausci, i Garonni, i Sibuzati ed i Cocosati.
A fallire fu la sola spedizione contro i Menapi e i Morini della costa delle Fiandre, perché costoro, approfittando del territorio paludoso e boscoso, misero in atto una tattica di guerriglia contro la quale i Romani non poterono fare nulla. Dopo aver devastato le loro terre, il proconsole si ritirò negli accampamenti invernali presso i Lessovi, gli Aulerci e altre nazioni galliche che aveva appena combattuto.

### Anno 55: Germani e Britanni

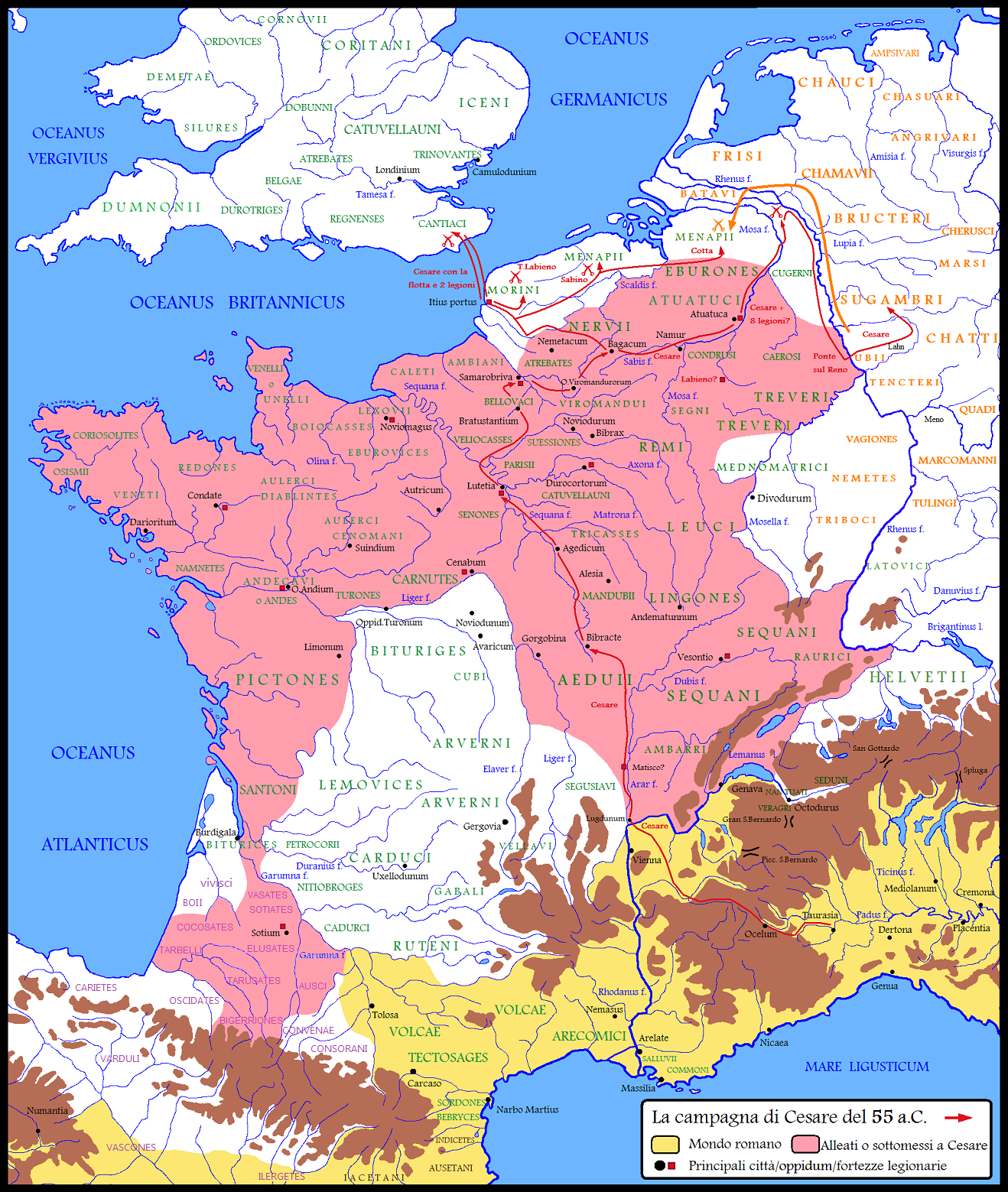
La campagna di Cesare del 55 a.C. Egli compì due spedizioni memorabili nel corso di quest'anno: in Germania ed in Britannia, territori fino ad allora mai esplorati dagli eserciti romani.

#### Cesare batte Usipeti e Tencteri e varca il Reno
Spinte alle spalle dalla pressione dei Suebi, le tribù germaniche degli Usipeti e dei Tencteri avevano vagato per tre anni, e si erano spinti dai loro territori, a nord del fiume Meno, fino a raggiungere le regioni abitate dai Menapi alla foce del Reno. I Menapi possedevano, su entrambe le sponde del fiume, campi, casolari e villaggi; ma, spaventati dall'arrivo di una massa tanto grande (Cesare sostiene fossero ben 430000 persone), abbandonarono gli insediamenti al di là del fiume e posero alcuni presidi lungo il Reno, per impedire ai Germani di passare in Gallia.
Non riuscendo ad attraversare il fiume, Tencteri ed Usipeti simularono la ritirata; una notte, però, la loro cavalleria tornò all'improvviso e fece strage dei Menapi che erano tornati nei loro villaggi. Si impadronirono delle loro navi e passarono il fiume. Occuparono villaggi e si nutrirono per tutto l'inverno con le loro provviste.
Venuto a conoscenza di questi fatti, Cesare decise di anticipare la sua partenza per la Gallia e raggiungere le sue legioni, che svernavano nei territori della Gallia Belgica. Era venuto inoltre a sapere che alcune tribù galliche avevano invitato le tribù germaniche ad abbandonare i territori appena conquistati del basso Reno, per inoltrarsi in Gallia.
(Cesare, De bello gallico, IV, 6-7.1.)
I Germani, che si trovavano in una località non molto distante dall'attuale città di Nimega, una volta venuti a conoscenza dell'avvicinamento dell'esercito romano decisero di inviare ambasciatori a Cesare, per chiedere al generale il permesso di insediarsi in quei territori ed offrendo in cambio la loro amicizia. Gli ricordarono il motivo per cui erano stati costretti a migrare ed il loro valore in battaglia, ma Cesare negò loro il permesso di occupare territori della Gallia: sostenne che non era giusto che i Germani si impadronissero delle terre di altri popoli; proprio loro, che non erano stati capaci di difendere i propri territori dalle scorrerie dei Suebi.

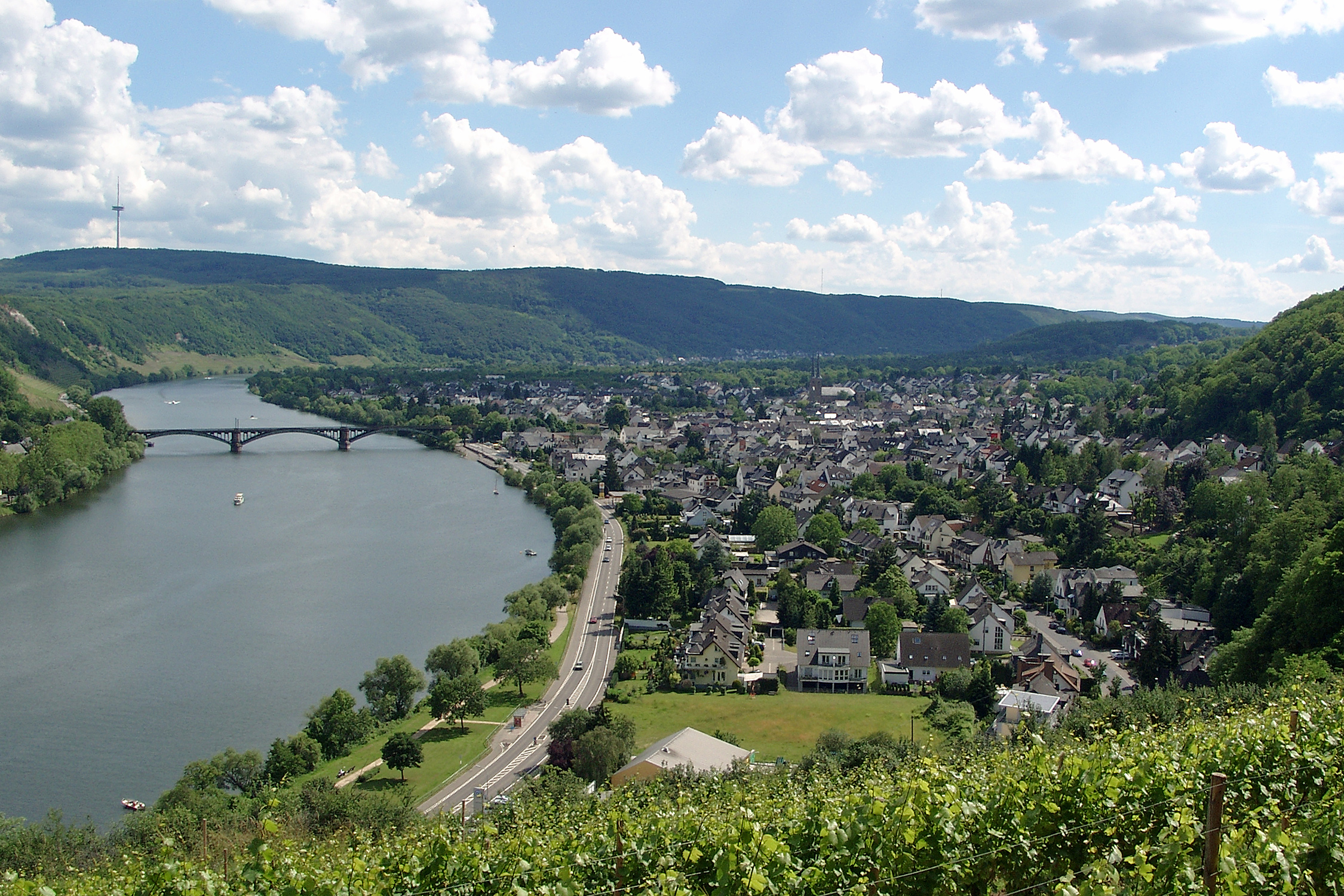
Un'immagine del corso del Reno all'altezza di Coblenza dove Cesare costruì un ponte per portare la guerra ai Germani della riva destra nel 55 e 53 a.C.

Cesare consigliò loro di ripassare il Reno e di occupare i territori del popolo amico degli Ubi; Fu stabilita quindi una tregua da utilizzare per giungere a un compromesso con questo popolo, ma, durante la tregua, i Germani si scontrarono con uno squadrone di cavalleria gallo-romana, che fu messa in fuga. Cesare li accusò di non aver rispettato l'accordo e così, quando gli ambasciatori di Usipeti e Tencteri si recarono da lui per giustificarsi, li fece imprigionare, dopodiché, con una mossa fulminea, piombò sull'accampamento germanico difeso solo da carri e bagagli, massacrando i nemici e costringendoli alla fuga in direzione della confluenza del Reno con la Mosa (lungo il tratto chiamato Waal).
Ottenuta una nuova vittoria sulle genti germaniche, Cesare decise di passare il Reno e di invadere la stessa Germania. La ragione principale che lo spinse a portare la guerra oltre il Reno fu l'intenzione di compiere un'azione dimostrativa e intimidatoria che scoraggiasse i propositi germanici di invadere in futuro la Gallia. Troppo spesso essi avevano fornito truppe mercenarie ai Galli e si erano intromessi nelle loro vicende interne. Gettato un lungo ponte di legno sul Reno (tra Coblenza e Bonn, lungo probabilmente 400 metri), il proconsole passò prima nel territorio amico degli Ubi, poi deviò verso nord nel territorio dei Sigambri, dove per diciotto giorni compì devastazioni e saccheggi a rapidità incredibile. Terrorizzati a sufficienza i Germani, decise di far ritorno in Gallia, distruggendo il ponte alle proprie spalle e fissando il confine delle conquiste della Repubblica romana sul Reno.

#### La prima spedizione in Britannia

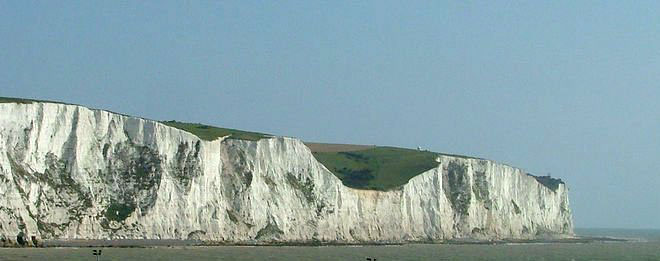
Le bianche scogliere di Dover
della Britannia, dove i Britanni si erano appostati, aspettando l'esercito di Cesare.

Nella tarda estate del 55 a.C. Cesare decise di invadere la Britannia, perché:
(Cesare, De bello gallico, IV, 20.)
Per questi motivi, Cesare non fu in grado di ottenere dai mercanti sufficienti informazioni su quanti e quali popoli vi abitassero, quali tattiche di guerra utilizzassero, quali porti fossero idonei per l'attracco della sua flotta. Decise allora di mandarvi in avanscoperta Gaio Voluseno, con una nave da guerra, mentre nel frattempo si spostò nel territorio dei Morini, dove ordinò di radunare quella stessa flotta che aveva combattuto contro i Veneti nel 56 a.C., poiché da questa regione la traversata per la Britannia risulta più breve.
Mentre Cesare preparava la spedizione, alcuni mercanti informarono i Britanni circa le intenzioni del proconsole romano. Spaventati dalla possibile invasione romana, decisero di inviare ambasciatori a Cesare, promettendogli di consegnare ostaggi e di obbedire all'autorità di Roma. Cesare accolse le loro promesse e permise loro di ritornare in patria, mandando con loro Commio, da lui imposto sul trono degli Atrebati. Aveva il compito di visitare la Britannia, di esortare le sue popolazioni ad essere fedeli a Roma e di annunciare loro che presto si sarebbe recato in Britannia egli stesso.

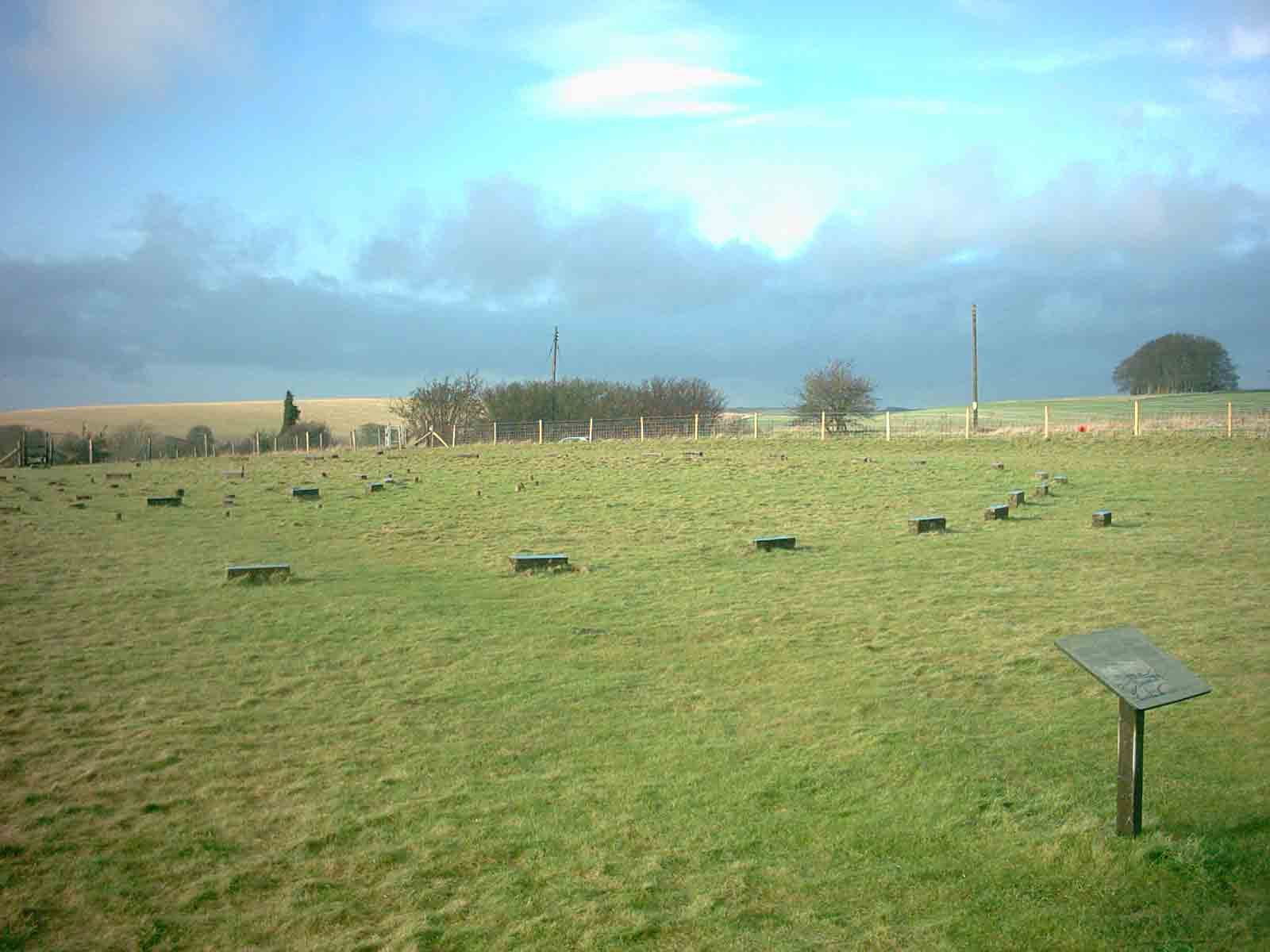
Il "Santuario", sulla Overton Hill, 5 miglia a ovest di Marlborough, nella contea del Wiltshire.

Voluseno frattanto tornò con molte informazioni, mentre i Morini decidevano di sottomettersi a Cesare, scusandosi per il comportamento passato. Allo scopo di rendere più sicura la situazione in Gallia prima di partire, Cesare dispose che gli fossero consegnati un gran numero di ostaggi, e come li ebbe ricevuti, accettò la loro sottomissione. Quindi salpò alla volta della Britannia, da Portus Itius (o Gesoriacum, l'attuale Boulogne-sur-Mer), con circa ottanta navi, sufficienti a trasportare due legioni (la VII e la X), ma lasciando indietro la cavalleria (su altre diciotto imbarcazioni da carico), che avrebbe dovuto partire da un altro porto (forse Ambleteuse, distante otto miglia).
Avvicinatosi all'alta scogliera della zona di Dover si accorse che lì si era appostato il grosso dell'esercito nemico, che dall'alto osservava la flotta romana. Cesare ritenne impraticabile uno sbarco in quel punto e decise di riprendere il mare; giunse più tardi in un tratto di costa aperta e piana, che si trovava a circa sette miglia da Dover. Qui, ancora una volta, si trovò di fronte al nemico schierato. Infatti i Britanni avevano mandato avanti la cavalleria ed i combattenti sui carri per attendere Cesare in riva al mare, mentre il grosso dell'esercito li avrebbe raggiunti.
In questo luogo ebbe luogo un'importante battaglia, poiché l'esercito dei Britanni tentò di impedire l'approdo delle navi e il conseguente sbarco dei Romani. Questi ultimi, dopo molte difficoltà, riuscirono (grazie anche alle potenti armi da getto dell'artiglieria pesante collocata sulle navi) a scendere a terra, dove i due eserciti si scontrarono. Dopo un duro combattimento, i Britanni furono messi in fuga, ma i vincitori non furono in grado di inseguirli, poiché mancava loro la cavalleria rimasta in Gallia.
Le tribù britanniche, vinte in battaglia, si decisero a mandare ambasciatori per chiedere la pace. I messi condussero con loro Commio (che era stato fatto prigioniero e che liberarono dalle catene davanti a Cesare) e offrirono numerosi ostaggi. Quando però seppero che la cavalleria romana era stata ricacciata sulle coste belgiche dal cattivo tempo e che le maree oceaniche avevano danneggiato pesantemente le navi di Cesare, i Britanni decisero di riprendere le armi contro l'invasore romano e, dopo aver rinnovato a parole l'alleanza con Cesare, lasciarono furtivamente il campo del proconsole. Ma Cesare, che aveva intuito le intenzioni del nemico, predispose tutto il necessario per un eventuale attacco, compreso il reperimento del frumento necessario per rifornire l'esercito e la riparazione di più navi possibili (fece utilizzare, come "pezzi di ricambio", parti di quelle maggiormente danneggiate, ormai inutilizzabili per la traversata di ritorno).

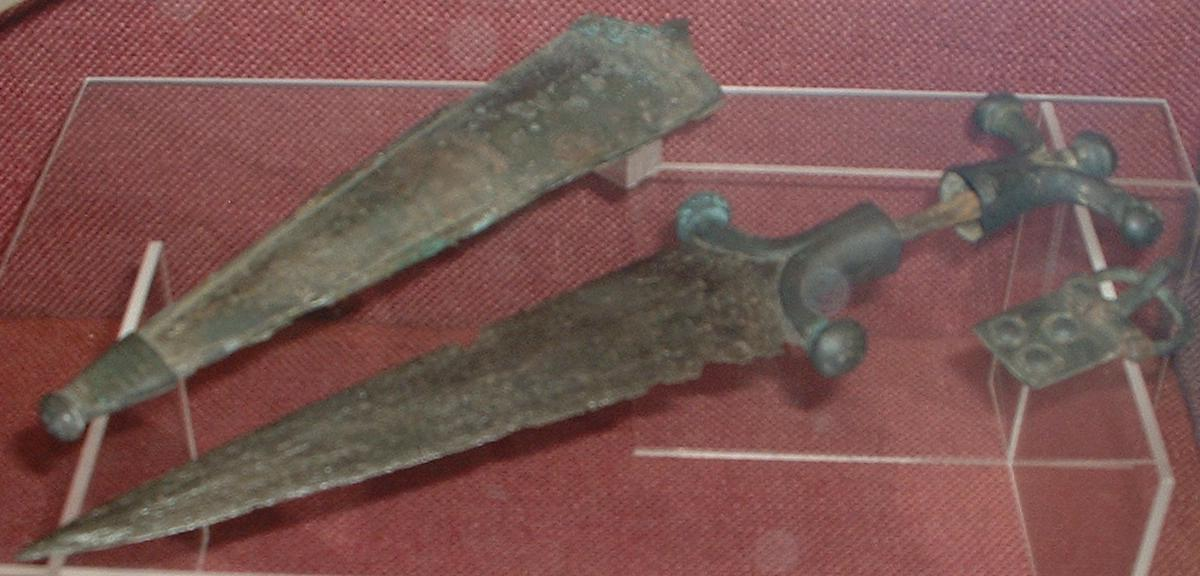
Spada celtica trovata in Britannia.

Durante queste operazioni fu inviata una sola legione, la VII, a raccogliere il grano necessario, non essendoci stato alcun sospetto di una ripresa ostilità da parte delle tribù indigene. La legione, però, una volta allontanatasi dal campo principale fu circondata ed attaccata da ogni parte. Cesare, accortosi dell'accaduto (anche da lontano si poteva scorgere un polverone maggiore del solito), prese con sé alcuni coorti della X legione e si mise in marcia a grande velocità. Riuscì a salvare la legione assediata, bersagliata da proiettili da ogni parte, ed a riportarla all'interno del campo base, dove era certo avrebbe dovuto sostenere l'ultimo e decisivo assalto nemico.
Alla fine, i Britanni, dopo aver radunato una grande massa di fanti e di cavalieri, attaccarono: furono nuovamente sconfitti, subendo perdite ingenti. I Romani inseguirono il nemico finché le forze lo consentirono loro, incendiando in lungo ed in largo tutti i casolari della zona. La vittoria romana costrinse i Britanni a chiedere la pace, e questa volta Cesare, ottenuta la promessa di ricevere il doppio degli ostaggi, ripartì per la Gallia, dove, una volta sbarcate, le sue legioni furono però aggredite anche dai Morini, che speravano in un ricco bottino. I nemici furono respinti anche questa volta ed il proconsole inviò Tito Labieno a punire questo popolo, mentre Quinto Titurio Sabino e Lucio Aurunculeio Cotta furono inviati a devastare le terre dei vicini Menapi.
Al termine delle operazioni, Cesare dislocò le legioni negli accampamenti invernali, questa volta tutti nella Gallia Belgica. Frattanto solo due nazioni inviarono gli ostaggi promessi dalla Britannia, mentre le altre vennero meno agli accordi. Ordinò, infine, ai suoi legati, prima di lasciare i quartieri d'inverno per recarsi in Italia, di provvedere durante l'inverno alla costruzione del maggior numero di navi possibile ed alla riparazione di quelle vecchie, disponendo che le nuove navi fossero più basse e più larghe di quelle che abitualmente erano usate nel mar Mediterraneo (così da reggere meglio le onde dell'oceano). Una volta tornato a Roma, furono decretati venti giorni di festa in suo onore.

### Anno 54: il ritorno in Britannia e le prime rivolte in Gallia
Dopo aver posto fine in Illiria agli attacchi dei Pirusti, Cesare decise di far ritorno in Gallia, dove volle ispezionare tutti i quartieri d'inverno e le numerose navi che erano state fino a quel momento costruite: ben seicento, che decise di radunare presso Portus Itius. Venuto a sapere che tra i Treveri serpeggiava una voglia di rivolta - non solo non partecipavano più alle riunioni comuni dei Galli, ma avevano mantenuto dei buoni rapporti con i Germani d'oltre Reno -, decise di muovere verso di loro con quattro legioni ed ottocento cavalieri.
Raggiunti i Treveri, richiese a Induziomaro, uno dei due uomini più influenti di questo popolo e favorevole alla cacciata dei Romani dalla Gallia, numerosi ostaggi tra i suoi famigliari, mentre a Cingetorige, che si era dimostrato fedele ed amico del popolo romano, affidò il comando su questa nazione. A questi eventi si aggiunse la morte dell'eduo Dumnorige, il quale, dopo aver terrorizzato i nobili della Gallia sostenendo che Cesare li avrebbe trucidati una volta sbarcati in Britannia, fu messo a morte per evitare possibili sentimenti di rivolta tra i Galli.

#### La seconda spedizione in Britannia

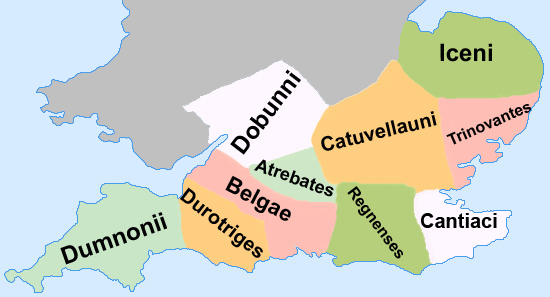
Popoli della Britannia meridionale contro cui Cesare combatté la seconda campagna.

Cesare, lasciato in Gallia Tito Labieno con tre legioni e duemila cavalieri a guardia dei porti, a provvedere al vettovagliamento ed a controllarne la situazione, salpò per la seconda volta da Portus Itius alla volta della Britannia con una forza militare più consistente di quella dell'anno precedente: cinque legioni e duemila cavalieri a bordo di oltre ottocento navi. Al suo seguito si aggiunsero anche numerosi mercanti attratti dai racconti sulle favolose ricchezze dell'isola.
Sbarcato nello stesso luogo dell'anno precedente senza trovare nessuna opposizione, Cesare, lasciate a guardia della flotta dieci coorti e trecento cavalieri sotto il comando di Quinto Atrio, marciò verso l'interno dove, a circa diciotto miglia dal campo base, trovò la prima vera opposizione dei Britanni, i quali furono sconfitti sebbene si fossero attestati in una posizione favorevole. La mattina seguente giunsero presso il campo del generale romano alcuni cavalieri inviati da Quinto Atrio per informarlo che la notte precedente una tempesta aveva danneggiato la maggior parte delle navi. Il proconsole romano si recò quindi a constatare di persona i danni e a predisporre il necessario per far riparare le navi. Tornato presso le legioni, scoprì che nel frattempo si era radunato nei pressi del campo romano un imponente esercito nemico guidato da Cassivellauno (che regnava sulle genti a nord del Tamigi). L'attacco dei Britanni che ne seguì è così descritto dallo stesso Cesare:
(Cesare, De bello gallico, V, 15-16.)
Il giorno seguente i Britanni, che sembravano essersi ritirati lontano dal campo romano, decisero di tornare ad attaccare le tre legioni e la cavalleria che erano state inviate a fare provviste. Ed anche in questa circostanza la miglior disciplina dell'esercito romano prevalse sulle genti della Britannia, con i Romani che riuscirono a respingere i nemici, infliggendo loro numerose perdite. Cesare, deciso a passare al contrattacco, condusse la sua armata fino ai domini di Cassivellauno. Attraversato il Tamigi attaccò il nemico, che si era appostato sulla riva settentrionale, in modo così improvviso che i Britanni furono costretti alla fuga. Proseguì le operazioni fino alla conquista di un oppidum nemico più a nord.
L'ultimo tentativo di Cassivellauno di attaccare il campo navale e le forze romane lasciate a presidio della costa si rivelò anch'esso un totale fallimento, tanto che il re britanno fu costretto a intavolare trattative di pace con Cesare, attraverso la mediazione dell'atrebate Commio. I Britanni furono costretti a sottomettersi, a pagare un tributo annuale ed a consegnare ostaggi al proconsole romano in segno di resa, mentre allo stesso Cassivellauno fu vietato di recare ulteriore danno a Mandubracio e ai Trinovanti che avevano chiesto protezione contro di lui a Cesare.
Il generale romano fece ritorno in Gallia, dove, dopo aver assistito all'assemblea dei Galli a Samarobriva (forse l'odierna Amiens), mandò le legioni nei quartieri d'inverno. Benché non avesse ottenuto alcuna nuova conquista territoriale in Britannia, era riuscito nell'intento di terrorizzare quelle genti, limitandosi a creare tutta una serie di clientele che avrebbero portato questa regione nella sfera d'influenza di Roma, oltre ovviamente ad essere stato il primo romano a coprirsi di gloria per aver attraversato con le sue legioni il Mare del Nord. Da qui scaturirono quei rapporti commerciali e diplomatici che apriranno la strada alla conquista romana della Britannia nel 43..

#### Primi segnali di rivolta in Gallia

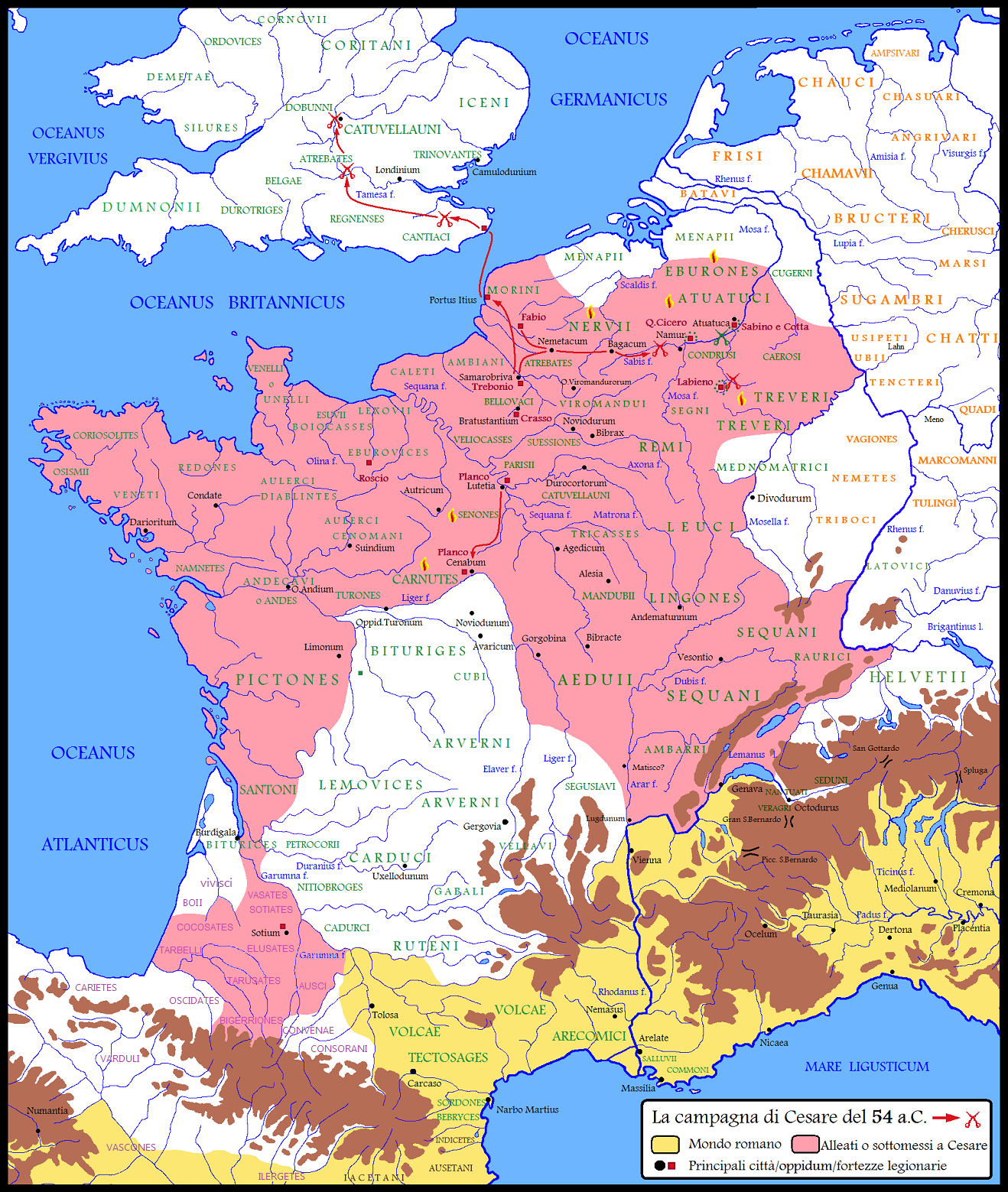
La campagna di Cesare del 54 a.C. in Britannia (estate) e Gallia (autunno/inverno).

Ricevuti gli ostaggi britanni, Cesare ritornò in Gallia dove, dopo aver assistito all'assemblea dei Galli a Samarobriva, mandò le legioni nei quartieri d'inverno. Una legione affidata al legato Gaio Fabio fu inviata tra i Morini (presso l'attuale cittadina di Saint-Pol-sur-Ternoise); un'altra, assegnata a Quinto Cicerone, si posizionò tra i Nervi (presso Namur); una terza (Lucio Roscio) fu inviata tra gli Esuvi (presso Nagel-Séez-Mesnil, nell'Alta Normandia); una quarta (Tito Labieno) tra i Remi, al confine con i Treveri (probabilmente in località Lavacherie, a circa sedici chilometri a nord-ovest di Bastogne); tre legioni andarono tra i Belgi, sotto il comando del questore Marco Crasso (nella zona di Beauvais) e dei legati Lucio Munazio Planco (presso Lutezia) e Gaio Trebonio (presso Samarobriva); e una legione (appena arruolata nella Gallia Cisalpina) con cinque coorti, affidate a Quinto Titurio Sabino e Lucio Aurunculeio Cotta, raggiunsero le terre degli Eburoni (non molto distante da Atuatuca). Cesare stesso, invece, avrebbe fatto ritorno in Italia, non appena avesse saputo che ogni legione aveva preso posizione nel luogo assegnato.
In Gallia, però, si respirava aria di rivolta e tutto il Paese era in fermento. I primi segnali si ebbero già a partire dall'autunno di quell'anno, quando i Carnuti (stanziati nella zona di Chartres e Orléans) uccisero il re filo-romano Tasgezio, che Cesare aveva posto sul trono apprezzandone il valore, la discendenza e la devozione. Quando lo seppe, il proconsole, temendo una sollevazione generale del popolo dei Carnuti, decise di inviare Lucio Munazio Planco con la sua legione a svernare in quella regione. Nel frattempo venne a sapere che tutte le altre legioni erano giunte nei quartieri invernali e che le fortificazioni erano state completate.
Quindici giorni dopo che le legioni si erano acquartierate nei loro rispettivi hiberna, scoppiò improvvisamente una rivolta tra gli Eburoni (regione delle Ardenne) guidata da Ambiorige e Catuvolco. Le truppe romane furono attaccate mentre erano intente a far provvista di legna fuori dal campo base, e l'accampamento romano di Sabino e Cotta, che si trovava con ogni probabilità presso Atuatuca, fu completamente circondato:
(Cesare, De bello gallico, V, 27.)
Ambiorige decise di cambiare tattica. Avendo considerato che il campo romano era difficilmente attaccabile e che comunque sarebbe caduto solo a prezzo di ingenti perdite tra i suoi, riuscì a convincere con l'inganno i Romani ad uscire dall'accampamento. Suggerì loro di ricongiungersi con le legioni più vicine (quelle di Labieno o di Cicerone), che distavano una cinquantina di miglia, assicurando che non avrebbe interferito nella marcia. Dopo un acceso dibattito tra i due comandanti romani, alla fine prevalse l'ipotesi (sostenuta da Quinto Titurio Sabino) di abbandonare il campo con grande rapidità, poiché erano state segnalate orde di Germani in avvicinamento. Ma quando le truppe si trovarono allo scoperto, al centro di una vallata boscosa, l'esercito degli Eburoni le attaccò in massa e massacrò quasi completamente una legione, cinque coorti romane ed i loro comandanti (Sabino e Cotta). Solo pochi superstiti riuscirono a raggiungere il campo di Labieno ed avvertirlo dell'accaduto.

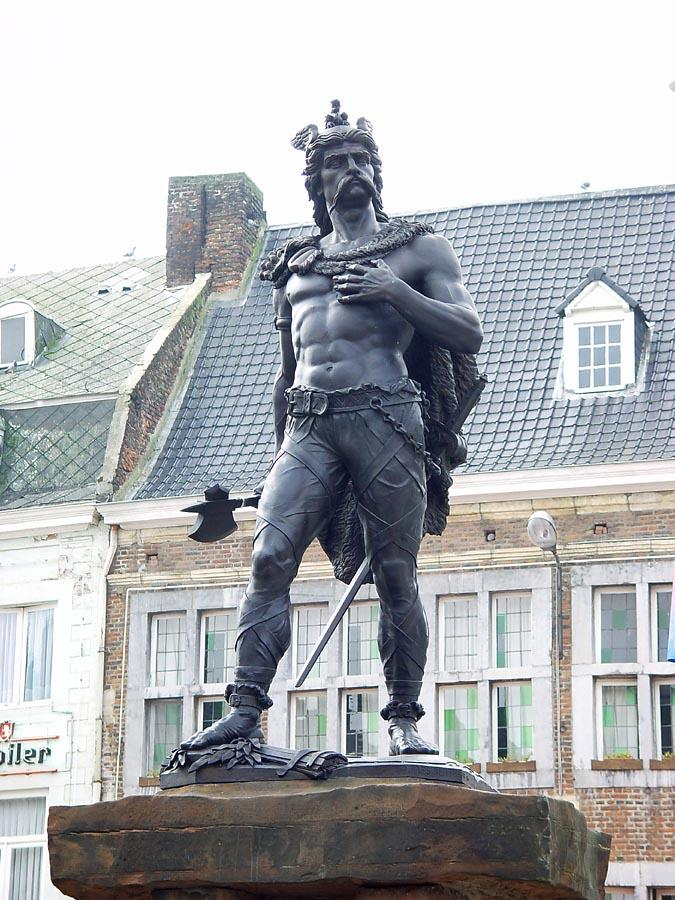
Statua del capo degli Eburoni, Ambiorige, posta nella piazza dell'antica città di Atuatuca, oggi Tongeren.

Dopo questa vittoria, Ambiorige riuscì ad ottenere l'appoggio degli Atuatuci, dei Nervi e di numerosi popoli minori come i Ceutroni, i Grudi, i Levaci, i Pleumossi ed i Geidunni, per assediare il campo di Quinto Cicerone e della sua legione (attestati presso l'oppidum di Namur). L'assedio durò un paio di settimane, fino all'arrivo dello stesso Cesare: il generale era stato informato dal suo legato grazie ad uno stratagemma cui questi aveva fatto ricorso durante uno dei numerosi attacchi subiti da parte del nemico. Infatti c'era un fedele e nobile gallo della tribù dei Nervi di nome Verticone, che aveva cercato presso di Cicerone rifugio fin dal principio dell'assedio e gli aveva dimostrato grande lealtà. Verticone, con grandi premi, convinse un suo schiavo a portare la lettera di Cicerone a Cesare. E questo schiavo riuscendo ad allontanarsi senza destare sospetto, poiché celta tra i Celti, si recò da Cesare e consegnò la lettera a lui.
Nel corso di questo assedio, particolarmente difficile per la legione romana, i Galli riuscirono a mettere in atto tecniche e strumenti di assedio simili a quelle dei Romani, dai quali le avevano ormai in parte appresi (anche grazie ai prigionieri romani ed ai disertori). Anche questa volta Ambiorige tentò di convincere il legato ad abbandonare il campo, promettendogli di proteggere la sua ritirata. Ma Quinto Cicerone, a differenza di Sabino, non cadde nel tranello del capo degli Eburoni, pur non sapendo che poco prima ben una legione e cinque coorti erano state massacrate, e riuscì a resistere, tra enormi sforzi e numerose perdite umane, fino all'arrivo di Cesare.
Il proconsole, ricevuta la lettera da parte di Cicerone, marciò da Samarobriva con grande rapidità a capo di due legioni che era riuscito a reperire dopo essersi ricongiunto con Gaio Fabio e Marco Crasso. Giunto in prossimità di Cicerone, questi lo informò che la grande massa di assedianti (circa sessantamila Galli) si stava dirigendo contro lo stesso Cesare. Il proconsole, costruito un campo con grande rapidità, non solo riuscì a battere gli aggressori ed a metterli in fuga, ma anche a liberare definitivamente Cicerone dall'assedio, elogiandolo pubblicamente, insieme alla sua legione, di fronte all'esercito schierato. In seguito a questi eventi Cesare decise di svernare con le sue truppe in Gallia, disponendo che tre legioni rimanessero con lui presso Samarobriva, suo quartier generale.
Cesare, dopo aver convocato presso di sé i capi di buona parte della Gallia, venne a sapere di una nuova ribellione da parte dei Senoni. La tribù era riuscita, dichiarandogli apertamente guerra, a convincere molte genti ad unirsi ad essa (tra cui i vicini Carnuti); soltanto Edui e Remi sarebbero rimasti fedeli a Roma. Oltre a ciò, prima che terminasse l'inverno, il legato Tito Labieno fu nuovamente attaccato dai Treveri, guidati da Induziomaro. Fortuna e abilità consentirono tuttavia al legato di battere un nemico nettamente più numeroso e di ucciderne il capo.
(Cesare, De bello gallico, V, 57-58.)
Cesare, in seguito agli eventi di quest'ultimo inverno, si era definitivamente convinto che l'anno successivo avrebbe dovuto riprendere l'iniziativa e condurre una campagna punitiva nel nord della Gallia, per evitare una sollevazione generale.

### Anno 53: cresce la rivolta in Gallia
Con l'inizio del nuovo anno, il proconsole decise di arruolare due nuove legioni, per compensare la perdita della legio XIIII, oltre a chiedere una legione a Gneo Pompeo; questi acconsentì, per il bene della Repubblica romana e l'amicizia nei confronti di Cesare, che poté così portare il numero delle proprie legioni a dieci.
Con la morte di Induziomaro, i suoi parenti, mossi ancor di più dal rancore nei confronti del proconsole della Gallia, decisero non solo di cercare alleati tra i Germani d'oltre Reno (con i quali scambiarono ostaggi e garanzie reciproche), ma anche tra gli Eburoni di Ambiorige, i Nervi e gli Atuatuci. Contemporaneamente, sul fronte occidentale, i Senoni ed i Carnuti si erano rifiutati di obbedire alla convocazione di Cesare dell'assemblea della Gallia e si accordarono con le popolazioni limitrofe per ribellarsi al potere romano.
Venuto a conoscenza di questi fatti, il generale romano decise di condurre quattro legioni nel territorio dei Nervi, con mossa fulminea. Giunto nei loro territori, dopo aver catturato una grande quantità di bestiame e di uomini (preda che lasciò ai suoi soldati), oltre ad aver devastato i loro campi di grano, costrinse i Galli (sorpresi dalla rapidità con cui era stata condotta l'azione) alla resa ed alla consegna di ostaggi. In seguito si diresse ad occidente, contro Carnuti e Senoni, ottenendone anche in questa circostanza la resa senza colpo ferire. Essi vennero a lui, infatti, supplici e ne ottennero il perdono grazie all'intercessione di Edui e Remi. Solo il principe dei Senoni Accone, che li aveva sobillati, fu condotto in catene davanti a Cesare e poco dopo decapitato, quale monito per tutta la Gallia

#### Campagna contro Menapi e Treveri

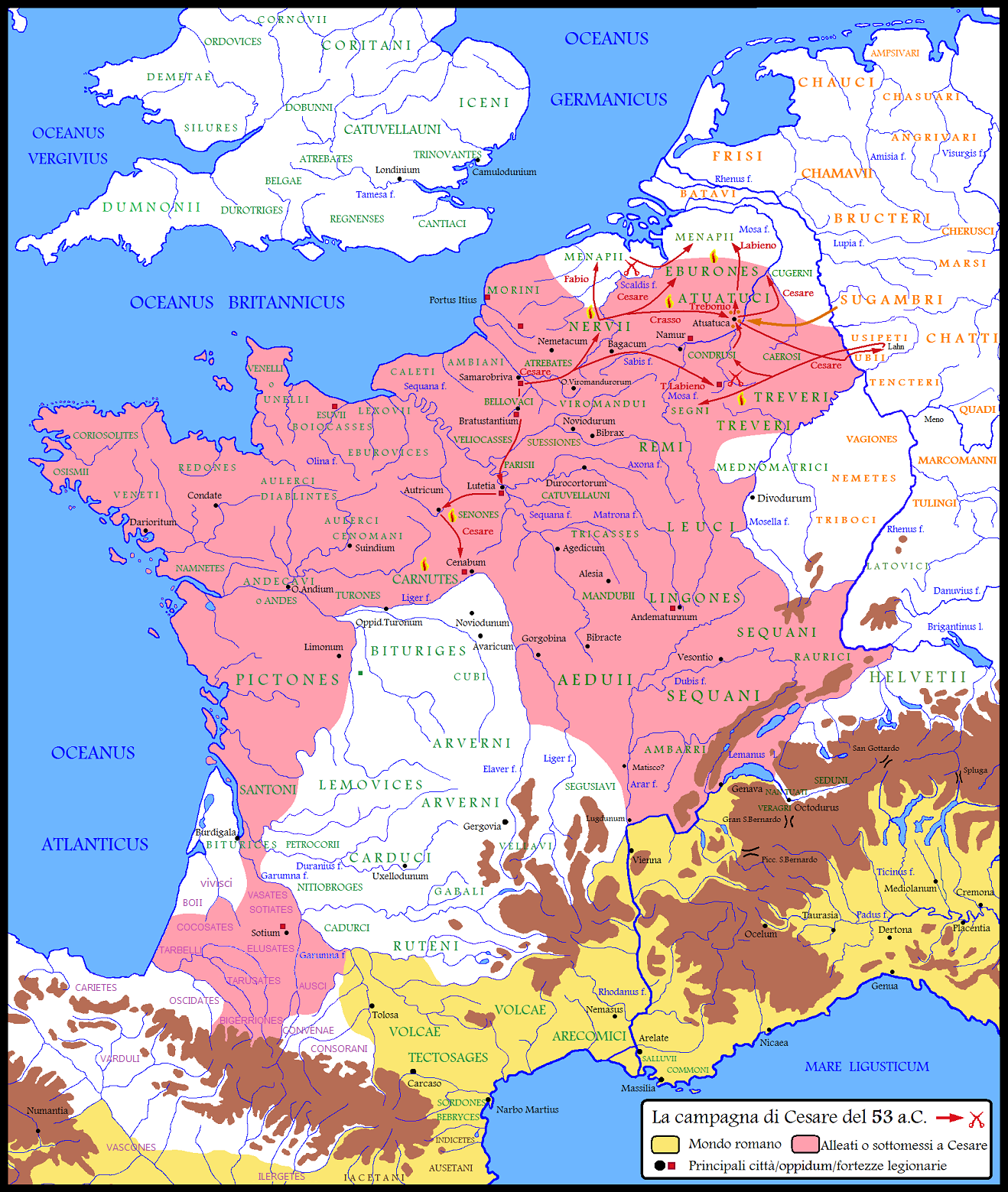
La campagna di Cesare del 53 a.C. in Gallia e Germania.

Pacificata questa parte della Gallia, Cesare aprì le ostilità contro i Treveri, gli Eburoni di Ambiorige ed i loro alleati. Per prima cosa credette di dover attaccare gli alleati del principe eburone prima di provocarlo a guerra aperta, evitando così che, persa la speranza di salvarsi, potesse nascondersi tra il popolo dei Menapi o al di là del Reno, tra i Germani. Una volta stabilito questo piano, il proconsole romano spedì tutti i suoi carriaggi, accompagnati da due legioni, nel Paese dei Treveri, al campo base di Tito Labieno, dove lo stesso aveva svernato con un'altra legione. Egli stesso con cinque legioni, senza bagagli, si mise in marcia alla volta dei Menapi, i quali, grazie alla conformazione del terreno, decisero di non radunare l'esercito, ma di rifugiarsi nelle fitte foreste e paludi con i loro beni più preziosi, poiché sapevano che avrebbero avuto la peggio in uno scontro aperto con il generale romano.
La reazione di Cesare fu quella di dividere il suo esercito in tre colonne parallele: una guidata dal luogotenente Gaio Fabio, una dal questore Marco Crasso e la terza, presumibilmente quella centrale, sotto la sua guida. Le operazioni cominciarono con la devastazione dei territori del nemico in ogni direzione; molti villaggi furono incendiati, mentre una grande parte del bestiame dei Galli fu razziata, e molti dei loro uomini furono fatti prigionieri. Alla fine anche i Menapi inviarono a Cesare ambasciatori per chiedere la pace. Il proconsole acconsentì a condizione di ricevere un adeguato numero di ostaggi ed a fronte della promessa di non dare asilo ad Ambiorige o ai suoi sostenitori. Portata a termine anche questa operazione, Cesare lasciò sul posto l'atrebate Commio con la cavalleria, affinché mantenesse l'ordine, e si diresse verso il territorio dei Treveri.
Nel frattempo Labieno, una volta lasciati tutti i carriaggi all'interno del forte romano in compagnia di cinque coorti, mosse con grande rapidità incontro ai Treveri, con le restanti 25 coorti e la cavalleria, prevenendone un loro attacco. La battaglia che ne derivò avvenne nei pressi di un fiume, identificabile con il Semois, a circa quattordici miglia ad est della Mosa. Labieno ricorse a uno stratagemma: fece credere al nemico di essere stato terrorizzato dal suo gran numero e di aver deciso di far ritorno al campo base, ma quando i Treveri, passato il fiume in massa, si misero all'inseguimento dell'esercito romano, che credevano essere in fuga, trovarono al contrario un'armata schierata che li stava aspettando. La battaglia fu favorevole ai Romani, i quali non solo riuscirono ad ottenere la resa di questo popolo e la fuga dei parenti di Induziomaro, ma trasferirono il potere nelle mani di Cingetorige, da sempre principe filo-romano.

#### Cesare passa il Reno per la seconda volta
Venuto a sapere del nuovo successo ottenuto dal suo legato sui Treveri, Cesare decise di passare per la seconda volta il Reno, costruendovi un secondo ponte con la stessa tecnica del primo. I motivi che lo spinsero a prendere questa decisione erano due: non solo i Germani avevano mandato aiuti ai Treveri contro i Romani, ma Cesare temeva anche che Ambiorige potesse trovarvi rifugio, una volta sconfitto.
(Cesare, De bello gallico, VI, 9.)

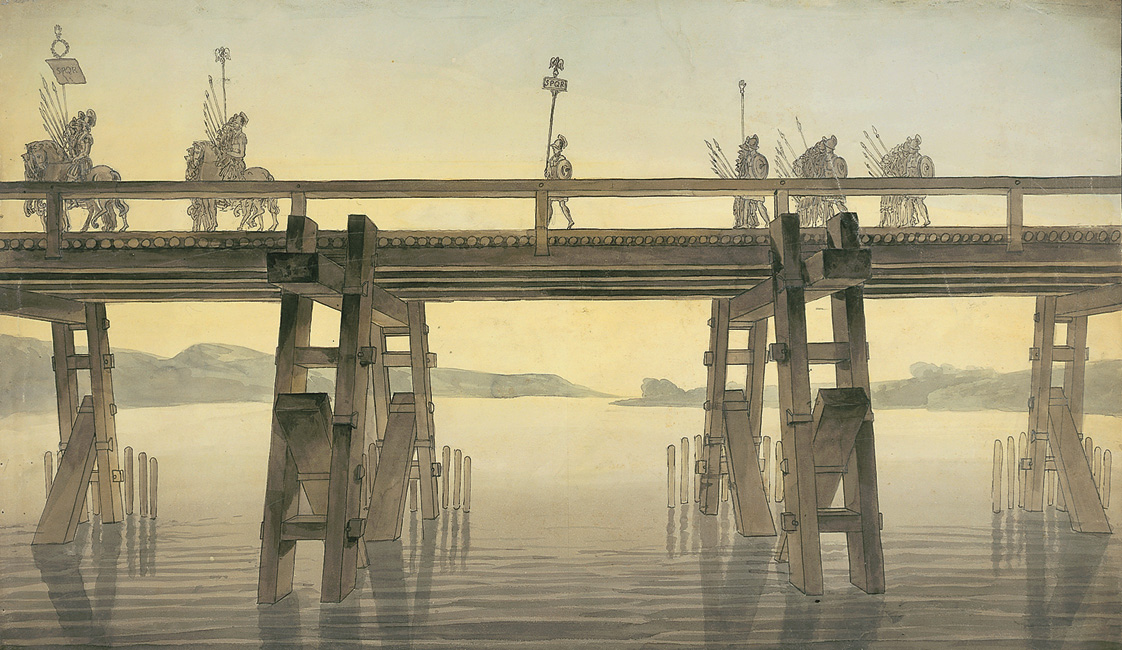
Il ponte di Cesare sul Reno come doveva apparire nel 53 a.C.

Ma i Suebi, che ormai conoscevano le gesta militari del generale romano, decisero di ritirarsi nell'interno ed aspettare, in luoghi remoti e difesi dalle insidie delle fitte foreste e delle pericolose paludi, il possibile arrivo di Cesare. Il generale, tenendo conto del suo obiettivo principale (la sottomissione della Gallia) e considerando anche la difficoltà degli approvvigionamenti di frumento in un territorio tanto selvaggio, decise di tornare indietro.
(Cesare, De bello gallico, VI, 29.)

#### Sterminio degli Eburoni
Per Cesare era a quel punto opportuno rivolgere l'intera armata contro Ambiorige ed il popolo degli Eburoni. Una volta attraversata la foresta delle Ardenne, mandò a precederlo con l'intera cavalleria Lucio Minucio Basilo, con l'ordine di sfruttare la rapidità della marcia e di sorprendere il nemico. Ambiorige riuscì per poco a sfuggire alla cattura romana: Lucio Minucio Basilo era riuscito ad individuarne il nascondiglio, ma Ambiorige, protetto dai suoi, riuscì a volgere in fuga nei fitti boschi che circondavano il luogo. Il panico per l'avanzata romana portò l'intero popolo degli Eburoni a cercare rifugio nelle foreste, nelle paludi e nelle isole, mentre Catuvolco, re della metà degli Eburoni, data l'età ormai avanzata e disperando ormai di potersi salvare, decise di suicidarsi, dopo aver maledetto Ambiorige per averlo coinvolto nella rivolta.

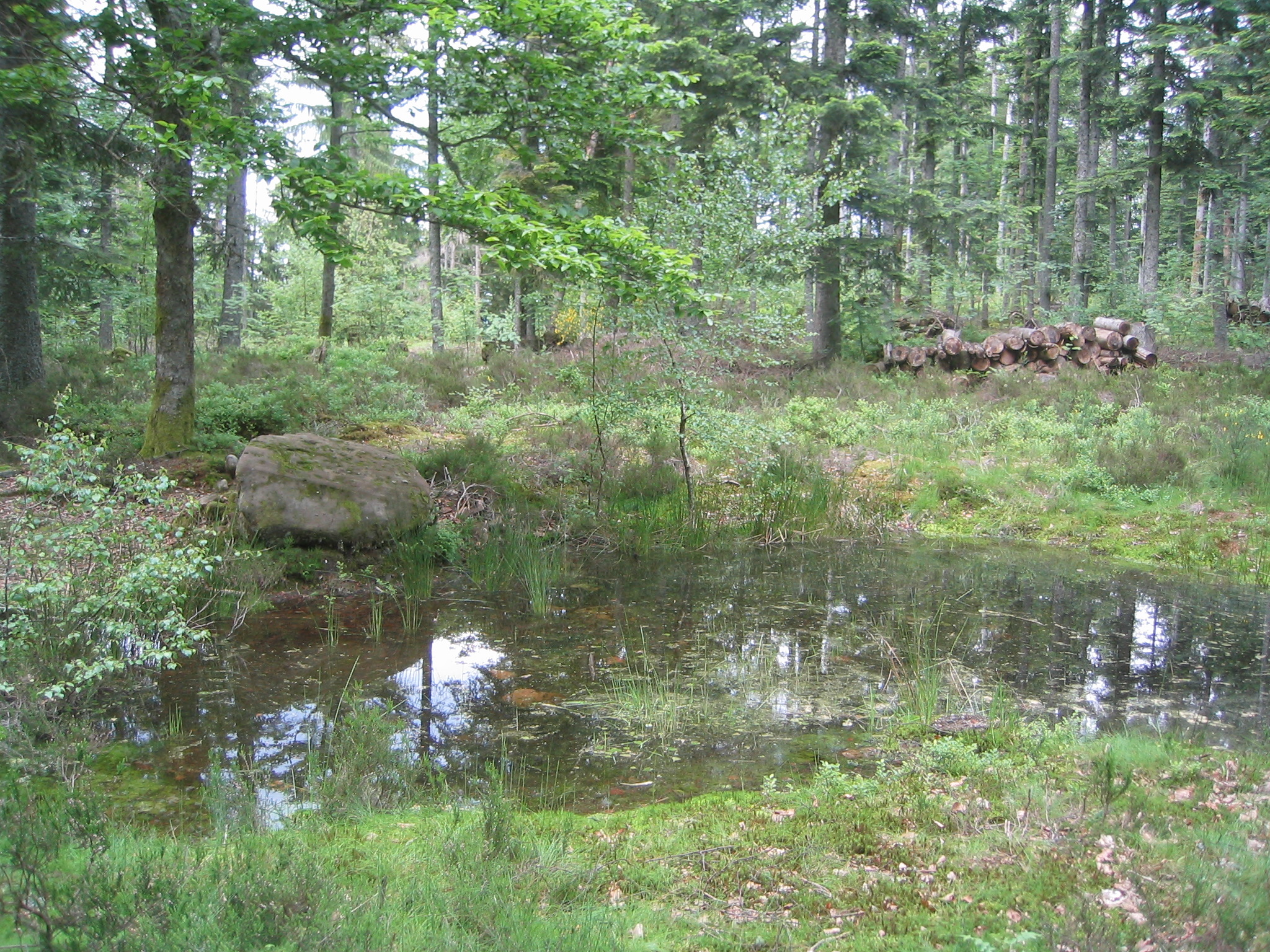
Le paludi presso le quali trovarono rifugio il popolo degli Eburoni, prima del loro massacro definitivo.

Il terrore si diffuse anche tra le popolazioni limitrofe, tanto che sia i Segni, sia i Condrusi, popoli che vivevano tra i Treviri e gli Eburoni, inviarono a Cesare ambasciatori per pregarlo di considerarli amici del popolo romano, pur appartenendo alla stirpe dei Germani. Cesare, per provarne l'autenticità dei sentimenti, ordinò che gli fossero consegnati tutti gli Eburoni rifugiati presso di loro; in cambio, assicurava che non avrebbe invaso e devastato i loro territori. Segni e Condrusi si piegarono.
Isolato così Ambiorige, raggiunse l'oppidum di Atuatuca, dove lasciò i carriaggi carichi di bottino, duecento cavalieri ed una legione (la legio XIIII, appena riformata) a loro protezione, affidandoli al giovane legato Quinto Tullio Cicerone. Con le restanti nove legioni, divise in tre colonne parallele (formate ciascuna da tre legioni), delegò a Tito Labieno il compito di controllare i Menapi fino all'oceano, a Gaio Trebonio quello di devastare i territori contigui al paese degli Atuatuci. Il comandante in capo raggiunse invece la confluenza tra il fiume Schelda e la Mosa, dove gli era stato riferito che Ambiorige si era diretto con pochi cavalieri. Dispose infine che le colonne avrebbero dovuto riunirsi tutte sette giorni dopo, ancora ad Atuatuca.
Cesare aveva in mente non solo di catturare il capo degli Eburoni, ma anche di sterminarli tutti, vendetta per le quindici sue coorti massacrate a tradimento nel corso dell'inverno precedente. La difficoltà del generale romano era riuscire a scovarli, poiché l'essersi dispersi e rifugiati ovunque nelle foreste e nelle paludi offriva loro qualche speranza di difesa o salvezza. Il proconsole romano inviò ambasciatori a tutte le genti della regione affinché, con la promessa di un ricco bottino, fossero gli stessi Galli a rischiare la vita in quei luoghi angusti (e non i suoi legionari) ed a cancellare completamente il popolo degli Eburoni.

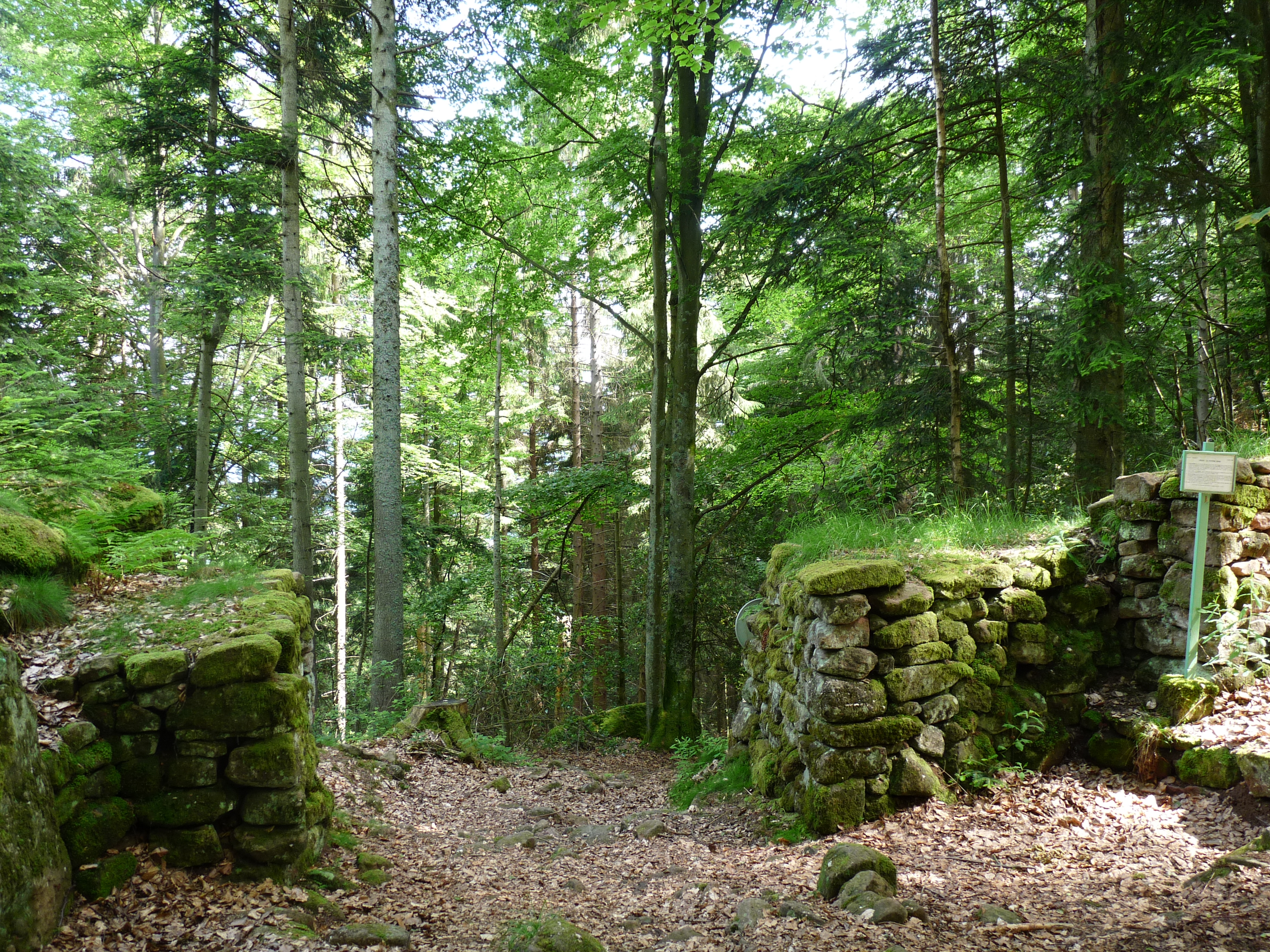
Un tipico esempio di villaggio gallico, cinto da mura a difesa dei suoi abitanti.

Il massacro ebbe inizio poco dopo, poiché una grande moltitudine di Galli si radunò rapidamente nei loro territori. Parteciparono alle operazioni anche i Germani Sigambri che, una volta attraversato il Reno con duemila cavalieri, entrarono nel territorio degli Eburoni e si impadronirono di una grande quantità di bestiame. Informati però che presso Atuatuca solo un'esigua guarnigione era stata lasciata a guardia dell'enorme bottino fatto da Cesare nel corso di quegli anni, decisero di recarsi con grande velocità in questa località per impadronirsene prima del ritorno del proconsole.
Cicerone, il legato rimasto a guardia di Atuatuca, dopo aver atteso il ritorno di Cesare per sette giorni e non vedendolo tornare, decise di inviare cinque coorti a mietere frumento. Ma proprio quel giorno i legionari romani, intenti a fare raccolto, furono intercettati dalla cavalleria dei Sigambri. Nello scontro che ne seguì, nel tentativo di riguadagnare il forte romano, due delle cinque coorti furono massacrate. Gli assalti che si susseguirono al castrum romano furono drammatici; perfino i feriti romani furono costretti ad imbracciare le armi e a partecipare alla difesa disperata, che riuscì a respingere l'assalto nemico. Alla fine i Germani, persa la speranza di espugnare il forte e forse venuti a conoscenza dell'imminente ritorno del proconsole, si ritirarono oltre il Reno.
Alla fine dell'estate Cesare era riuscito a devastare interamente il Paese degli Eburoni:
(Cesare, De bello gallico, VI, 43.)
Con la fine dell'estate Cesare ricondusse l'esercito a Durocortorum, tra i Remi. Qui convocò un'assemblea affinché conducesse un'inchiesta sulla congiura promossa da Senoni e Carnuti. Dopo la conclusione delle indagini, fece prima flagellare e poi decapitare il capo ribelle, Accone, quale monito per tutti i Galli. Sciolta l'assemblea e provveduto al frumento necessario per l'inverno, collocò due legioni al confine con i Treveri, due nel Paese dei Lingoni e le sei restanti ad Agendico, tra i Senoni, prima di far ritorno in Italia come sua abitudine.

### Anno 52: la rivolta di Vercingetorige
L'ultimo atto delle guerre galliche fu rappresentato dalla rivolta scoppiata nel 52 a.C. e guidata dal re degli Arverni, Vercingetorige, attorno al quale si strinsero i popoli della Gallia centrale, a eccezione dei Lingoni e dei Remi. Anche gli Edui, da sempre alleati dei Romani, si schierarono contro Cesare, che si trovò così ad affrontare un nemico temibile sia per la consistenza numerica del suo esercito, sia per la disciplina che Vercingetorige seppe impartirgli (anche grazie al fatto di aver servito, per un certo periodo, nella cavalleria alleata di Roma).

#### L'inizio della rivolta e la distruzione di Avarico
Cesare, che ancora si trovava nella Gallia Cisalpina (a Ravenna) per arruolare nuovi legionari da portare con lui in Gallia per completare le file delle legioni decimate dalla guerra dell'ultimo anno, venne a sapere di nuove agitazioni tra i Galli. I principi delle tribù si erano, infatti, accordati durante l'inverno per mettere in atto un piano che prima di tutto impedisse al proconsole di ricongiungersi al suo esercito, ed in secondo luogo per attuare la tattica dell'anno precedente, attaccando separatamente tutti i campi base delle legioni romane. I Galli, infine, sostenevano che:
(Cesare, De bello gallico, VII, 1.)

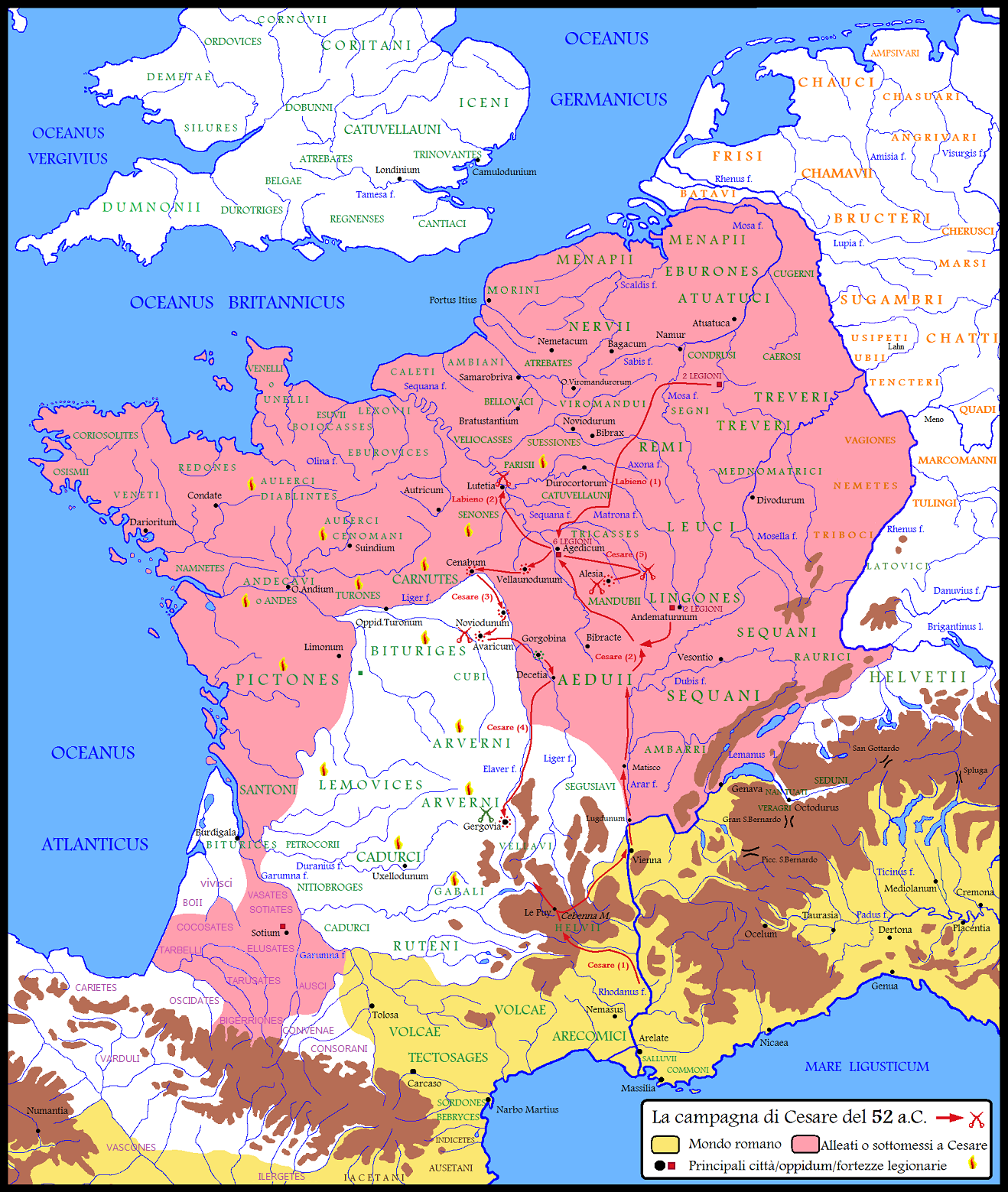
La campagna decisiva di Cesare del 52 a.C. contro le forze alleate dei Galli di Vercingetorige.

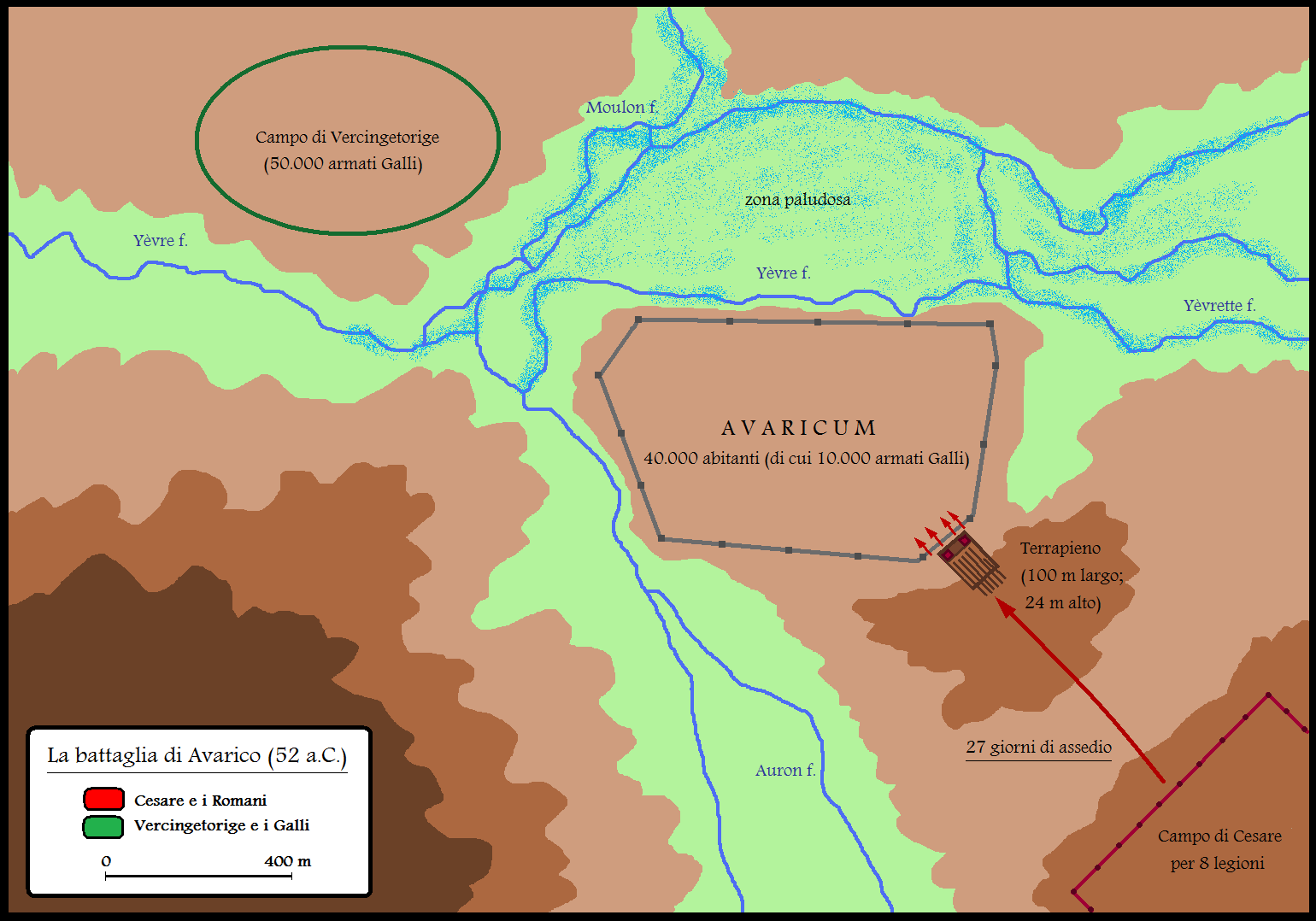
La mappa dell'assedio di Avarico del 52 a.C.

Furono i Carnuti a dare il via alla rivolta, guidati da Cotuato e Conconnetodunno («due scellerati», nelle parole di Cesare). Essi si radunarono a Cenabo e qui uccisero tutti i cittadini romani che vi dimoravano, esercitando il commercio in quelle regioni. Rapidamente la notizia giunse in ogni angolo della Gallia, compreso il Paese degli Arverni dove Vercingetorige, figlio del nobile Celtillo (un tempo principe di questo popolo), sebbene ancora giovane, infiammò gli animi di una parte della popolazione. Ma se in un primo momento alcuni capi di questa tribù si opposero al suo desiderio di muovere guerra ai Romani e lo cacciarono da Gergovia, capitale degli Arverni, Vercingetorige, non rinunciando a questa sua idea, arruolò nelle campagne circostanti un numero di armati sufficienti a rovesciare il potere nella sua tribù ed a farsi proclamare re.
La mossa successiva fu quella di inviare messi a tutte le popolazioni limitrofe, per trovare nuovi alleati per il tentativo di liberare definitivamente la Gallia dal giogo romano. In breve tempo riuscì a legare a sé Senoni, Parisi, Pictoni, Cadurci, Turoni, Aulerci, Lemovici, Andi e tutte le tribù che abitavano la costa atlantica.
(Cesare, De bello gallico, VII, 4.)
Riunito rapidamente un esercito, Vercingetorige decise di inviare il cadurco Lucterio nel Paese dei Ruteni con una parte delle truppe, mentre egli stesso si diresse nel territorio dei Biturigi. I vicini Edui, di cui i Biturigi erano popolo cliente, dopo aver inviato in soccorso al popolo alleato alcuni reparti di cavalleria e fanteria preferirono non passare il fiume Loira per paura di essere traditi, sospettando fossero divenuti ora alleati degli Arverni, come del resto sarebbe accaduto da lì a poco.
Nel frattempo Cesare, venuto a conoscenza dei piani di Vercingetorige e delle nuove alleanze che Lucterio era riuscito ad ottenere con Ruteni, Nitiobrogi e Gabali, si affrettò a raggiungere la Gallia Narbonense. Giunto nella provincia, dispose presidi armati tra i Ruteni stessi, i Volci Arecomici, i Tolosati e nei dintorni della capitale, Narbona (tutti luoghi che confinavano con i territori del nemico). Ordinò, infine, che la parte rimanente delle truppe di stanza nella provincia, unitamente alle coorti dei complementi che aveva arruolato durante l'inverno in Italia e condotto con sé, fossero riuniti nel Paese degli Elvi, che confinavano con gli Arverni.
Lucterio, venuto a conoscenza delle mosse del proconsole romano, decise di ritirarsi, mentre Cesare, al contrario, passò al contrattacco attraversando la catena delle Cevenne, dove i passi, in quel periodo dell'anno, erano ricoperti da uno strato altissimo di neve:
(Cesare, De bello gallico, VII, 8.)
A questa notizia Vercingetorige fu costretto a rientrare dal Paese dei Biturigi ed a far ritorno in quello degli Arverni. Cesare, che aveva previsto questa mossa, dopo soli due giorni lasciò al comando delle truppe provinciali Decimo Giunio Bruto Albino e si recò a marce forzate, via Vienne lungo il Rodano, nel Paese dei Lingoni dove svernavano due legioni.
(Cesare, De bello gallico, VII, 9.)
Radunato l'esercito, Cesare invitò gli Edui a fornirgli le necessarie vettovaglie per la nuova campagna. Una volta avvertiti i Boi che presto li avrebbe raggiunti, affinché resistessero all'assedio di Vercingetorige, si mise in marcia a capo di otto legioni, mentre le rimanenti due le lasciò ad Agendicum con l'intero bagaglio. Lungo il percorso pose sotto assedio ed occupò, una ad una, le città di Vellaunodunum (dei Senoni), di Cenabum (capitale dei Carnuti) e di Noviodunum dei Biturigi - l'odierna Nouan-le-Fuzelier).

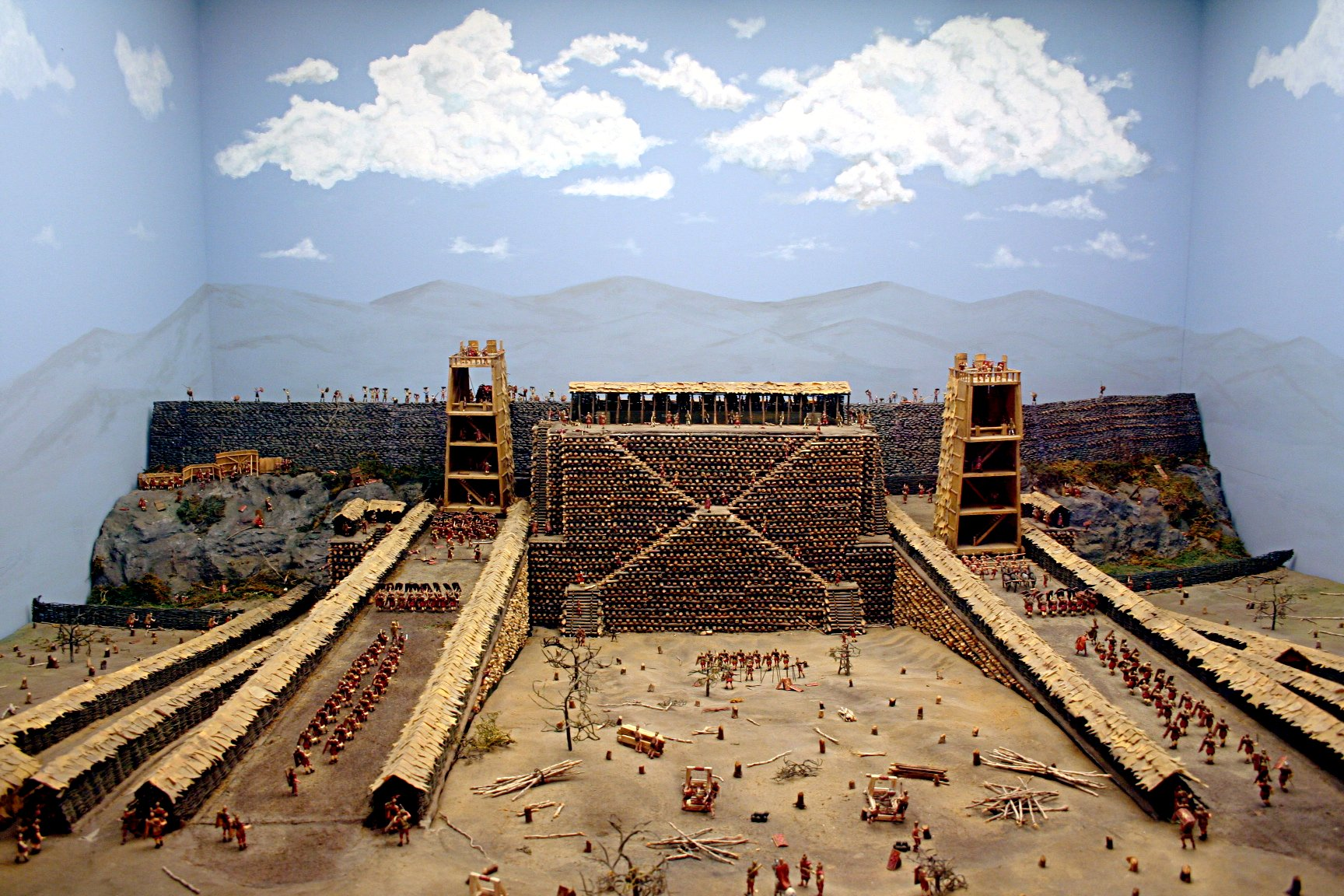
Diorama ricostruttivo dell'assedio di Avarico.

Quando Vercingetorige venne a conoscenza dell'arrivo di Cesare, tolse l'assedio da Gorgobina e si mise in marcia per affrontarlo. Il proconsole romano, frattanto, dopo aver fatto bottino nelle tre città appena conquistate, mosse verso la città più grande dei Biturigi: Avaricum. Cesare confidava che, qualora fosse riuscito a conquistare una fra le città meglio fortificate e più ricche dell'intera Gallia, questo successo gli avrebbe garantito la piena sottomissione dell'intero popolo dei Biturigi.

La città fu posta sotto assedio dai Romani con opere di imponente ingegneria militare. Dopo 27 giorni di estenuante assedio anche l'oppidum dei Biturigi capitolò. Vercingetorige, benché avesse un esercito più numeroso di quello di Cesare, si sottrasse allo scontro in campo aperto. La sua strategia (una guerriglia continua e di blocco dei rifornimenti ai Romani, mentre questi erano impegnati nell'assedio) non ebbe però successo: non solo perse l'occasione per impegnare il nemico in un territorio a lui favorevole, ma assistette al massacro finale dell'intera popolazione, una volta conquistata la città dai Romani. Quarantamila abitanti furono massacrati e se ne salvarono solo ottocento. Questa dura repressione rese però ancor più determinati i ribelli ed estese l'alleanza anticesariana a nuove nazioni della Gallia. Vercingetorige era riuscito, infatti, a coalizzarne di nuove ed a chiedere a ciascuna di loro un determinato numero di armati, tra cui numerosi arcieri:
(Cesare, De bello gallico, VII, 29.6.)
Cesare, dopo aver portato a termine l'occupazione dell'ultimo baluardo dei Biturigi, insieme alle altre tre importanti città della Gallia centrale, decise di fermarsi per alcuni giorni ad Avarico per rifocillare le truppe, avendo trovato nella capitale dei Biturigi abbondanza di frumento ed altre vettovaglie.

#### L'inutile vittoria di Vercingetorige a Gergovia

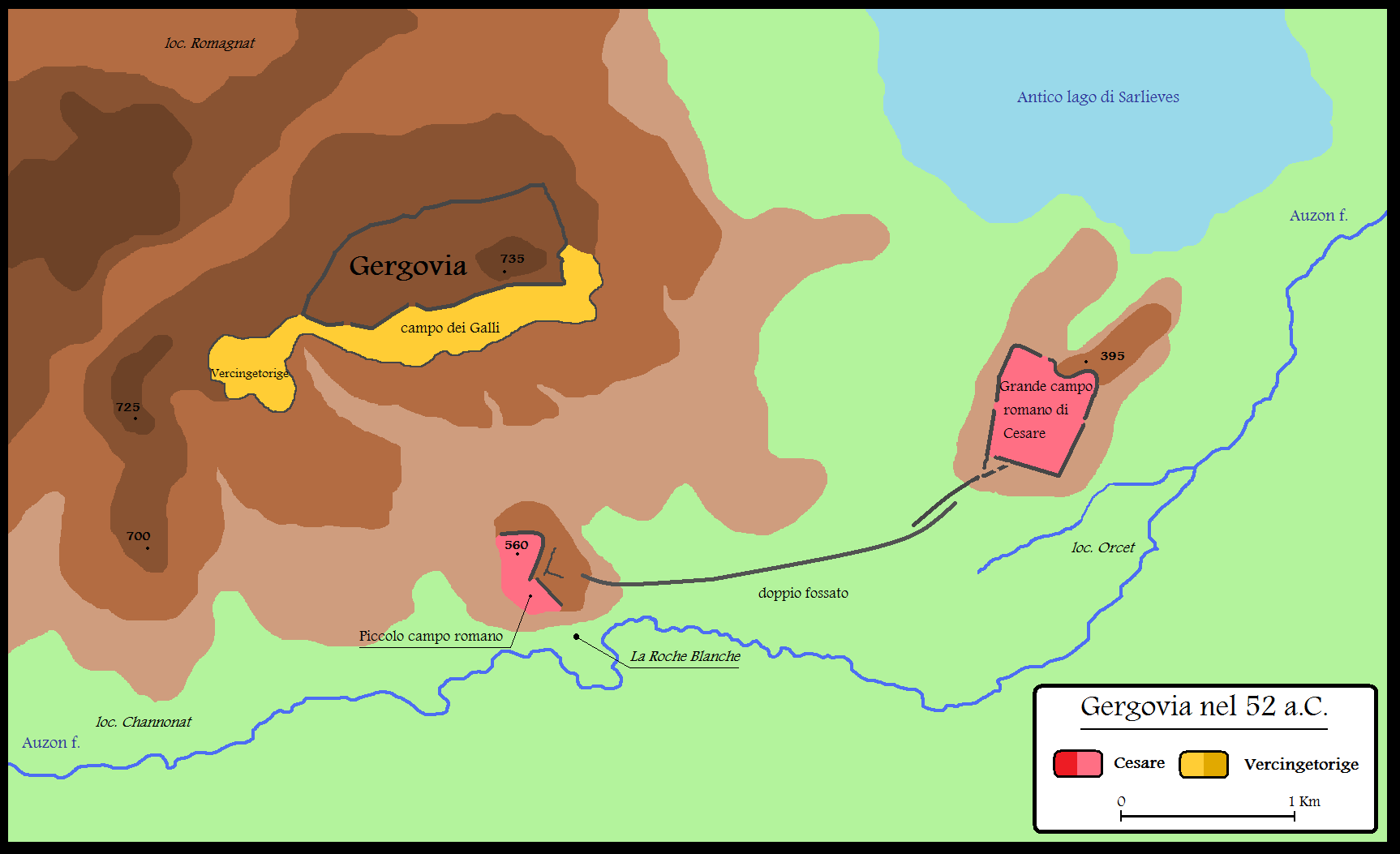
La città di Gergovia nel 52 a.C.

Con la fine dell'inverno (primi di aprile), Cesare era deciso a riprendere la campagna militare per condurre a termine in modo definitivo l'occupazione dell'intera Gallia, quando venne a conoscenza di alcuni dissidi interni sorti nell'alleata popolazione degli Edui. La situazione era assai critica e necessitava di un intervento del proconsole romano per evitare una guerra civile tra due fazioni opposte. Cesare racconta che, quell'anno, erano stati creati, contrariamente alla normale tradizione di questo popolo, non uno ma due magistrati supremi con potere regale: Convittolitave e Coto. Questa doppia magistratura aveva determinato che l'intero popolo fosse in armi, il senato fosse diviso, il popolo pure, e ciascuno dei due contendenti avesse propri clienti.
Cesare, pur reputando svantaggioso sospendere le operazioni militari ed allontanarsi dal nemico, non poteva di certo ignorare che uno dei principali popoli a lui alleati, e fondamentali per il prosieguo della guerra (anche in termini di armati forniti e di vettovaglie) fosse sull'orlo di una guerra civile. Decise pertanto di recarsi personalmente presso gli Edui e di convocare il loro senato presso Decezia. Una volta valutata la situazione, costrinse Coto a deporre il potere, affidandolo interamente nelle mani di Convittolitave; emessa la sentenza li esortò a spedirgli rapidamente tutta la cavalleria e diecimila fanti, con i quali intendeva istituire alcune guarnigioni a protezione del vettovagliamento.

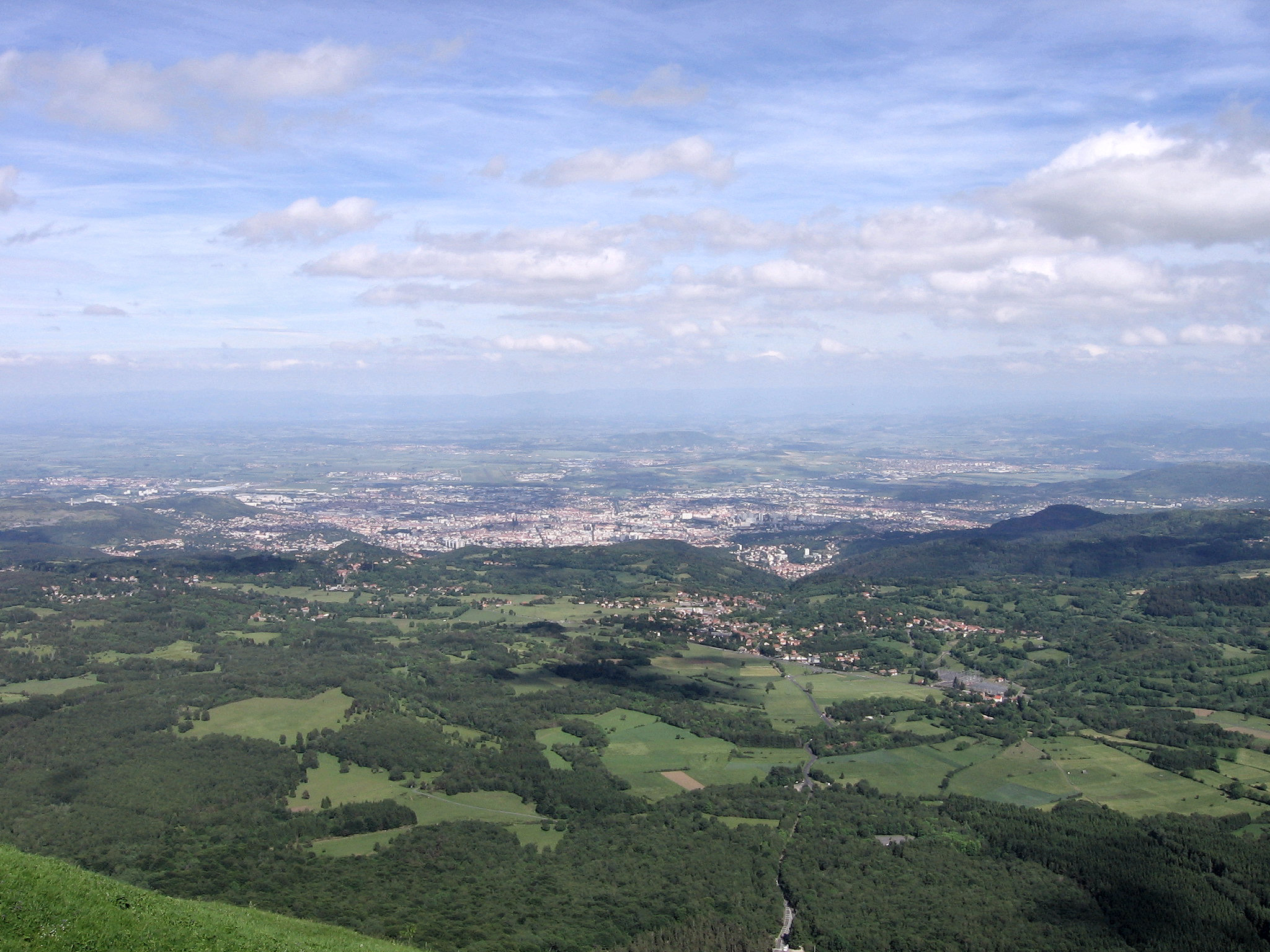
Il panorama attuale, visto dall'alto della rocca di Gergovia, dove si accamparono le legioni di Gaio Giulio Cesare.

Divise, infine, l'esercito in due parti: a Tito Labieno lasciò quattro legioni, inviandolo a nord per sopprimere la rivolta di Senoni e Parisi; a sé stesso riservò le rimanenti sei legioni e puntò verso sud, seguendo il fiume Elaver, verso la capitale arverna: Gergovia (le cui rovine sorgono nei pressi di Clermont-Ferrand). Alla notizia dell'avanzata di Cesare, Vercingetorige abbatté tutti i ponti di quel fiume e si mise in marcia lungo la sponda opposta. Intanto aveva guadagnato alla sua causa anche gli Edui, da sempre alleati di Cesare. Il proconsole fu così costretto a ritirarsi provvisoriamente da Gergovia per riprendere il controllo degli Edui; dopodiché si ripresentò sotto le mura della capitale degli Arverni. Qui fu sconfitto, anche se di misura, e per i due giorni successivi schierò le truppe in modo da attrarre il capo gallico alla battaglia finale, quella che avrebbe sancito definitivamente le sorti della guerra in Gallia. Ma Vercingetorige, pur avendo appena ottenuto quel piccolo successo, non ingaggiò battaglia, temendo la tattica romana e le capacità militari del suo avversario.

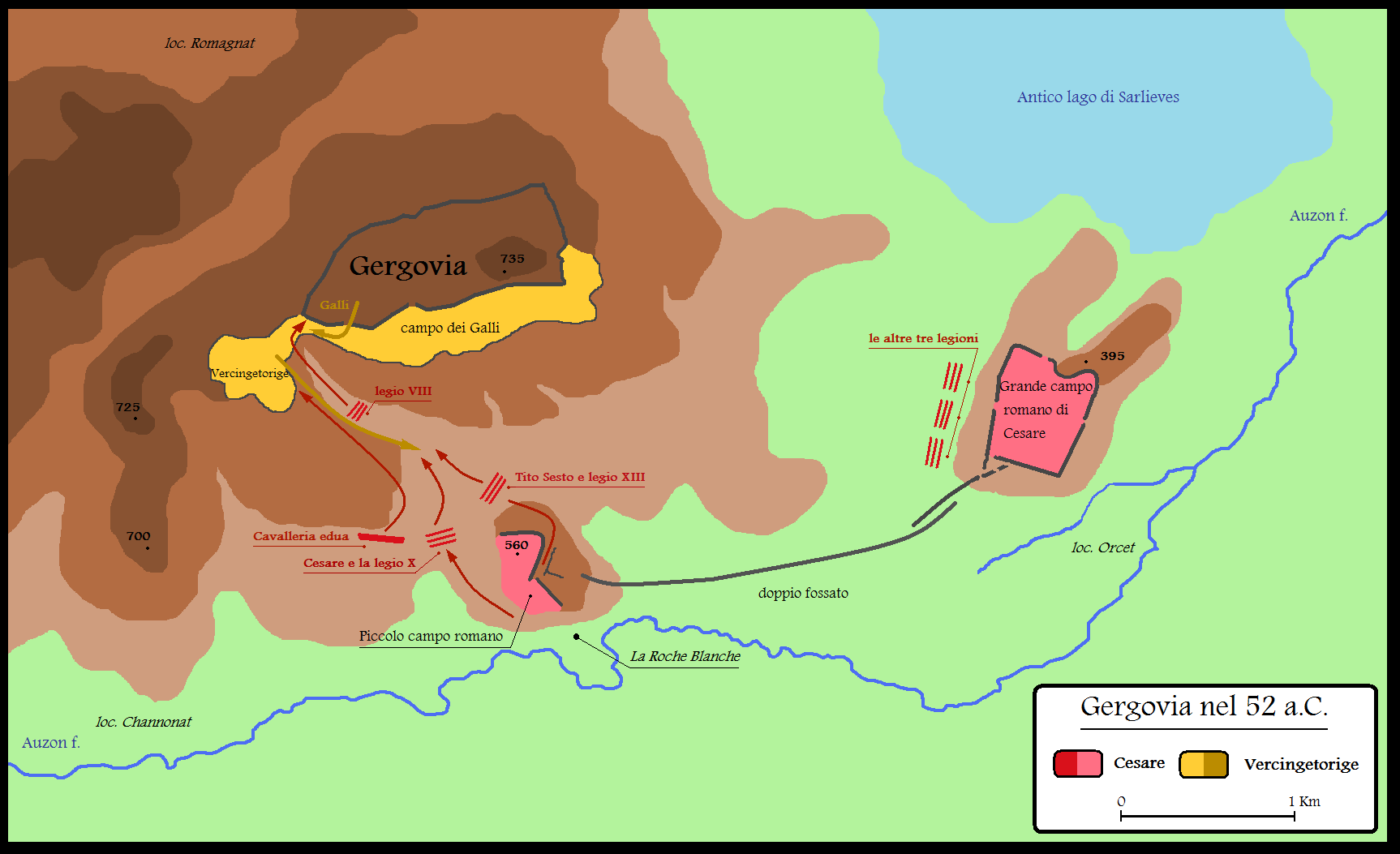
Le fasi dell'attacco romano fin sotto le mura di Gergovia e la controffensiva gallica.

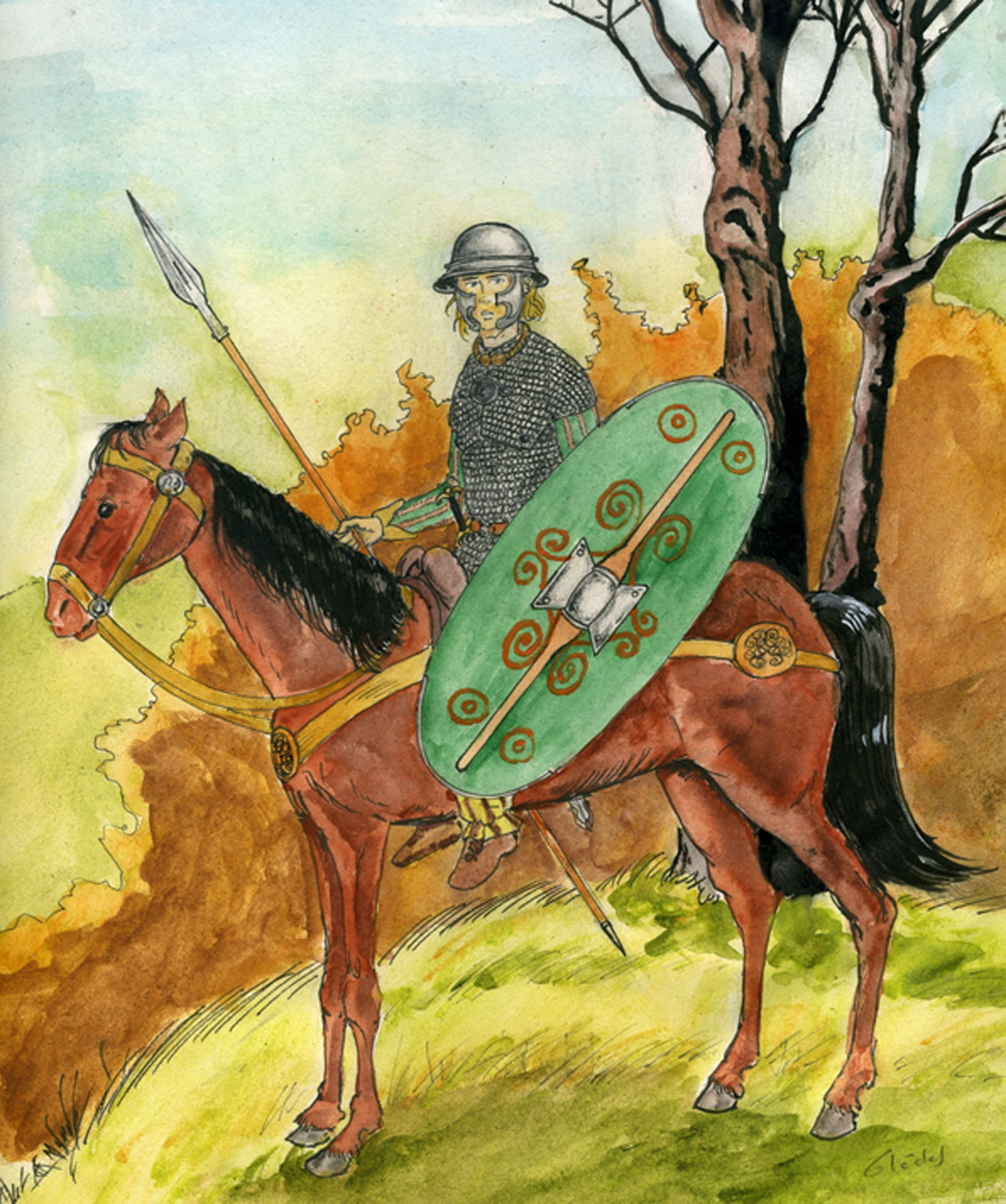
Cavaliere celta del I secolo a.C.

Al termine di quei due giorni il proconsole decise di togliere l'assedio e di ricongiungersi con le quattro legioni che aveva lasciato presso i Parisi sotto il comando di Labieno: riteneva necessario compattare le forze ed affrontare il nemico prima che il malcontento si diffondesse all'intera Gallia. Gli stessi Edui si erano ribellati nuovamente, quando dall'assedio di Gergovia ritornarono Viridomaro ed Eporedorige: questi avevano contribuito a sobillare il popolo ed a massacrare numerosi cittadini romani a tradimento, cominciando poi, per il timore di una rappresaglia del proconsole romano, ad arruolare dalle regioni confinanti nuove truppe e a disporre presidi e corpi di guardia sulle rive della Loira per fermare il proconsole romano. Cesare, ormai sapeva di non poter più contare su alcun alleato in Gallia (salvo Lingoni e Remi): doveva ricongiungersi a Labieno nel tentativo di ottenere uno scontro risolutivo contro Vercingetorige. Sarebbe comunque stato in una situazione di grande inferiorità numerica e avrebbe potuto far affidamento solo sul suo genio militare e sulla miglior disciplina dell'esercito romano.
Nel frattempo Labieno, partito da Agendico per Lutezia, riuscì non solo a battere una coalizione di popolazioni a nord della Loira, comandate dall'aulerca Camulogeno, ma anche a ricongiungersi con Cesare, sfuggendo ai tentativi di accerchiamento condotti prima dai Bellovaci, anch'essi ribellatisi al dominio romano, e poi dagli Edui.
Mentre i Romani erano riusciti a ricongiungersi, Vercingetorige aveva ricevuto ufficialmente il comando supremo nella capitale edua di Bibracte nel corso di una dieta pangallica, a cui non parteciparono però Treveri, Remi e Lingoni (questi ultimi due popoli ancora alleati di Cesare), che avevano deciso di non aderire alla rivolta.
(Cesare, De bello gallico, VII, 64-65.)
Cesare, unitosi a Labieno e alle sue legioni ad Agedinco, decise di riparare presso i vicini ed alleati Lingoni, rafforzando le sue truppe con reparti di cavalleria germanica mercenaria (era il secondo squadrone che il generale romano arruolava nel corso della guerra). Riprese, infine, la strada verso sud in direzione della Gallia Narbonense, ma a nord-est di Digione le legioni (che probabilmente erano undici) furono attaccate dall'armata di Vercingetorige (fine settembre del 52 a.C.). L'attacco della cavalleria gallica fu però respinto dalle legioni romane in marcia e dalla cavalleria germanica. La fiducia dei ribelli vacillò e Vercingetorige decise di riparare con il suo esercito ad Alesia. Qui, una volta raggiunto da Cesare, fu posto sotto assedio senza più alcuna possibilità di scampo.

#### La fine della rivolta: la resa di Vercingetorige ad Alesia

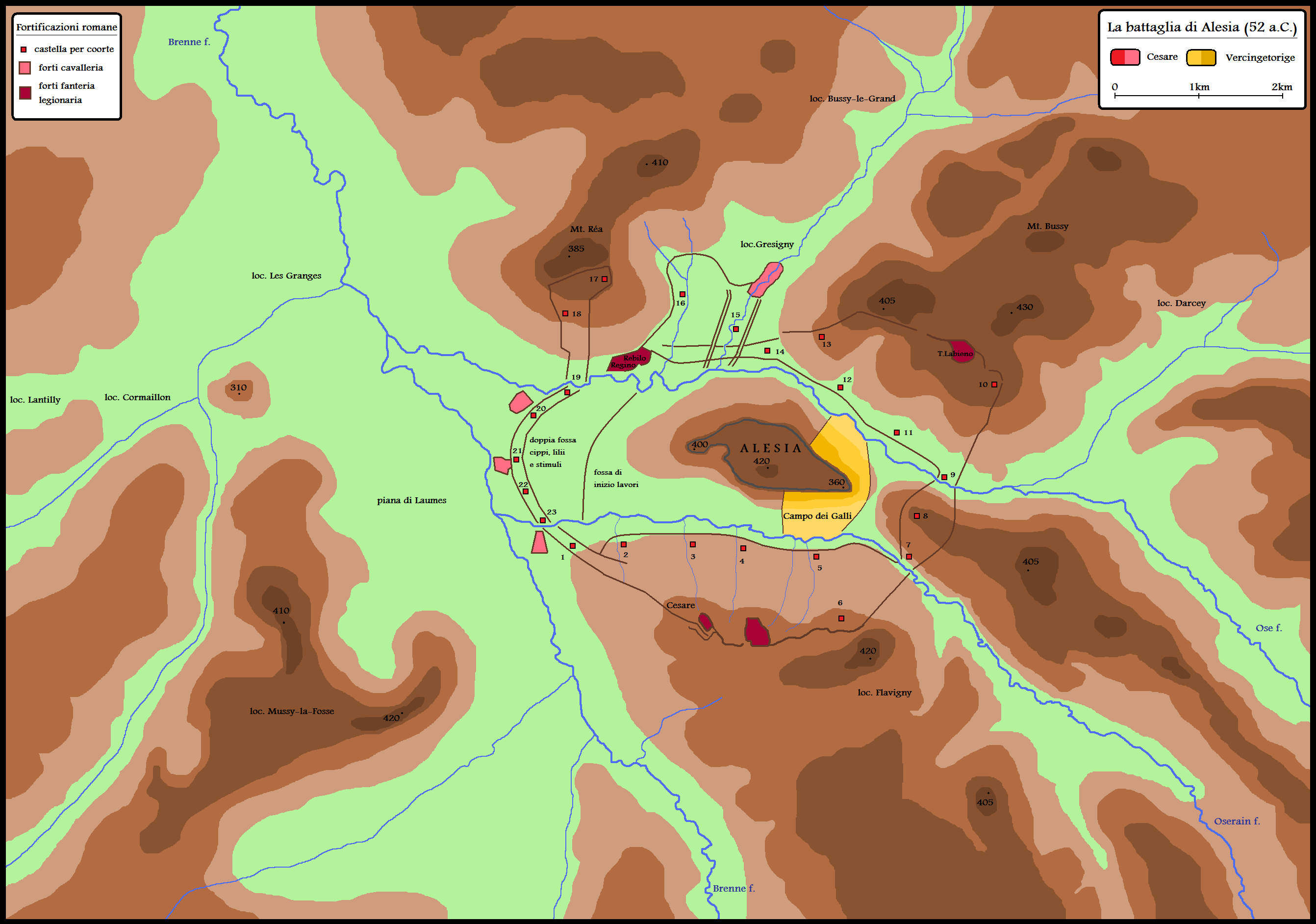
Le fortificazioni costruite da Cesare ad Alesia, nell'ipotesi della locazione della battaglia presso Alise-sainte-Reine (52 a.C.).

Cesare piombò su Alesia e la cinse d'assedio: fece costruire un anello di fortificazioni lungo sedici chilometri tutto intorno all'oppidum nemico ed, all'esterno di questo, un altro di ventun chilometri circa, in previsione di un possibile attacco alle spalle. Le opere d'assedio di Cesare comprendevano così due valli (uno interno ed uno esterno), fossati pieni d'acqua, trappole, palizzate, quasi un migliaio di torri di guardia a tre piani (a 25 metri circa, l'una dall'altra), ventitré fortini (occupati ciascuno da una coorte legionaria, nei quali di giorno erano posti dei corpi di guardia perché i nemici non facessero improvvise sortite, mentre di notte erano tenuti da sentinelle e da solidi presidi), quattro grandi campi per le legioni (due per ciascun castrum) e quattro campi per la cavalleria (legionaria, ausiliaria e germanica), posti in luoghi idonei.
Dopo circa un mese di lungo e logorante assedio, giunse lungo il fronte esterno delle fortificazioni romane un potente esercito gallico di circa 240000 armati ed 8000 cavalieri, giunto in aiuto degli assediati.
(Cesare, De bello gallico, VII, 75.)

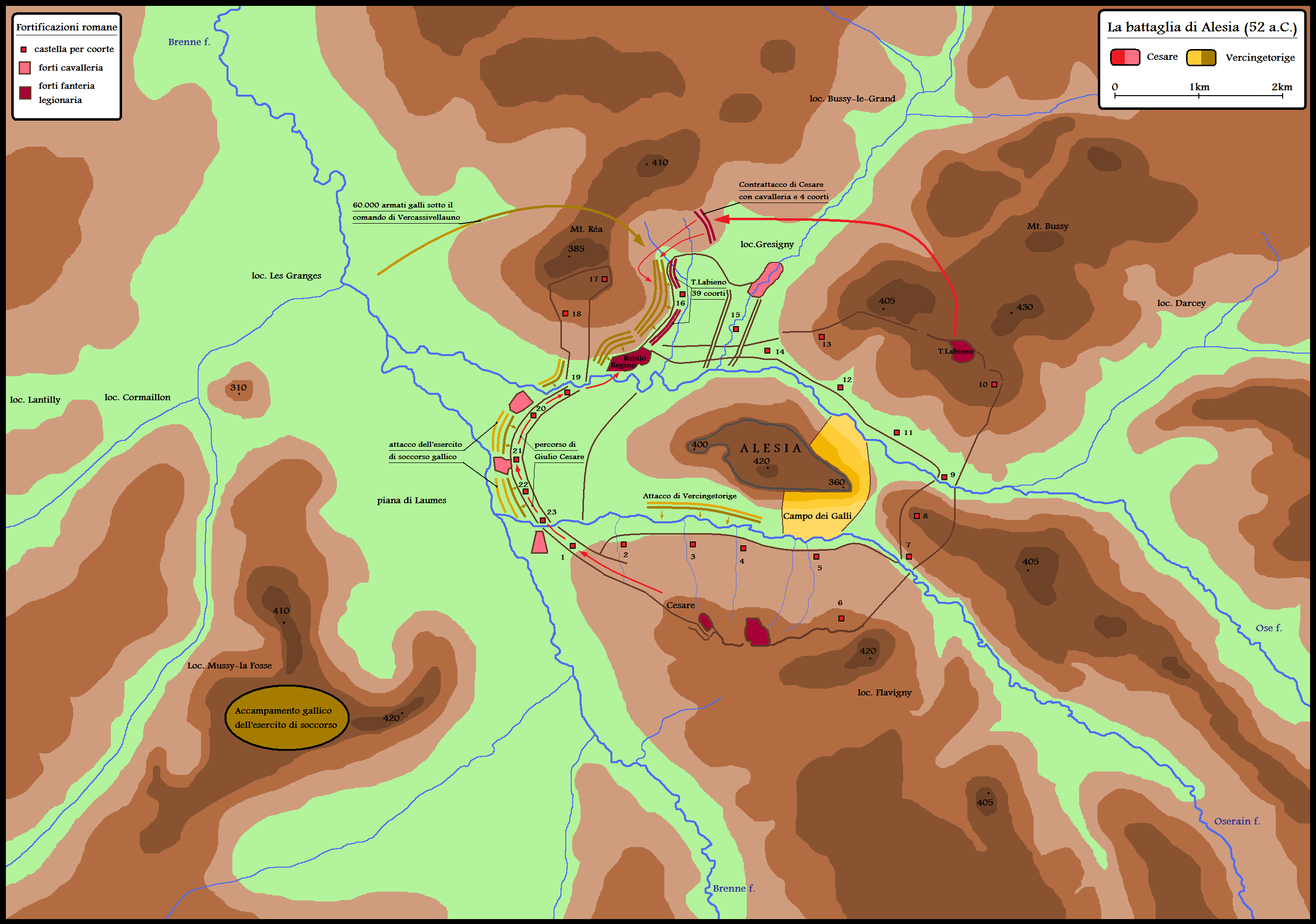
I momenti salienti della fase finale della battaglia di Alesia.

Al comando di questo immenso esercito di soccorso furono posti: l'atrebate Commio, gli Edui Viridomaro ed Eporedorige, e l'arverno Vercassivellauno, cugino di Vercingetorige.

La resa di Vercingetorige secondo Lionel-Noël Roynner (1899).

Per quattro giorni le legioni cesariane resistettero agli attacchi combinati dei Galli di Alesia e dell'esercito accorrente. Il quarto giorno, questi ultimi riuscirono ad aprire una breccia nell'anello esterno, ma furono respinti grazie all'accorrere prima del legato Labieno, poi dello stesso Cesare, il quale riuscì a rintuzzare l'attacco nemico al comando della cavalleria germanica e delle truppe di riserva raccolte lungo il percorso. Il nemico gallico fu accerchiato, con un'abile manovra esterna. Era la fine del sogno di libertà della Gallia; Vercingetorige si consegnò al proconsole romano.
La fine di Alesia fu il termine della resistenza delle tribù della Gallia. I soldati di Alesia, così come i sopravvissuti dell'esercito di soccorso, furono fatti prigionieri. In parte furono venduti come schiavi ed in parte ceduti come bottino di guerra ai legionari di Cesare, ad eccezione dei membri facenti parte delle tribù Edui e degli Arverni che furono liberati e perdonati per salvaguardare l'alleanza di queste importanti tribù con Roma.

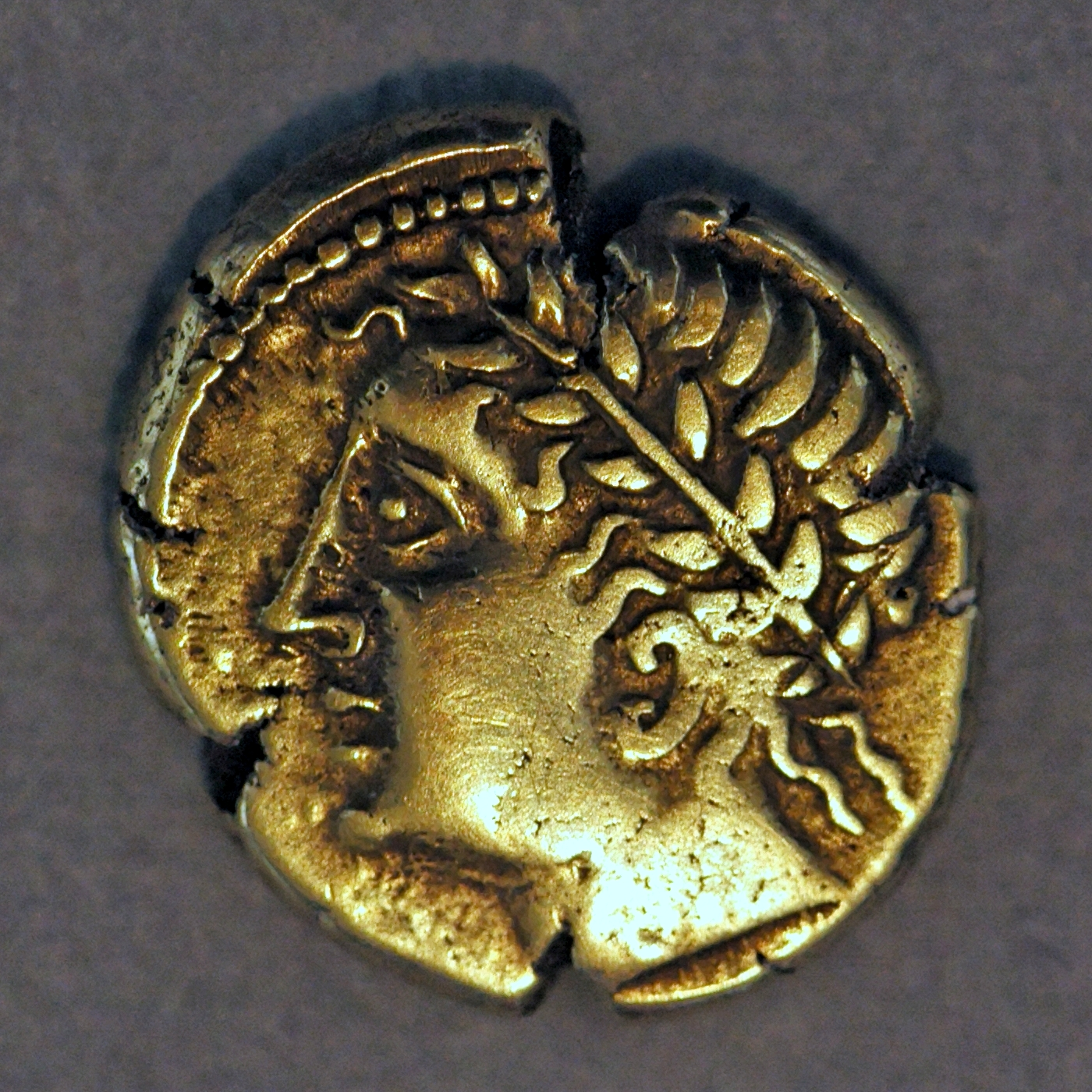
Moneta raffigurante Vercingetorige.

Dopo la vittoria, il Senato decretò venti giorni di festa in onore del proconsole, mentre Vercingetorige fu mantenuto in vita nei sei anni successivi, in attesa di essere esibito nella sfilata di trionfo di Cesare. E, come era tradizione per i comandanti nemici catturati, alla fine della processione trionfale fu rinchiuso nel Carcere Mamertino e strangolato.
Al termine di questo settimo anno di guerra, Cesare, dopo aver raccolto la resa della nazione degli Edui, dispone per l'inverno del 52-51 a.C. le undici legioni come segue: le legioni VII, XV e la cavalleria con Tito Labieno ed il suo luogotenente, Marco Sempronio Rutilo, tra i Sequani a Vesontio; la legione VIII con il legato Gaio Fabio e la VIIII con il legato Lucio Minucio Basilo presso i Remi (probabilmente nei pressi di Durocortorum e Bibrax), per proteggerli dai vicini Bellovaci ancora in rivolta; la legione XI con Gaio Antistio Regino tra gli Ambivareti; la legione XIII con Tito Sextio tra i Biturigi (probabilmente a Cenabum); la legione I con Gaio Caninio Rebilo tra i Ruteni; la legione VI con Quinto Tullio Cicerone a Matisco e la XIIII con il legato Publio Sulpicio a Cabillonum presso gli Edui. Egli stesso fissò il suo quartier generale a Bibracte e vi si recò con le legioni X e XII.

### Anni 51-50 a.C.: ultime rivolte in Gallia

#### Campagne contro i Biturigi e i Bellovaci

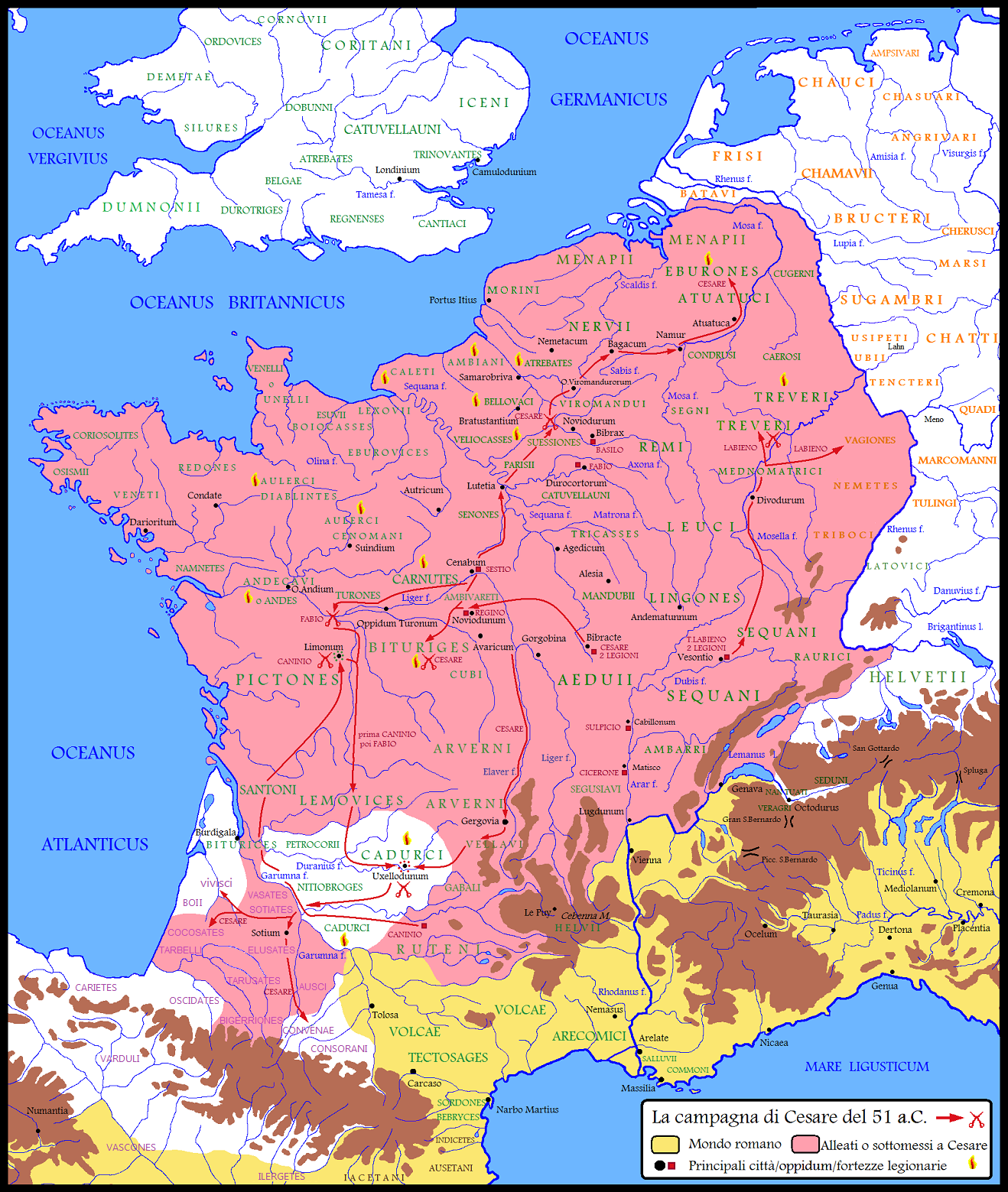
La campagna finale di Cesare del 51 a.C., e la definitiva sottomissione dell'intera Gallia.

Sconfitto definitivamente Vercingetorige, Cesare sperava di poter far finalmente riposare le truppe, che avevano combattuto incessantemente per sette anni. Invece venne a sapere che diversi popoli stavano rinnovando i piani di guerra e stringendo alleanze tra di loro, con l'intento di attaccare contemporaneamente e da più parti i Romani. L'obiettivo era quello di costringere il proconsole a dividere le sue forze, nella speranza di poterlo finalmente battere. Il generale romano decise, però, di muovere con grande tempestività, anticipando i piani dei rivoltosi, contro i Biturigi. Questi, sorpresi dalla rapidità con cui era stata condotta questa nuova campagna, furono fatti prigionieri a migliaia. Cesare ottenne così la loro definitiva sottomissione, costringendo anche molte delle popolazioni limitrofe a desistere dai loro piani di ribellione.
I Biturigi, ormai sottomessi al dominio romano, chiesero aiuto a Cesare contro i vicini Carnuti, lamentandone continui attacchi da parte loro. Il proconsole mosse con altrettanta rapidità contro questo popolo, che alla notizia dell'arrivo dei Romani si diede alla fuga.
Frattanto i Bellovaci, superiori a tutti i Galli e ai Belgi quanto a gloria militare, e i popoli limitrofi stavano radunando in un solo luogo gli eserciti (sotto la guida del bellovaco Correo e dell'atrebate Commio), per poi attaccare in massa le terre dei Suessioni, vassalli dei Remi.
Cesare richiamò dal campo invernale l'undicesima legione; inviò quindi una lettera a Gaio Fabio, affinché conducesse nei territori dei Suessioni le due legioni che aveva ai suoi ordini. A Labieno, infine, richiese una delle due legioni di cui disponeva. Puntò quindi sui Bellovaci, stabilendo il campo nei loro territori e compiendo rastrellamenti con squadroni di cavalleria in tutta la zona, al fine di catturare prigionieri che lo mettessero al corrente dei piani nemici. Cesare venne così a sapere che tutti i Bellovaci in grado di portare armi si erano radunati in un solo luogo, insieme anche agli Ambiani, agli Aulerci, ai Caleti, ai Veliocassi e agli Atrebati. I rivoltosi avevano scelto per accamparsi una località d'altura, in una selva circondata da una palude, e avevano ammassato tutti i bagagli nei boschi alle spalle. Tra i capi dei ribelli, il più ascoltato era Correo, noto per il suo odio mortale verso Roma.
Cesare marciò contro i nemici. Dopo alcuni giorni di attesa e scaramucce, i due eserciti vennero allo scontro (nei pressi dell'attuale Compiègne lungo il fiume Axona) e i Romani misero in rotta il nemico, facendone strage: lo stesso Correo morì in battaglia. I pochi superstiti vennero accolti dai Bellovaci e da altri popoli, che decisero di consegnare ostaggi al proconsole. Cesare accettò la resa di nemici. Di fronte a ciò, l'atrebate Commio riparò presso le genti germaniche dalle quali aveva ricevuto rinforzi: la paura gli impediva infatti di mettere la propria vita nelle mani di altri. L'anno precedente, infatti, mentre Cesare si trovava nella Gallia Cisalpina per amministrare la giustizia, Tito Labieno, avendo saputo che Commio sobillava i popoli e promuoveva una coalizione anti-romana, aveva cercato di assassinare il gallo, attirandolo con il pretesto di un abboccamento. L'agguato però fallì e Commio, sebbene ferito gravemente, era riuscito a salvarsi. Da allora, aveva deciso che mai si sarebbe incontrato con un romano.

#### Campagna contro i Pictoni
A questo punto le truppe romane condussero varie operazioni di “pulizia”; Cesare puntò verso la regione che era appartenuta ad Ambiorige, per devastarla e far razzie.

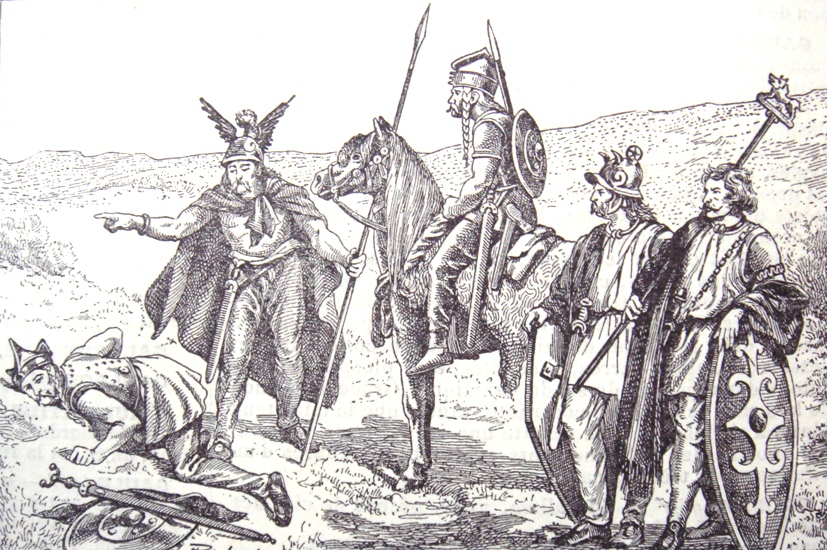
Soldati galli in un'illustrazione del Grand dictionnaire universel du XIXe siècle, 1898.

Nel frattempo, grazie al pictone Durazio (rimasto sempre fedele all'alleanza con i Romani mentre una parte del suo popolo aveva defezionato), il legato Gaio Caninio Rebilo, avvertito che un gran numero di nemici si era raccolto proprio nelle terre dei Pictoni, si diresse verso la città di Lemono (l'attuale Poitiers). Mentre stava per raggiungerla, venne a sapere che Dumnaco, capo degli Andi, stava assediando con molte migliaia di uomini le truppe di Durazio, asserragliate a Lemono. Pose allora il campo in una zona ben munita, mentre Dumnaco, avendo saputo dell'arrivo di Caninio, volse tutte le truppe contro le legioni e assaltò il campo romano. Dopo aver speso diversi giorni nell'attacco, a prezzo di gravi perdite e senza riuscire a far breccia nelle fortificazioni, Dumnaco desistette e tornò ad assediare Lemono. Intanto Gaio Fabio, dopo aver accettato la resa di parecchi popoli, mosse in soccorso di Durazio.
Dumnaco ripiegò allora con tutte le truppe, nel tentativo di attraversare un ponte sulla Loira. Tuttavia Fabio, essendo venuto a conoscenza della natura del luogo, mosse verso lo stesso ponte e ordinò alla cavalleria di precedere l'esercito. I cavalieri romani piombarono sui nemici in marcia, ne uccisero molti e si impadronirono di un ricco bottino. Eseguita con successo la missione, rientrarono al campo. La notte successiva Fabio mandò in avanscoperta la cavalieria, pronta allo scontro e a ritardare la marcia di tutto l'esercito nemico fino all'arrivo di Fabio stesso. Il prefetto della cavalleria, Quinto Azio Varo, inseguì i nemici e si scontrò duramente con loro. Mentre infuriava la battaglia, arrivarono le legioni a ranghi serrati, portando lo scompiglio tra i Galli che ruppero le righe e vennero massacrati e catturati in gran numero.

#### Campagna contro i Cadurci
Scampato al massacro con la fuga, il senone Drappete raccolse circa duemila fuggiaschi e puntò contro la Gallia Narbonense. Con lui aveva preso l'iniziativa il cadurco Lucterio, che aveva deciso di attaccare la provincia romana fin dall'inizio della rivolta. Caninio partì al loro inseguimento con due legioni, al fine di evitare le scorrerie in territorio romano. Gaio Fabio ottenne intanto la resa dei Carnuti, il cui esempio venne seguito dalle genti aremoriche: sottomesse al prestigio dei Carnuti, obbedirono senza indugio agli ordini.

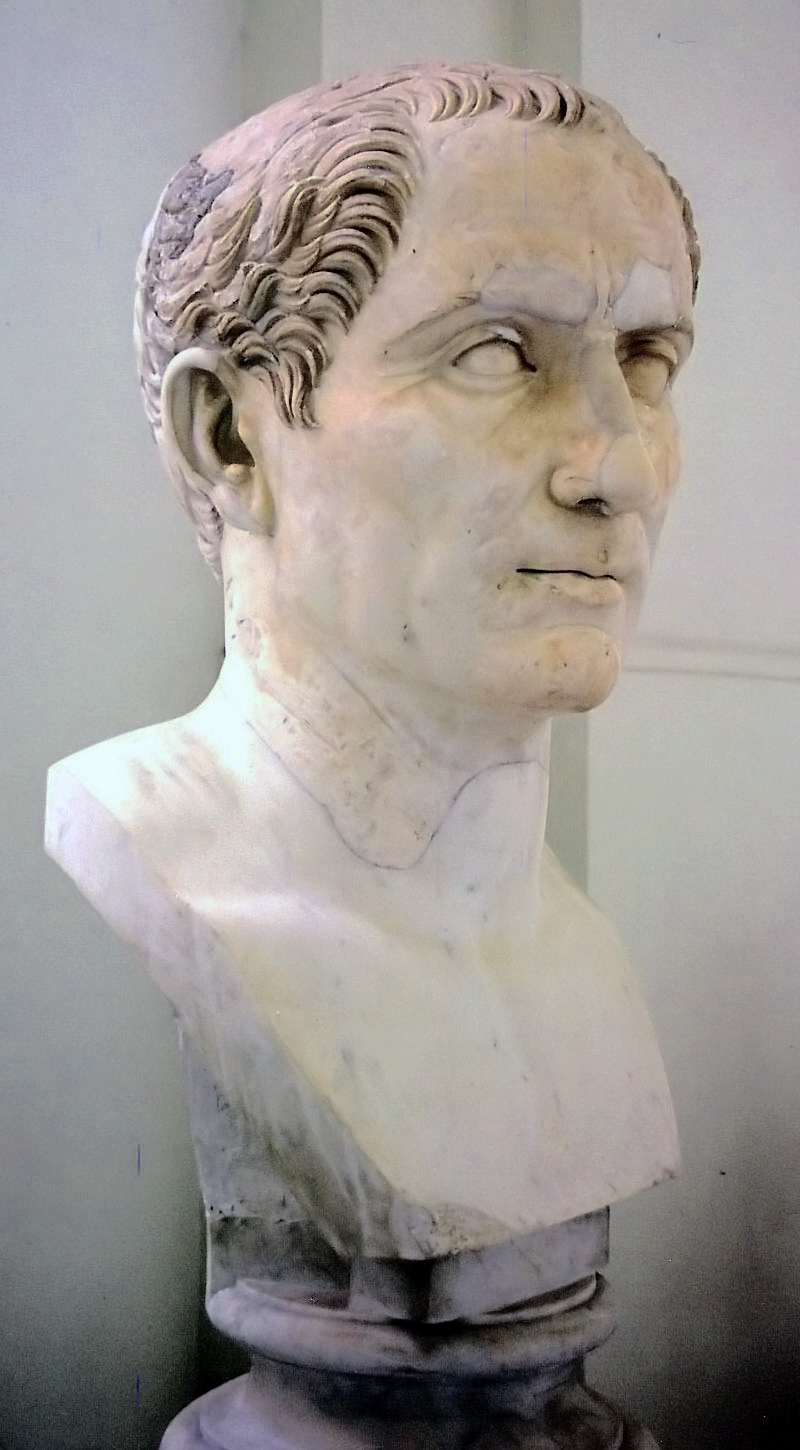
Busto di Giulio Cesare.

Drappete e Lucterio, appresa la notizia dell'arrivo di Caninio e delle sue legioni, si convinsero di non poter entrare nella provincia romana senza andar incontro a una sicura disfatta e di non avere più possibilità di spostarsi e di compiere razzie. Si fermarono quindi nei territori dei Cadurci, occupando la città di Uxelloduno (nei pressi dell'odierna collina di Puy d'Issoluben, all'epoca ben fortificata e difficile da assaltare). Raggiunta a sua volta la città, Caninio divise in tre gruppi le sue coorti e pose tre distinti campi in un luogo molto elevato. Da qui, a poco a poco, cominciò a circondare la città con una fortificazione. Lucterio e Drappete si prepararono a sostenere l'assedio compiendo una sortita notturna in cerca di vettovaglie da ammassare; di tanto in tanto attaccavano i Romani, costringendo Caninio a rallentare i lavori di fortificazione tutt'intorno alla città. Dopo essersi procurati grandi scorte di grano, Drappete e Lucterio si attestarono a circa dieci miglia dalla città: Drappete con parte delle truppe rimase al campo per difenderlo, mentre Lucterio cominciò a introdurre il grano in città. Accortisi di ciò, i Romani attaccarono il nemico, mettendolo in fuga e facendone strage. Lucterio cercò scampo con pochi dei suoi, senza neppure rientrare al campo. Caninio marciò poi contro Drappete, lo sconfisse e lo prese prigioniero. A questo punto tornò ad assediare la città. Il giorno dopo arrivò Gaio Fabio con tutte le truppe e assunse il comando delle operazioni d'assedio per un settore della città.
Intanto Cesare, lasciato Marco Antonio tra i Bellovaci con quindici coorti, visitò altri popoli, impose la consegna di nuovi ostaggi e rassicurò quelle genti in preda alla paura. Poi giunse nelle terre dei Carnuti, dove era scoppiata una nuova insurrezione, e pretese la punizione dell'istigatore della rivolta, Gutuatro; consegnato al proconsole, Gutuatro fu giustiziato. Cesare raggiunse poi a sua volta Uxelloduno e rafforzò l'assedio, ottenendo alla fine la resa della città. Per impartire una lezione a tutti i Galli, il proconsole fece mozzare le mani a chiunque avesse impugnato le armi. Lucterio venne consegnato ai Romani da Epasnacto, mentre Labieno si scontrò nuovamente con Treveri e Germani, catturando molti capi nemici, tra cui l'eduo Suro. Il proconsole romano spazzò poi via le residue sacche di resistenza presenti in Aquitania. Dopo che anche Commio si fu arreso, tutta la Gallia poteva dirsi pacificata:
(Cesare, De bello gallico, VIII, 49.)
Nel 49 a.C. Cesare ritirò la maggior parte delle sue legioni dalla Gallia.
Presto sarebbe cominciata una nuova era del mondo romano, con la sua trasformazione da repubblica in principato, dopo un ventennio di guerre civili. La civiltà di Roma si era imposta all'intero bacino del Mediterraneo, in un'inedita società multietnica. Anche gran parte dell'immenso e potente popolo dei Celti ne era stato infatti inglobato, ed altri avrebbero seguito questo destino nei due secoli successivi.

### Assedio al castello Larigno (le Alpi)
Marco Vitruvio Pollione. De Architectura:
(Marco Vitruvio Pollione, De Architectura, Libro II, capo IX.)

## Conseguenze della conquista

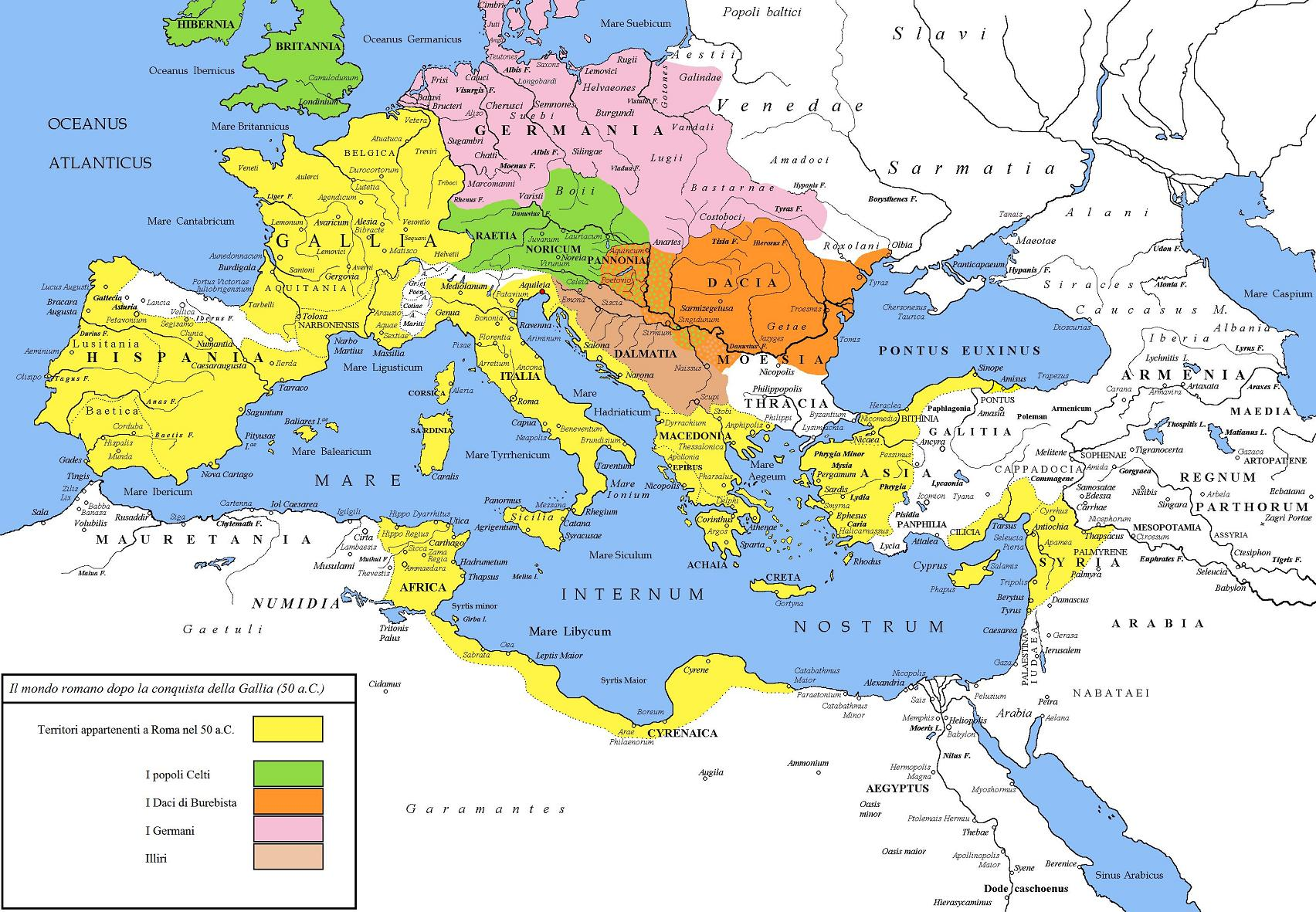
Il mondo romano nel 50 a.C. dopo la conquista della Gallia

La conquista della Gallia fu un evento epocale per la storia dell'Occidente. Roma, che sino ad allora era stata un impero mediterraneo, divenne da questo momento la dominatrice dell'Europa transalpina. Nei decenni che seguirono, vennero sottomesse le Alpi, la Rezia, il Norico e la Britannia, andando a costituire quello che sarà per i secoli successivi il dominio di Roma nel continente europeo.
Da questo momento, i destini della Gallia e di Roma percorsero strade comuni: la Gallia andò, via via, romanizzandosi attraverso la costruzione di nuove città, strade ed acquedotti, con la fusione delle due culture in un'unica. Ne nacque un sincretismo che diede vita a quella cultura gallo-romana che in seguito verrà assimilata anche dagli invasori Franchi e su cui germoglierà il Sacro Romano Impero di Carlo Magno. Ottanta anni dopo la conquista, Claudio, nato significativamente a Lugdunum, permise ai senatori di origine gallica di confluire nel Senato, formalizzando un'integrazione oramai compiuta. Augusto nel frattempo aveva diviso la Gallia in diverse province: oltre alla preesistente Narbonense, vennero istituite le province di Aquitania, Lugdunense e Belgica.
Ma al di là della importanza in chiave storica assoluta, la conquista della Gallia fu sotto molti punti di vista una guerra spregiudicata. Nessuna reale minaccia per i territori romani a sud della Gallia si presentava all'inizio degli anni 50 del I secolo a.C. da parte delle popolazioni celtiche del centro e del nord. Né gli Elvezi né gli Allobrogi avevano, nel 59/58 a.C., minacciato la provincia di Narbonense a tal punto da provocare una reazione simile. La guerra non fu perciò mossa da un reale pericolo: fu al contrario una decisione unilaterale di Cesare, il quale, attraverso la conquista, mirava spregiudicatamente al consolidamento del suo potere nella lotta politica interna al Primo triumvirato. Essenzialmente Cesare ambiva a controbilanciare i successi orientali di Pompeo nell'opinione pubblica, ad assicurarsi una pressoché inesauribile fonte di denaro, un esercito preparato e fedele, nonché schiere di clienti e migliaia di schiavi. Questi obiettivi furono in sostanza tutti raggiunti.

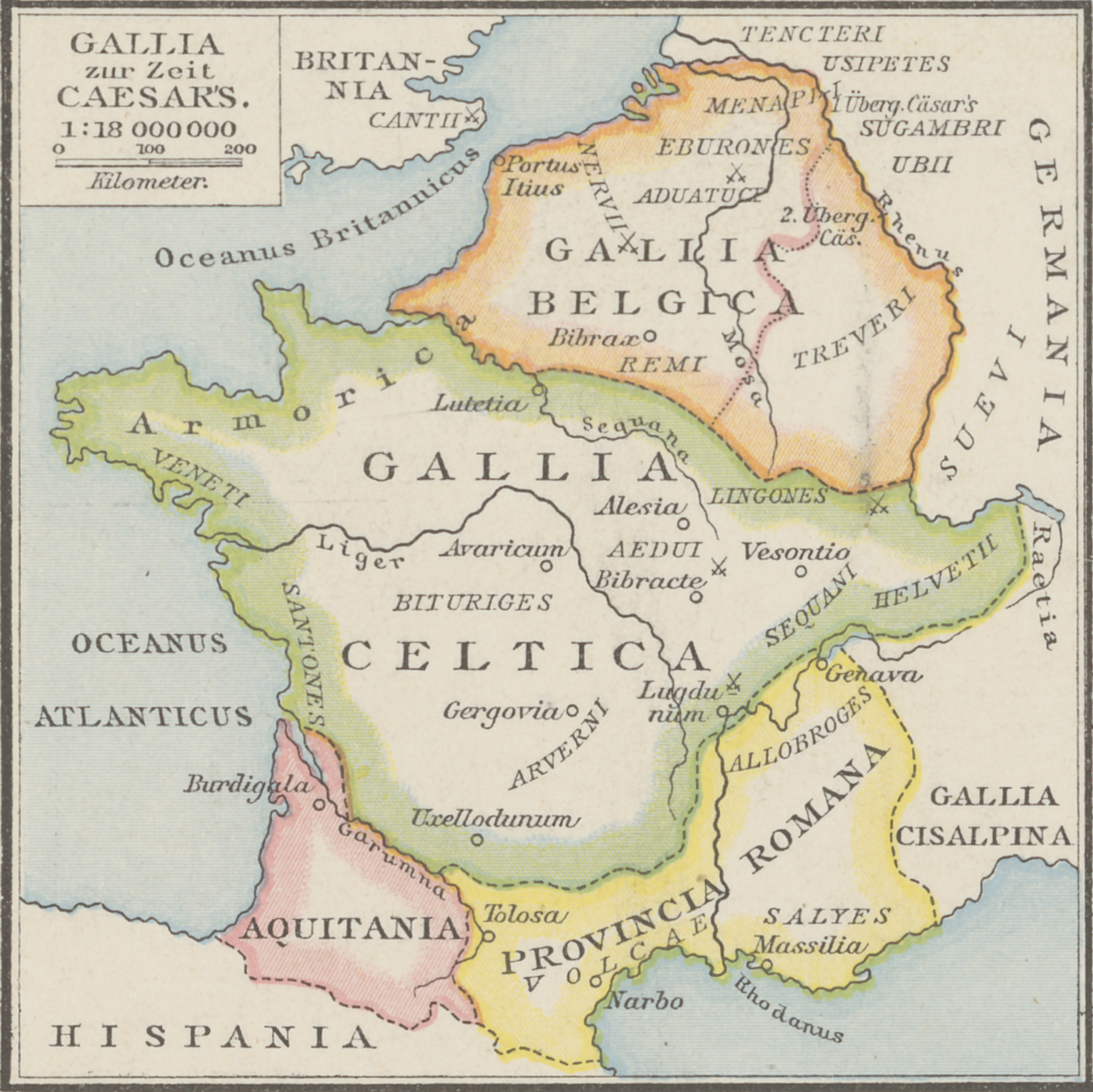
Mappa della Gallia romana al tempo di Cesare (50 a.C.)

Cesare, conquistata la Gallia, era entrato nell'Olimpo dei grandi conquistatori romani. Era amato dalla plebe di Roma alla quale, sapientemente, aveva concesso benefici di varia natura grazie al bottino di guerra. Il Senato e Pompeo ora lo temevano, sapendo che alle sue dipendenze aveva delle legioni temprate dalla guerra, costituite da cittadini di recente cittadinanza e legati a Cesare da un vincolo di fedeltà clientelare. Soprattutto Cesare sortì dalla conquista immensamente ricco e influente, gettando così le basi per l'escalation che avrebbe portato alla guerra civile. Svetonio scrive: «In Gallia spogliò i templi e i santuari degli dèi, zeppi di doni votivi e distrusse le città più spesso per predarle che per punirle. In tal modo ebbe oro in abbondanza, e lo mise in vendita in Italia e nelle province...». Se la Repubblica era minata già dal tempo dei Gracchi, la conquista della Gallia ruppe definitivamente il bilanciamento di poteri che aveva retto da Silla in poi.
Militarmente parlando, Cesare compì una vera e propria impresa, descritta nel De bello Gallico, opera nella quale sono concentrati l'abilità militare e le capacità narrative di Cesare. In esso il futuro dittatore narra eventi, fatti, battaglie, spostamenti. Sempre, ovviamente, da un punto di vista romano. Poco o nulla sappiamo da parte gallica di cosa fu per le popolazioni celtiche questa guerra che, in definitiva, decretò la fine dei governi tribali autonomi. Decine, forse centinaia di migliaia di Celti furono deportati in tutta Italia, e paradossalmente, la conquista romana permise ai Galli di aprirsi una strada verso l'Italia centrale e meridionale, dove, al tempo del loro massimo splendore, si erano trovati il cammino sbarrato da Etruschi e Latini. Alcuni storici hanno ipotizzato che nei dieci anni della campagna, la Gallia abbia perso oltre un milione di abitanti. Plinio il Vecchio, attenendosi ai calcoli dello stesso Cesare, parla di 1.192000 morti, mentre per Velleio Patercolo furono attorno a 400000. Le cifre forniteci potrebbero essere inferiori, come esatte. Alla storia, rimane una guerra terribile, combattuta per quasi un decennio, nella quale, né da una parte, né dall'altra si risparmiarono le crudeltà.
La conquista della Gallia, grazie al tramite di Roma, proiettò definitivamente l'Europa continentale nel Mediterraneo; ma né il trionfatore Cesare, né lo sconfitto Vercingetorige poterono essere testimoni fino in fondo delle conseguenze dei loro atti: una morte violenta colse entrambi pochi anni dopo la fine della guerra. Entrambi uccisi nell'Urbe, entrambi uccisi in nome di una Repubblica di cui furono, nei rispettivi ruoli, acerrimi rivali. A Roma come in Gallia, si era però allora aperta una nuova era.